# Toledo
Toledo es un municipio y ciudad española, capital de la provincia homónima, en la comunidad autónoma de Castilla-La Mancha. Con una población de 86 526 habitantes (INE 2024), se trata del tercer municipio más poblado de la región. El casco histórico está situado en la margen derecha del Tajo, en una colina rodeada por un pronunciado meandro. El término municipal incluye dos barrios muy separados del núcleo principal: el de Azucaica, en la orilla derecha del río, y el de Santa María de Benquerencia, situado prácticamente enfrente del anterior en la margen izquierda.
La ciudad fue un importante centro carpetano hasta la conquista romana en 193 a. C. Tras las invasiones germánicas, Toledo se convertiría en capital del Reino visigodo y, posteriormente, en su principal sede eclesiástica. En el año 711, Toledo fue conquistada por los musulmanes, cuyo dominio finalizó con la toma de la ciudad en 1085 por Alfonso VI. Es conocida como «la ciudad imperial» por haber sido la sede principal de la corte de Carlos I y también como «la ciudad de las tres culturas», por haber estado poblada durante siglos por cristianos, judíos y musulmanes. En el siglo XVI tuvieron lugar la guerra de las Comunidades de Castilla y el traslado en 1561 de la corte a Madrid, tras el cual la ciudad entró en decadencia, acentuada por la crisis económica del momento. Ya en época contemporánea, se recuerda el asedio y defensa del alcázar durante la guerra civil. En 1983, Toledo pasó a ser sede de las Cortes regionales y de la Junta de Comunidades de Castilla-La Mancha y en 1986 su casco histórico fue declarado Patrimonio de la Humanidad.
En la actualidad la gran mayoría de la población se dedica al sector servicios, existiendo tradición local en la fabricación de espadas. Una línea de ferrocarril Avant conecta Toledo y Madrid en 33 minutos. Cuenta con diversas infraestructuras sanitarias, incluido el Hospital Nacional de Parapléjicos, y con la presencia de la Academia de Infantería.

## Toponimia
La primera fuente escrita en donde aparece Toletum es la obra del historiador romano Tito Livio, según la cual Toletum se originaría en Tollitum, que daría Tollitu, Tollito, Tolleto, Tolledo hasta quedar en Toledo. Su significado sería «levantado, en alto». Martín Gallego recoge la versión de «las vueltas dobles o recodos que forma el río que la ciñe». El escritor del siglo XII, Abú Ab-Dín al-Ayubí, afirma que طليطلة Tulaytulah significa «la alegre», sin dar más explicación. Los diferentes nombres históricos recibidos por la ciudad fueron: en latín Toletum; en árabe طليطلة (Tulaytulah), en judeoespañol טולדות (Toldoth) y en mozárabe Tolétho.
Llevan el nombre de Toledo cinco ciudades de los Estados Unidos, en los estados de Ohio, Illinois, Oregón, Iowa y Washington; otras siete de Canadá, Belice, Brasil, Portugal, Colombia, Filipinas y Uruguay y cuatro núcleos más en España en las provincias de Huesca, Orense, Asturias y Tenerife.

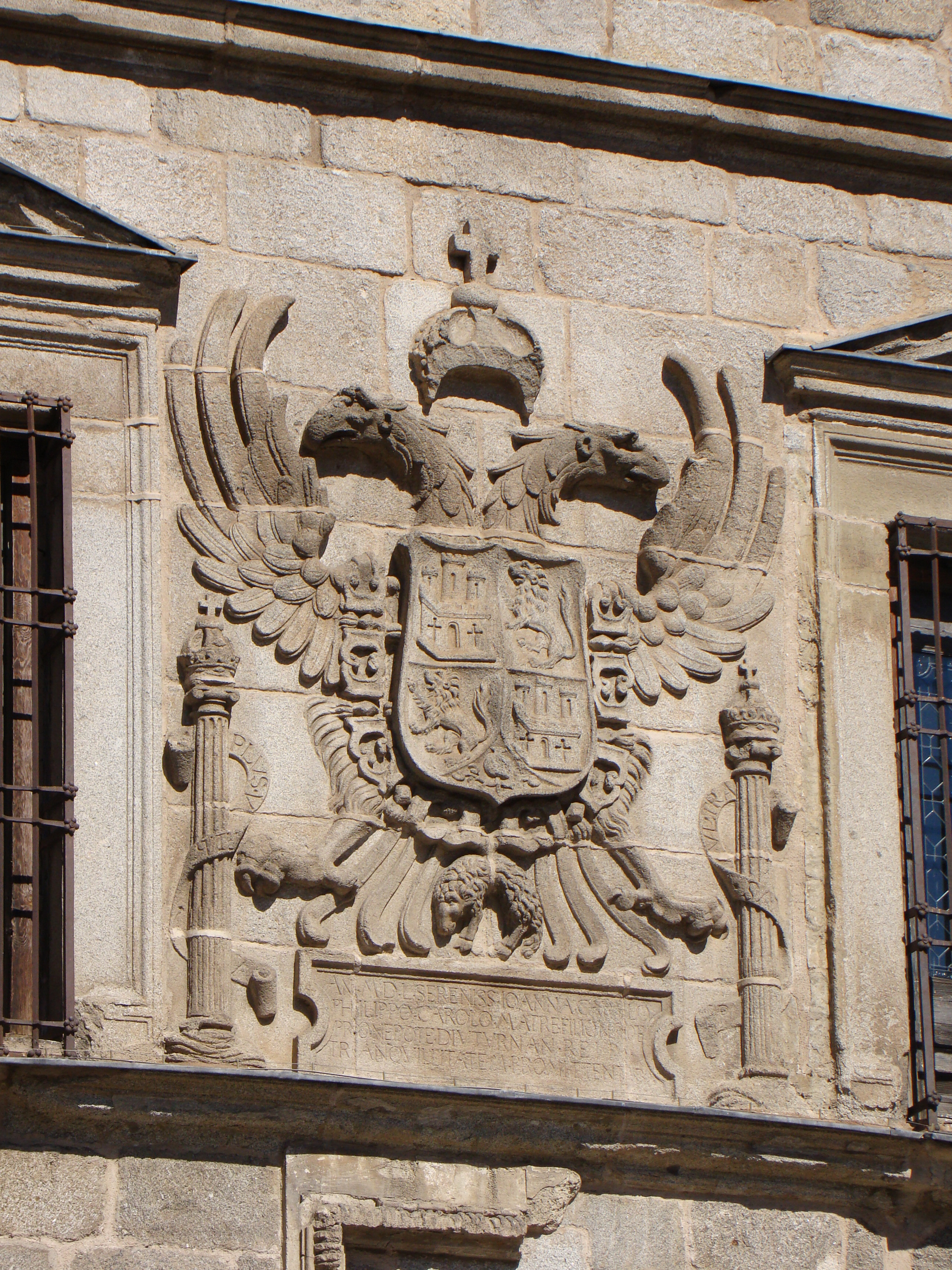
Escudo de Toledo en la Puerta Nueva de Bisagra

Uno de los sobrenombres de Toledo, el de «Ciudad de las Tres Culturas», relacionado con un pasado en el que coexistieron habitantes cristianos, judíos y musulmanes en la localidad, ha sido calificado como «pomposo» y atribuido principalmente a «políticos y operadores turísticos», al remarcar que detrás de ese mito de convivencia religiosa pacífica habría una realidad de opresión religiosa.

## Geografía
La ciudad de Toledo se encuentra en la España central a 71 km de la capital del país, Madrid. Limita con los términos municipales de Bargas, Olías del Rey, Mocejón, Rielves, Albarreal de Tajo, Almonacid de Toledo, Guadamur, Polán, Argés, Cobisa, Burguillos de Toledo y Nambroca en la provincia de Toledo y Aranjuez en la Comunidad de Madrid.
| Noroeste: Rielves                                                | Norte: Bargas, Olías del Rey y Mocejón                        | Nordeste: Aranjuez                   |
| Oeste: Albarreal de Tajo, Dehesa de Daramezas (Guadamur) y Polán |                                                               | Este: Almonacid de Toledo y Aranjuez |
| Suroeste: Guadamur                                               | Sur: Guadamur, Argés, Cobisa, Burguillos de Toledo y Nambroca | Sureste: Nambroca                    |

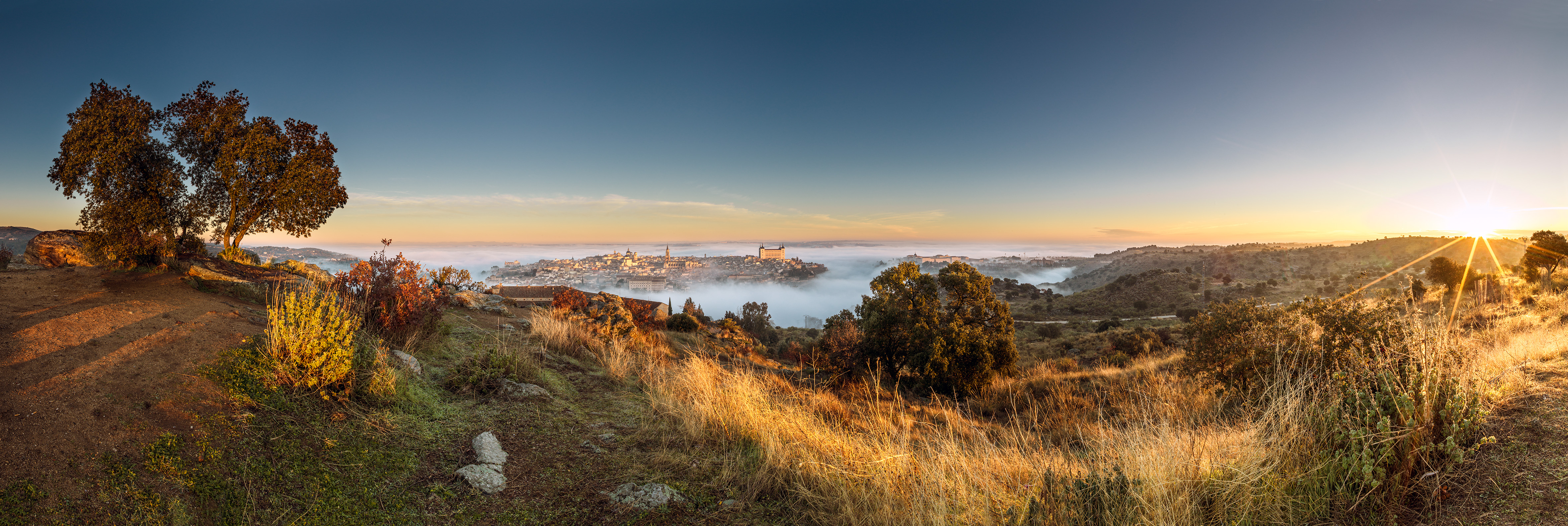
Nieblas matutinas en la ciudad

La extensión de su término municipal es de 232,1 km2. La altitud del centro de la ciudad es de 516 m sobre el nivel del mar, mientras que la altitud del municipio varía desde los 429 m en el último tramo en el municipio del río Tajo hasta los 697 m en el sur, en la cima de una colina muy cerca del Camino de la Raya. Es la capital de la provincia homónima.
Además, está considerada individualmente como una comarca en la división realizada por la Diputación Provincial, aunque desde un punto de vista estrictamente de geografía física la ciudad es puerta de la comarca natural de La Sagra, que tradicionalmente se ha considerado que comenzaba en la propia puerta de Bisagra.

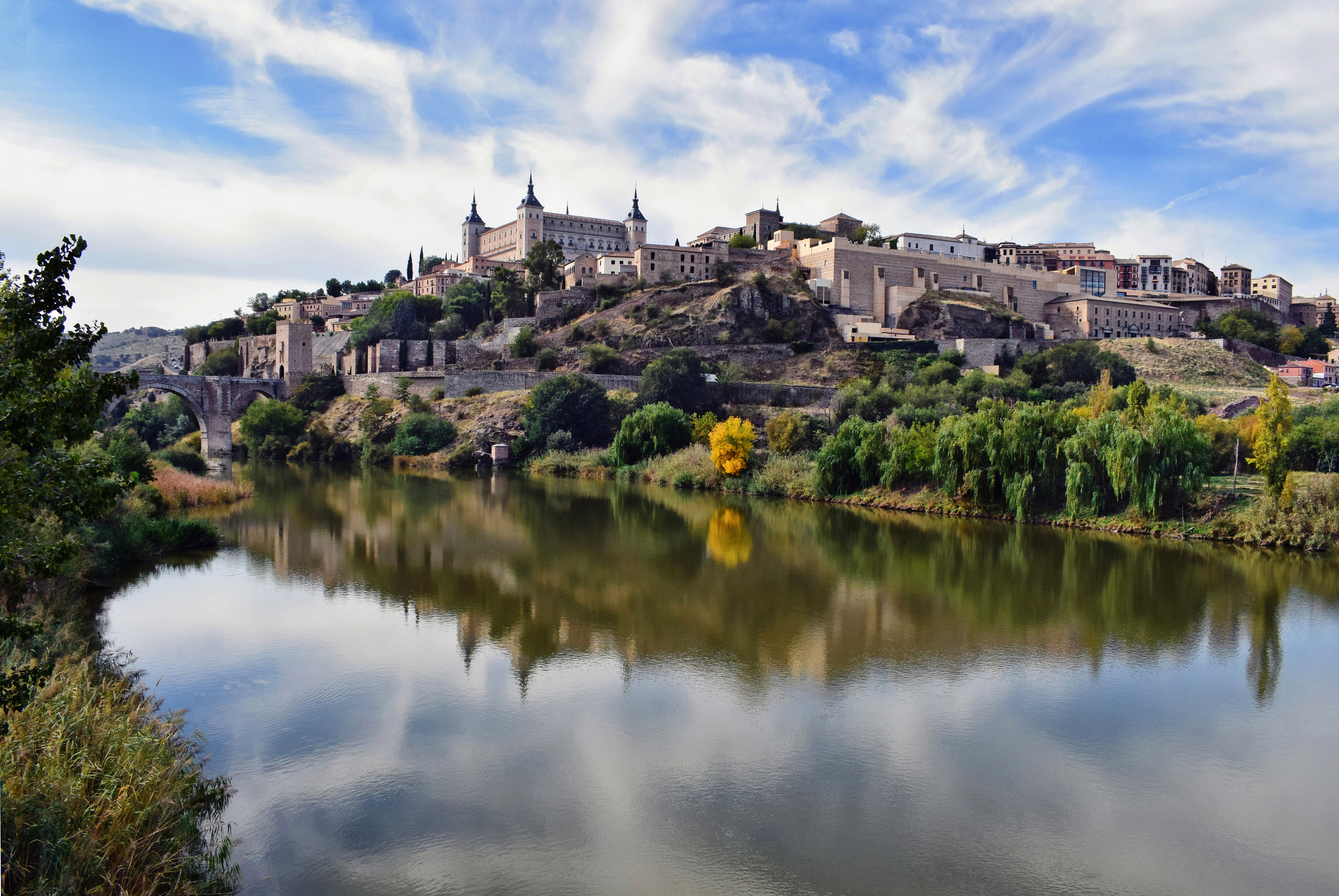
Vista del casco histórico con el río Tajo en primer plano

### Configuración
El casco urbano antiguo está recostado en la margen derecha del río Tajo, en una colina de cien metros de altura sobre el mismo, el cual la ciñe por su base, formando un pronunciado meandro conocido como torno del Tajo. El punto que este meandro no cierra es la única entrada natural con que cuenta la ciudad, sobre la que se construyeron las carreteras que enlazan la ciudad con Madrid y Ávila.

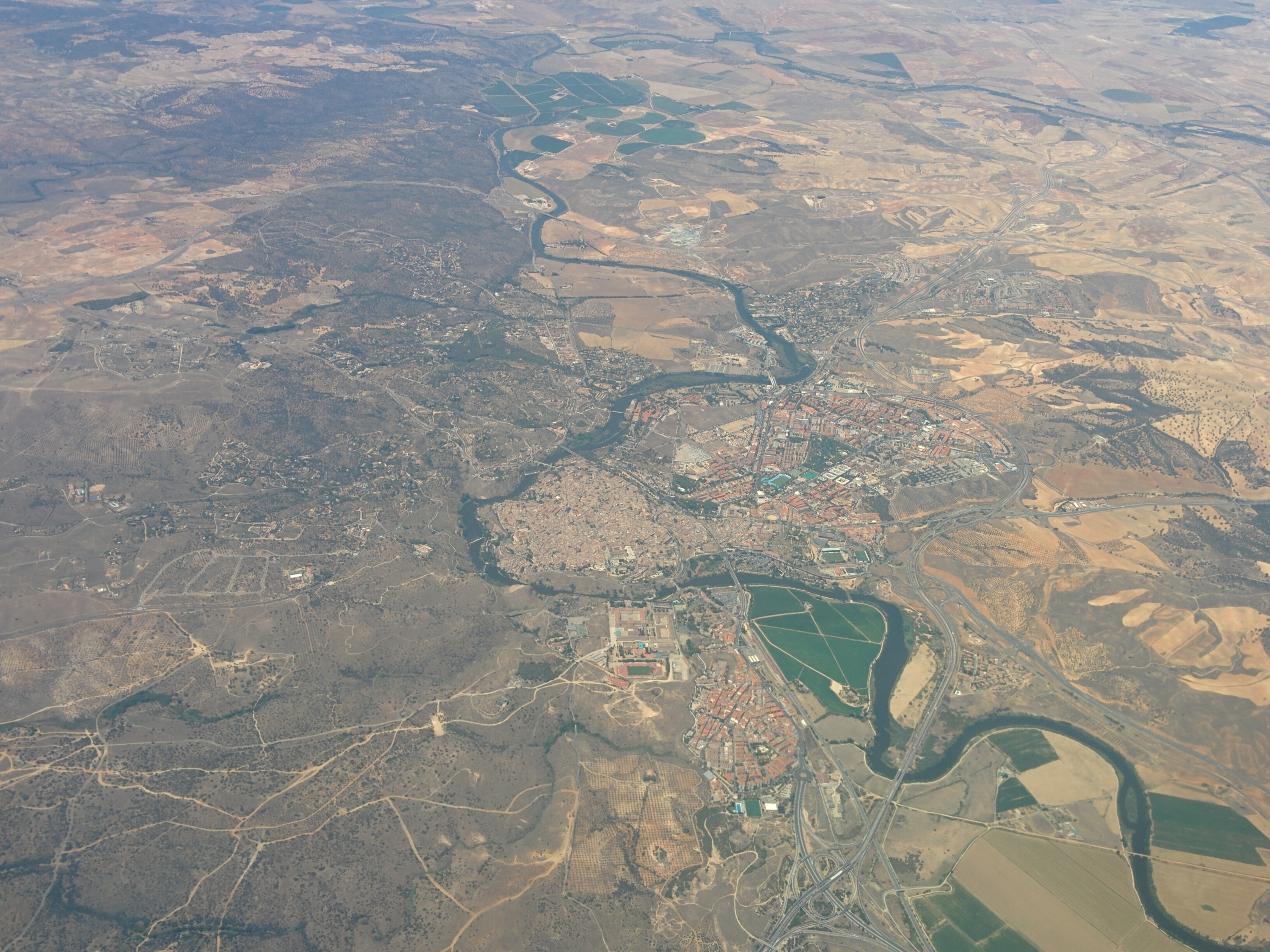
Vista aérea parcial de la ciudad

Desde mediados del siglo XIX comenzó la expansión fuera de las murallas; primero en los alrededores de la estación de ferrocarril para despegar definitivamente desde fines de los años 1940 por la vega del Tajo, con la construcción del Poblado Obrero de la Fábrica Nacional de Armas y sobre todo siguiendo el eje que formaba la carretera N-403. Desde principios de los años 1960, se acentuó aún más la expansión por esta vega, a raíz de la construcción de la Residencia Sanitaria de la Seguridad Social.
En la década de 1970, con la creación por parte del Ministerio de la Vivienda del Polígono de Descongestión de Madrid (hoy barrio de Santa María de Benquerencia) se inicia la expansión del núcleo urbano siguiendo la margen izquierda del río sobre la carretera N-400, hasta convertirse en el barrio más poblado de todo el municipio.

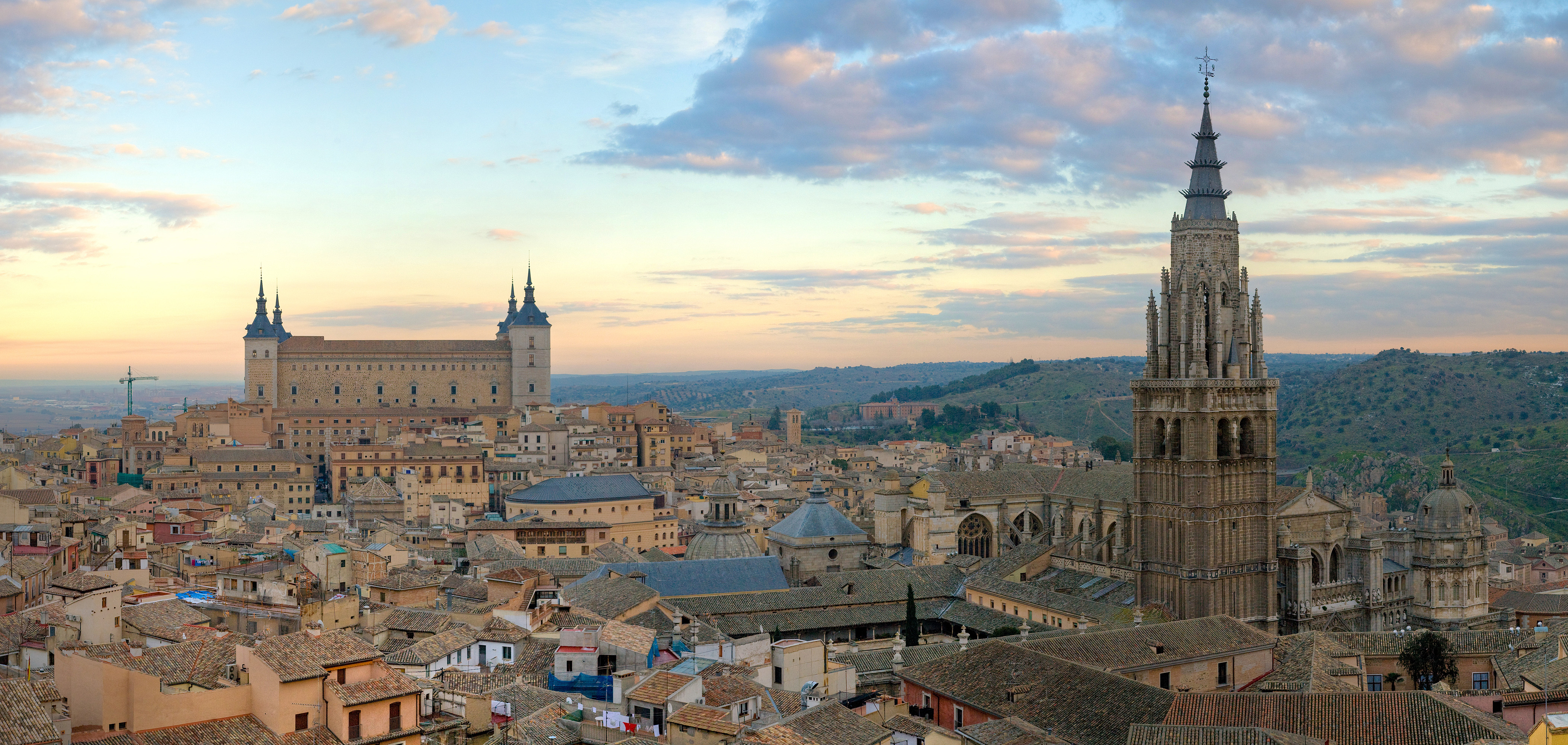
El casco histórico al anochecer

En la actualidad el municipio de Toledo tiene una configuración muy dispersa, existiendo barrios separados del núcleo principal de la ciudad por amplios espacios abiertos, como ocurre con los barrios de Santa María de Benquerencia o Azucaica, una antigua pedanía situada en la margen derecha del Tajo, que están separados de la ciudad alrededor de seis kilómetros. El desarrollo de los barrios periféricos ha provocado simultáneamente un paulatino abandono del antiguo recinto amurallado al trasladarse la población a los nuevos barrios nacidos desde los años 1960.

### Subdivisiones
En estos momentos la ciudad de Toledo se estructura en cinco distritos que integran los diferentes barrios, de la siguiente forma:
1. Distrito del Casco Histórico:
1. Casco Histórico (zona interior de las murallas)
2. Antequeruela-Covachuelas
3. Cigarrales y Cerro de los Palos
4. San Martín
5. Azucaica, urbanización Casa de Campo y terrenos intermedios
2. Distrito de Santa Bárbara:
6. Santa Bárbara
3. Distrito de Santa María de Benquerencia (Polígono):
7. Santa María de Benquerencia zona residencial
8. Santa María de Benquerencia zona industrial
4. Distrito Centro:
9. San Antón-Avenida de Europa
10. Palomarejos
11. Santa Teresa-Reconquista
12. Vega Baja, San Pedro el Verde y Circo Romano
5. Distrito Norte:
13. Buenavista
14. Valparaíso, La Legua y Cigarrales de Vistahermosa
15. Urbanización Tres Culturas-finca Buenavista
16. La Bastida, San Bernardo, Montesión y Olivar de los Pozos
De todos ellos, solamente el Casco Histórico y Antequeruela (que no Covachuelas) se encuentran dentro del antiguo recinto amurallado.

### Clima
De acuerdo con la clasificación climática de Köppen, Toledo tiene un clima semiárido frío (BSk). Las precipitaciones son escasas, concentradas principalmente en primavera y a finales del otoño, con una acusada sequía estival e importante oscilación térmica diaria.
Las temperaturas son frescas en invierno, con heladas frecuentes aunque menores que en otras zonas de la región, y altas en verano, con máximas que superan ocasionalmente los 40 °C. En 2007, Toledo fue la tercera ciudad más soleada de España, con 3040 horas de sol, según se desprende de los datos de los que dispone el Instituto Nacional de Estadística, recogidos en su anuario estadístico.
De acuerdo con los valores tabulados a continuación y a los criterios de la clasificación climática de Köppen modificada, el clima de Toledo se clasifica como semiárido de tipo BSk (estepa fría).
| Parámetros climáticos promedio de Observatorio de Toledo (513 m s. n. m.) (periodo de referencia: 1991-2020, extremos: 1982-presente) | Parámetros climáticos promedio de Observatorio de Toledo (513 m s. n. m.) (periodo de referencia: 1991-2020, extremos: 1982-presente) | Parámetros climáticos promedio de Observatorio de Toledo (513 m s. n. m.) (periodo de referencia: 1991-2020, extremos: 1982-presente) | Parámetros climáticos promedio de Observatorio de Toledo (513 m s. n. m.) (periodo de referencia: 1991-2020, extremos: 1982-presente) | Parámetros climáticos promedio de Observatorio de Toledo (513 m s. n. m.) (periodo de referencia: 1991-2020, extremos: 1982-presente) | Parámetros climáticos promedio de Observatorio de Toledo (513 m s. n. m.) (periodo de referencia: 1991-2020, extremos: 1982-presente) | Parámetros climáticos promedio de Observatorio de Toledo (513 m s. n. m.) (periodo de referencia: 1991-2020, extremos: 1982-presente) | Parámetros climáticos promedio de Observatorio de Toledo (513 m s. n. m.) (periodo de referencia: 1991-2020, extremos: 1982-presente) | Parámetros climáticos promedio de Observatorio de Toledo (513 m s. n. m.) (periodo de referencia: 1991-2020, extremos: 1982-presente) | Parámetros climáticos promedio de Observatorio de Toledo (513 m s. n. m.) (periodo de referencia: 1991-2020, extremos: 1982-presente) | Parámetros climáticos promedio de Observatorio de Toledo (513 m s. n. m.) (periodo de referencia: 1991-2020, extremos: 1982-presente) | Parámetros climáticos promedio de Observatorio de Toledo (513 m s. n. m.) (periodo de referencia: 1991-2020, extremos: 1982-presente) | Parámetros climáticos promedio de Observatorio de Toledo (513 m s. n. m.) (periodo de referencia: 1991-2020, extremos: 1982-presente) | Parámetros climáticos promedio de Observatorio de Toledo (513 m s. n. m.) (periodo de referencia: 1991-2020, extremos: 1982-presente) |
| Mes | Ene. | Feb. | Mar. | Abr. | May. | Jun. | Jul. | Ago. | Sep. | Oct. | Nov. | Dic. | Anual |
| --- | --- | --- | --- | --- | --- | --- | --- | --- | --- | --- | --- | --- | --- |
| Temp. máx. abs. (°C) | 22.0 | 23.8 | 29.0 | 34.5 | 37.7 | 42.0 | 42.9 | 44.2 | 41.3 | 34.1 | 25.6 | 22.2 | 44.2 |
| Temp. máx. media (°C) | 11.9 | 14.3 | 18.1 | 20.5 | 25.2 | 31.1 | 35.1 | 34.5 | 29.1 | 22.6 | 15.8 | 12.0 | 22.5 |
| Temp. media (°C) | 6.8 | 8.4 | 11.7 | 14.1 | 18.4 | 23.7 | 27.2 | 26.8 | 22.1 | 16.6 | 10.7 | 7.3 | 16.2 |
| Temp. mín. media (°C) | 1.7 | 2.6 | 5.3 | 7.7 | 11.6 | 16.3 | 19.3 | 19.1 | 15.0 | 10.5 | 5.5 | 2.5 | 9.8 |
| Temp. mín. abs. (°C) | -13.4 | -9.0 | -5.8 | -2.6 | -0.3 | 4.3 | 10.0 | 10.0 | 5.4 | 0.0 | -5.6 | -8.0 | -13.4 |
| Precipitación total (mm) | 25 | 25 | 33 | 40 | 39 | 19 | 6 | 9 | 21 | 49 | 38 | 36 | 342 |
| Días de precipitaciones (≥ 1 mm) | 4.8 | 4.6 | 5.1 | 6.1 | 5.8 | 2.7 | 1.0 | 1.5 | 3.0 | 6.5 | 5.8 | 5.9 | 53.3 |
| Días de nevadas (≥ 0.01 mm) | 0.6 | 0.4 | 0.3 | 0.0 | 0.0 | 0.0 | 0.0 | 0.0 | 0.0 | 0.0 | 0.1 | 0.3 | 1.8 |
| Horas de sol | 152 | 184 | 229 | 261 | 298 | 351 | 391 | 360 | 273 | 217 | 162 | 136 | 2995 |
| Humedad relativa (%) | 75 | 67 | 59 | 56 | 51 | 41 | 34 | 37 | 48 | 63 | 73 | 77 | 57 |
| Fuente n.º 1: Agencia Estatal de Meteorología                                                                                         | | | | | | | | | | | | | |
| Fuente n.º 2: Agencia Estatal de Meteorología (extremos)                                                                              | | | | | | | | | | | | | |

## Historia

### Prehistoria y Edad Antigua

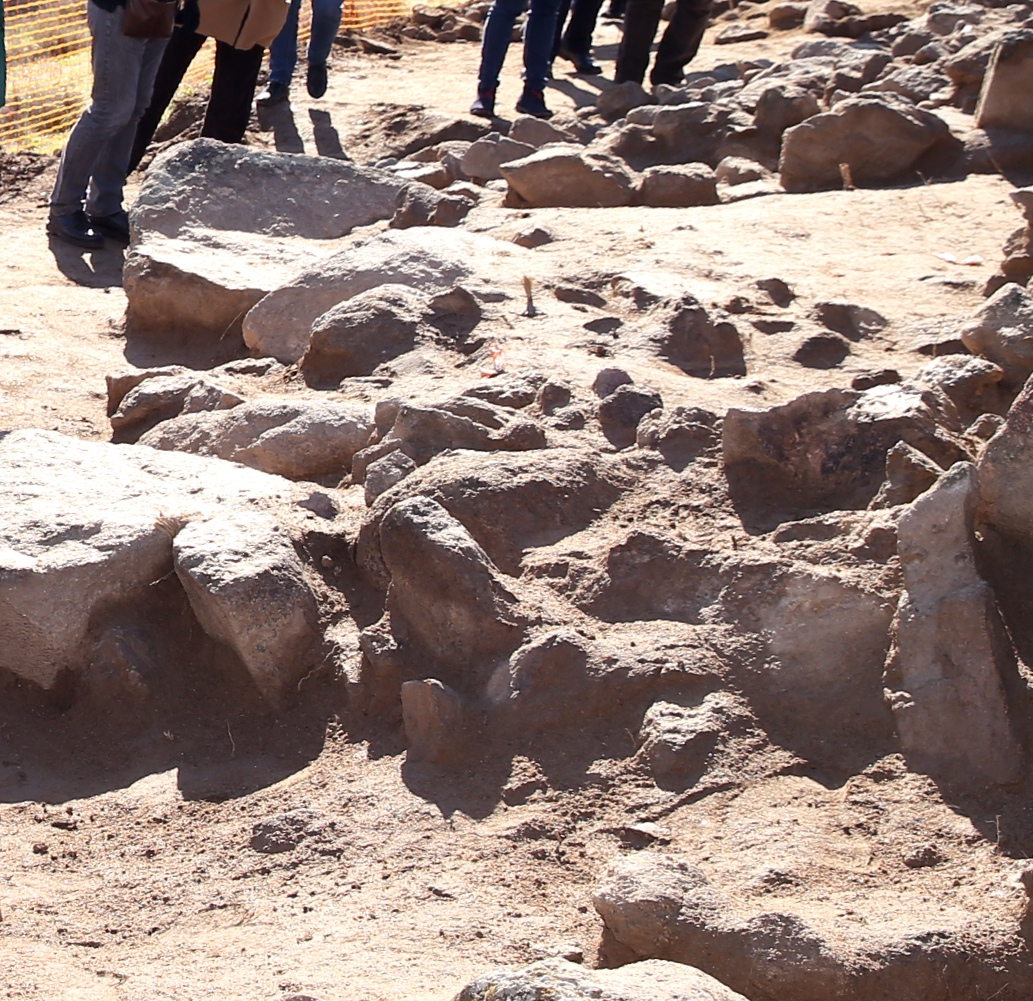
Cerro del Bu

El primer asentamiento fijo que se conoce en la ciudad de Toledo es una serie de castros, sobre los que después se levantó la ciudad carpetana amurallada, uno de los más importantes centros de los carpetanos. Entre los primeros asentamientos conocidos en la zona se encuentra el cerro del Bu, ubicado en la orilla izquierda del río Tajo, un yacimiento que cuenta con diversas etapas superpuestas, una de ellas datada en la Edad del Bronce.
En el año 193 a. C. y tras una gran resistencia, Marco Fulvio Nobilior conquistó la ciudad. Los romanos la reconstruyeron y la denominaron Toletum, en la provincia de Carpetania. La ciudad desarrolló una importante industria del hierro que la llevó a acuñar moneda. La zona donde se asentaba la ciudad sufrió un profundo proceso de romanización, como atestiguan los numerosos restos de villas romanas, especialmente en la ribera del Tajo.

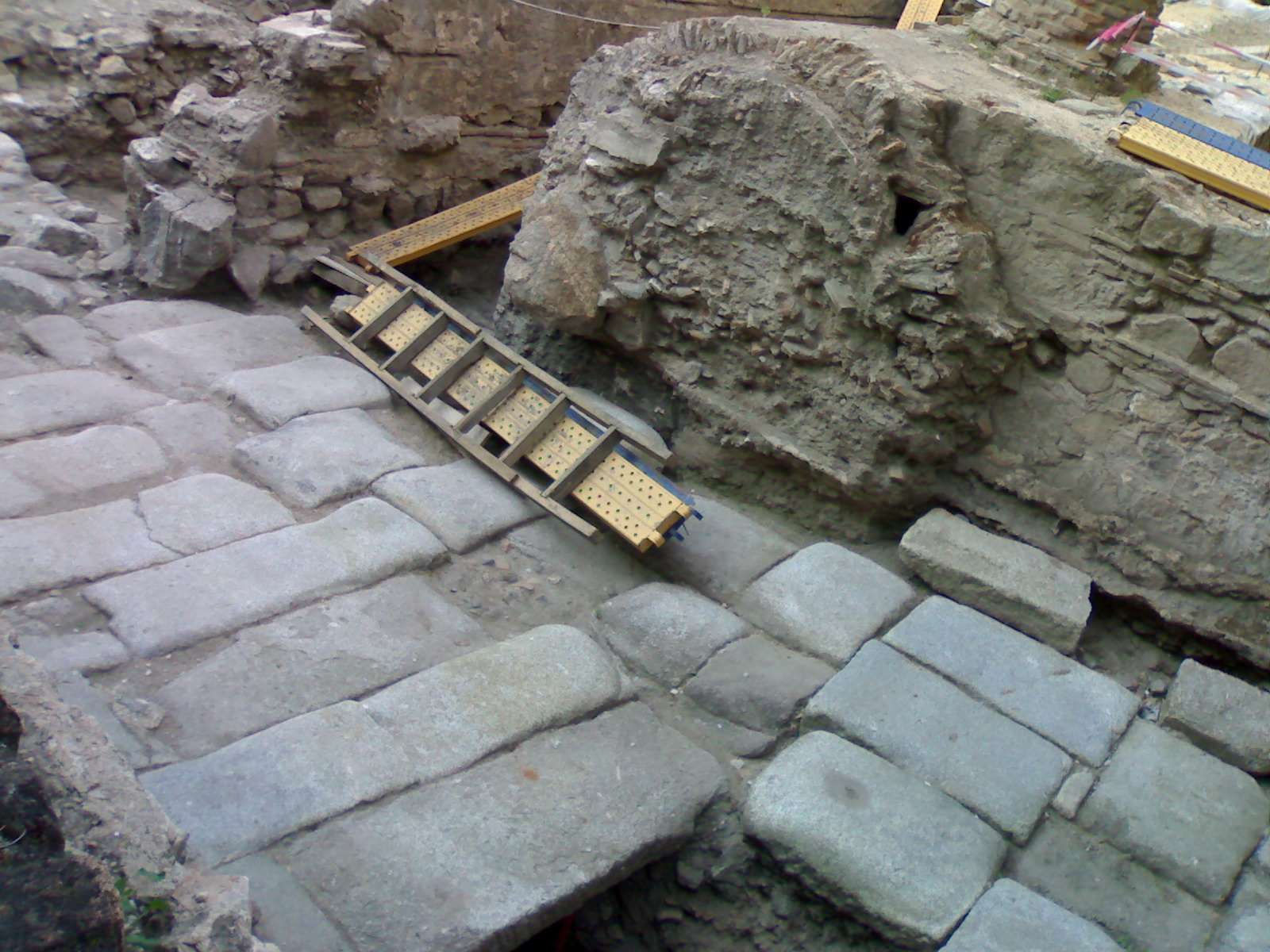
Restos romanos junto a la ermita del Cristo de la Luz

Los romanos dejaron numerosos vestigios en la faz toledana, como un imponente acueducto, del que únicamente se conservan las bases a ambos lados del Tajo, una vía romana, parte de la cual se puede ver en las laderas de los cerros de la margen izquierda del río, y un circo (con capacidad para unos 13 000-15 000 espectadores), ubicado en un parque público y parcialmente desenterrado. Existen otros muchos vestigios que, pese a estar dados por desaparecidos en muchos casos, es muy probable que se encuentren en el subsuelo de la urbe, tales como el teatro (ubicado en el solar inmediato al circo y que actualmente ocupa un colegio), el anfiteatro (bajo el barrio de Covachuelas), una importante infraestructura hidráulica (como los vestigios que quedan al lado de la puerta donde se accede a la mezquita del Cristo de la Luz), numerosas calzadas (como las recientemente encontradas a siete metros aproximadamente de profundidad bajo el jardín de la mezquita anteriormente mencionada), así como termas, aliviaderos y villas.
Hay que destacar que la mayor parte de estas construcciones históricas fueran desmontadas, siendo los sillares aprovechados para la construcción de otros edificios y para la muralla que rodea la ciudad, si bien, posiblemente la mayor riqueza arqueológica de Toledo se encuentre enterrada bajo su subsuelo.

### Edad Media

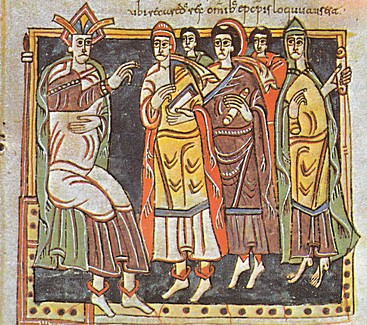
III Concilio de Toledo (589)

Tras las primeras incursiones germánicas, se reedificaron las antiguas murallas con objetivos defensivos; a pesar de ello en el año 411 la ciudad fue conquistada por los alanos gracias a su imponente dominio del caballo y sus artes de guerra, quienes fueron a su vez derrotados por los visigodos en el año 418. Una vez hubo vencido a su rival Agila, Atanagildo estableció su corte en la ciudad y posteriormente, con Leovigildo, se convirtió en capital del reino hispanogodo y en arzobispado, con lo que adquirió gran importancia civil y religiosa (como prueban los Concilios de Toledo) llegando a alcanzar los 10 000 habitantes (lo que la situaba entre las mayores ciudades hispanas de la época). Muy cerca de Toledo, en la villa de Guadamur, se halló el Tesoro de Guarrazar, excepcional conjunto de coronas votivas de los reyes visigodos.
En el año 711 fue conquistada por Táriq ibn Ziyad y sometida al dominio musulmán. La toma de la ciudad fue llevada a cabo sin dificultades, mediante capitulación, ya que gran parte de la población había huido. Los árabes la llamaron Tulaytula (en árabe طليطلة ).
El predominio de gran población mozárabe la convirtió enseguida en un foco de continua preocupación para Córdoba. En 797 durante el emirato de Alhakén I, estalló una sublevación contra Córdoba. Según determinados crónicas —pues hay diversas versiones sobre el suceso— el emir habría enviado al muladí Amrús ben Yusuf para someter la ciudad. Amrús diezmó a los muladíes locales mediante la conocida como «jornada del foso»: en un banquete en el palacio del gobernador donde se invitó a comer a los muladíes principales de la ciudad, se habría ido asesinando a estos según entraban y sus cadáveres arrojados a una zanja. De esta manera, el emir consiguió someter por un tiempo al pueblo toledano. No obstante, estos volvieron a rebelarse en el 811 y en el 829, después de su muerte. Se dice que de estos hechos podría haber nacido la expresión de tener una «noche toledana».
Finalmente, Abd al-Rahman III aplastó la endémica rebelión de la ciudad de Toledo en julio de 932, tras un asedio de dos años, sometiéndola al califato cordobés. Al desintegrarse el califato en el siglo XI, Toledo se convirtió en un importante reino de taifa, que no obstante, tuvo que pagar parias a los reyes de Castilla para mantener su independencia.

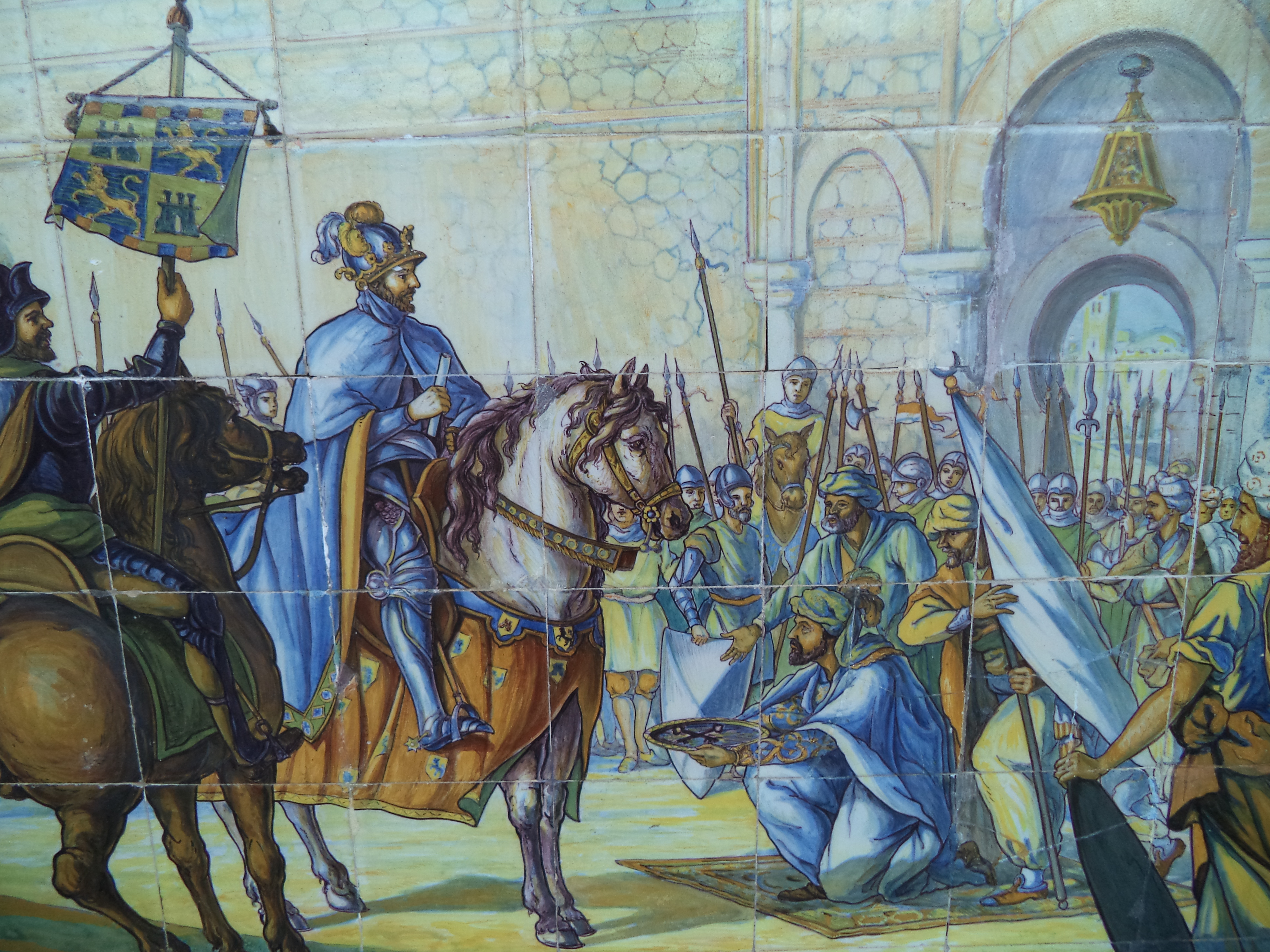
Entrada de Alfonso VI en Toledo (1085)

Tras años de asedio, es posteriormente sometida la ciudad y se rinde el 6 de mayo de 1085. Días después, el 25 de mayo, Alfonso VI de León entra en Toledo, tras un acuerdo previo con el rey de la taifa que la gobernaba. Mediante el acuerdo de capitulación, el rey leonés somete al reino, garantizando a los pobladores musulmanes la seguridad de sus personas y bienes. El rey concedió fueros propios a cada una de las minorías existentes: mozárabes (Toledo era un importante centro mozárabe, con liturgia propia, la hispano-mozárabe, que aún se conserva), musulmanes y judíos, posteriormente refundidos por Alfonso VII en el Fuero de 1118. Tras la capitulación de la ciudad, sobrevino el periodo de mayor esplendor de Toledo, de una gran intensidad cultural, social y política. La Escuela de traductores de Toledo, floreciente durante los siglos XII y XIII, así como las numerosas obras de arte civiles y religiosas, las cuales dejaron una importante huella en la ciudad.
Tras la capitulación, se toleró la práctica religiosa de las comunidades judía y musulmana, pero esta actitud tolerante no duró mucho tiempo. Los cristianos construyeron la nueva catedral sobre la mezquita mayor, que a su vez se levantaba sobre la antigua catedral visigoda.
En 1162 la ciudad fue conquistada por el rey Fernando II de León, durante el convulso período de la minoría de edad de Alfonso VIII de Castilla. El rey leonés nombró a Fernando Rodríguez de Castro «el Castellano», miembro de la casa de Castro, gobernador de la ciudad. La ciudad de Toledo permaneció en poder de los leoneses hasta el año 1166, en que fue recuperada por los castellanos.
Durante la guerra civil castellana, Toledo luchó al lado de Pedro I y, tras sufrir un largo asedio, fue tomada en enero de 1369. A lo largo de toda la Edad Media la ciudad fue creciendo: en siglo XIV recibió privilegio ferial y en el siglo XV se convirtió en uno de los principales productores pañeros castellanos, actividad que se sumó a las ya existentes de acuñación de monedas, fabricación de armas e industria sedera. En 1492, los judíos son expulsados y los Reyes Católicos reforman la ciudad. Isabel la Católica construyó allí, en el monasterio de San Juan de los Reyes, la que quería fuera su tumba, pero finalmente fue enterrada junto a su esposo en la catedral de Granada. Carlos I convirtió a Toledo en ciudad imperial y en sede de la Corte.

### Edad Moderna
Los Reyes Católicos urbanizaron y engrandecieron la ciudad, y en la catedral toledana se proclamó a Juana y Felipe el Hermoso como herederos de la Corona castellana en 1502. Activa participación en la unificación del primer estado moderno de Europa tuvieron los nobles castellanos, especialmente la aristocrática familia de los Álvarez de Toledo, cuyo poder aumentó al amparo del poder regio. Isabel la Católica mandó construir en Toledo el monasterio de San Juan de los Reyes para conmemorar la batalla de Toro y ser enterrada allí con su marido, pero tras la reconquista de Granada los Reyes decidieron enterrarse en esta última ciudad, donde sus restos descansan hoy.

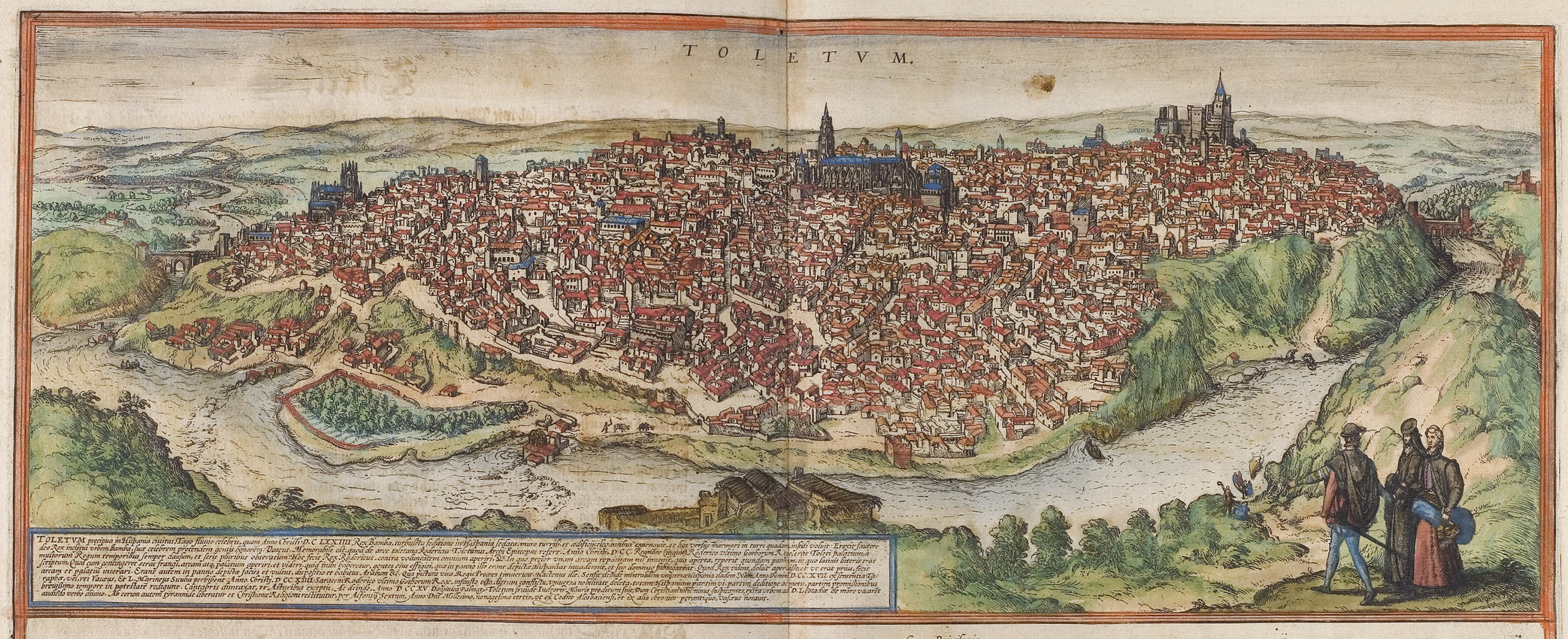
Toledo en el (Civitates orbis terrarum, 1572)

Fue una de las primeras ciudades que se unió a la revuelta de las Comunidades en 1520, con dirigentes comuneros como Pedro Laso de la Vega y Juan de Padilla. Tras la derrota comunera en la batalla de Villalar, los comuneros toledanos, dirigidos por María Pacheco, la viuda de Padilla, fueron los que más resistencia opusieron a los designios de Carlos I, hasta su rendición en 1522. Toledo se convirtió en una de las sedes de la Corte del imperio y en la cuarta ciudad más populosa de la Monarquía con 60 000 habitantes (1560).
Posteriormente, con la decisión de trasladar la corte a Madrid, adoptada por su hijo Felipe II, en el año 1561, la ciudad perdió gran parte de su peso político y social. La ruina de la industria textil acentuó la decadencia de Toledo, si bien mantuvo su importancia como centro del poder eclesiástico. El 23 de agosto de 1580 se inició una gran epidemia de catharro que afligió a toda Castilla y se ensañó especialmente con Toledo, como cuenta fray Antonio de Villacastín en sus Memorias de la fundación de San Lorenzo el Real, monasterio de la orden de San Jerónimo...: 

Ni había médico que visitase ni apenas crérigo para aministrar los sacramentos, y enterraban los muertos sin campanas en toda España, y en las sepulturas metían 7 y 8 y más en cada una; y el día de la Natividad de Nuestra Señora hobo iglesias que no hobo crérigo que dixese misa. Y acaeció en Toledo una cosa de notar: que este dicho día de nuestra Señora de setiembre no hobo canónigo que dixese la misa mayor, y ansí la dijo un pobre crérigo, y los acólitos fueron dos hombres seculares y pobres por no haber persona eclesiástica en toda la iglesia. Fue enfermedad notable, o por mejor decir pestilencia. Tuvo este mal lo recio dél hasta mediado el mes de otubre del dicho año y díxose que murió la tercera parte de la xente en todos los pueblos grandes y pequeños. Díxose que primero estuvo este mal en toda Italia y Francia y Flandes; finalmente fue una pestilencia general. su principio fue catarro y calenturas tercianas... Moríanse todos los que se sangraban.
Antonio de Villacastín (Zarco Cuevas, 1985, pp. 56-57)

Se considera a esta la primera pandemia de gripe, aunque algunos creen que fue en realidad de tosferina. Dicha epidemia comenzó en Asia y de allí pasó a Europa y América. Casi toda Europa fue afectada en seis semanas, y se dice que solo el 20 % de la población escapó de la enfermedad.

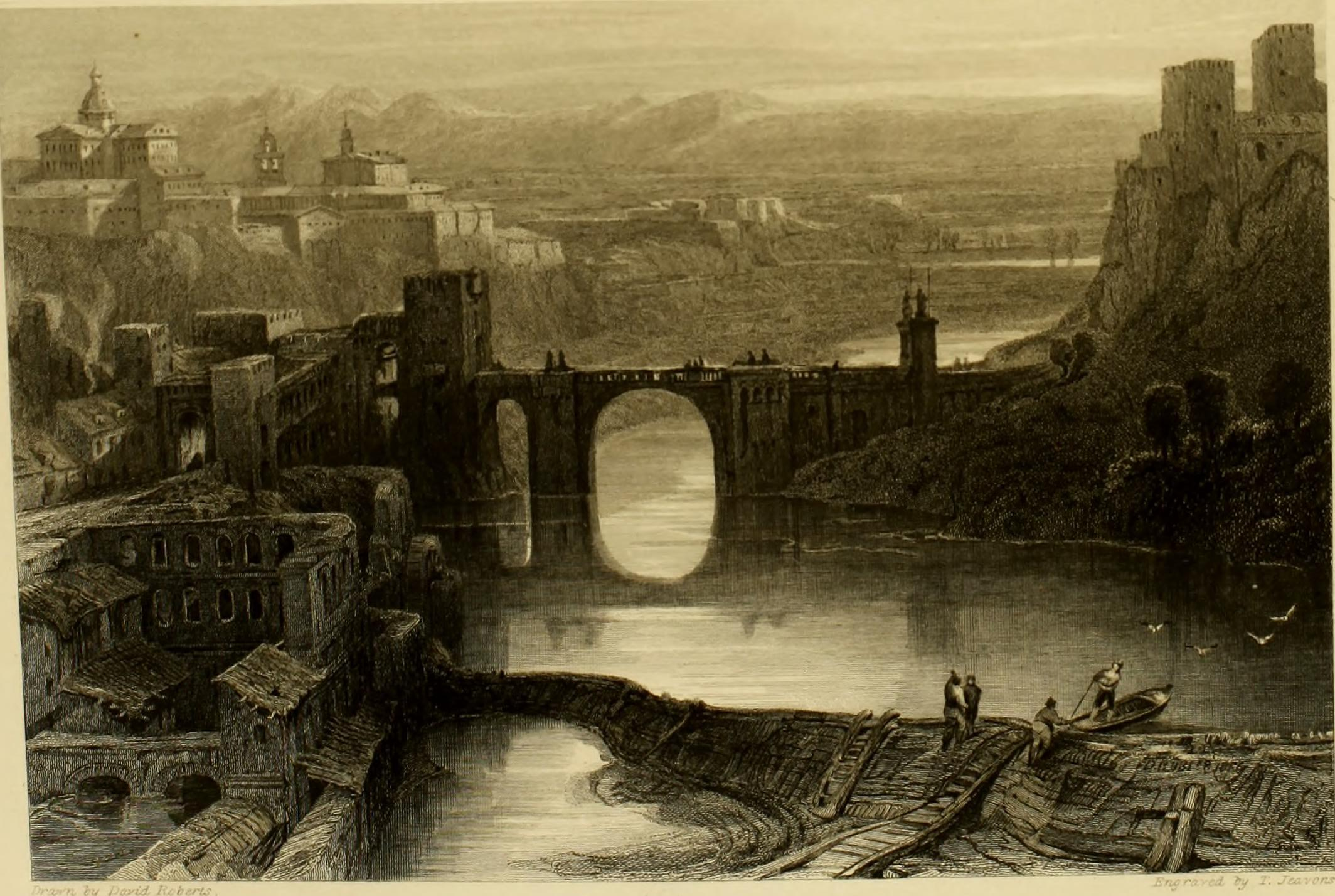
Toledo en la primera mitad del por David Roberts

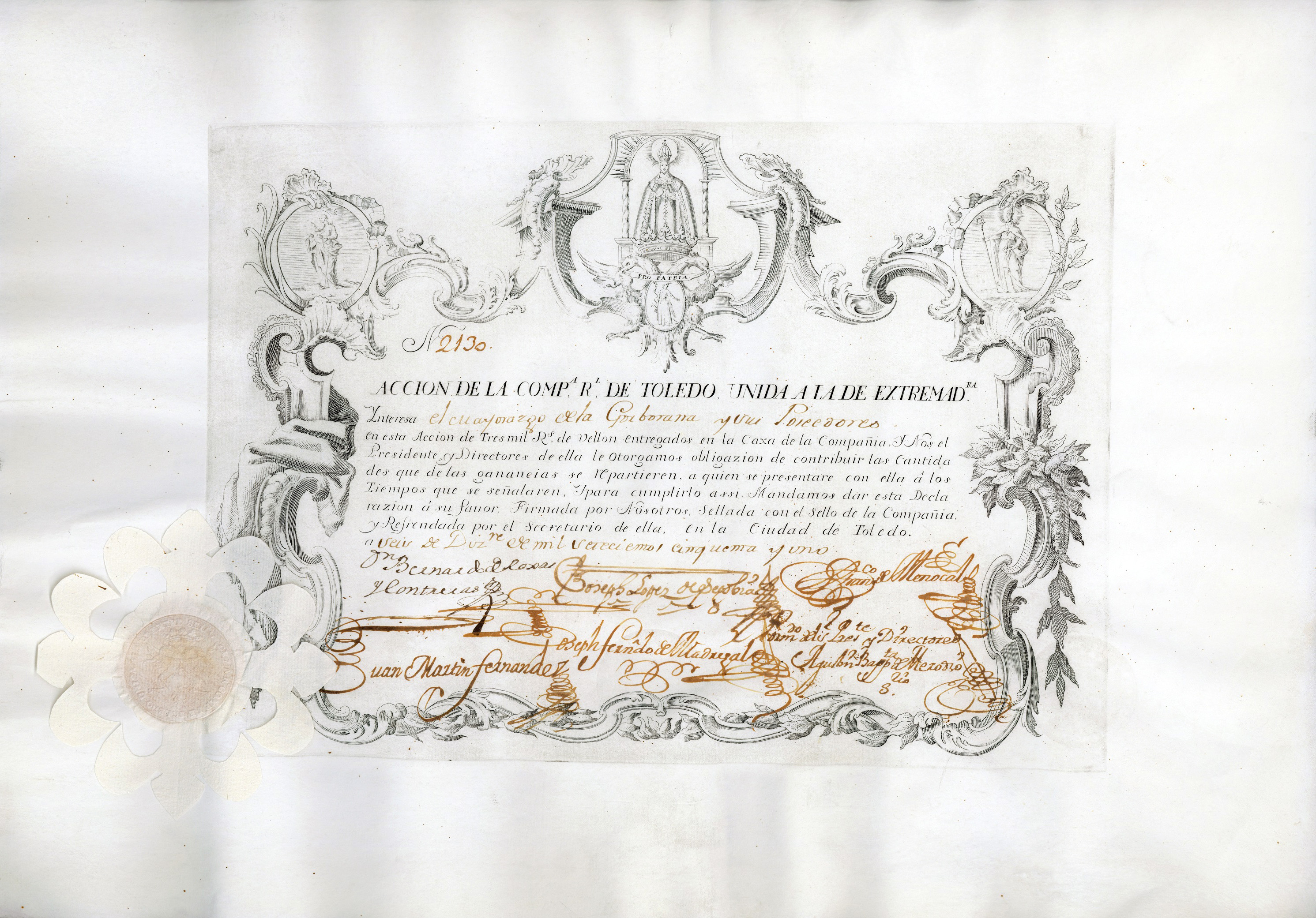
Acción de la Companhia Real de Toledo unida a la de Extremadura por 3000 reales vellón, emitida el 6 de diciembre de 1751 en Toledo, impresa en pergamino de becerro. La compañía, fundada en 1748, explotaba plantaciones de moreras y cría de gusanos de seda, producía seda y también comerciaba con armas

La constitución de la Real Compañía de Comercio y Fábricas, en 1748, en el marco de renovaciones borbónicas inspiradas por la Ilustración, trajo un breve resurgir de la ciudad, pero a finales del siglo XVIII estaba nuevamente arruinada y reducida a funciones meramente administrativas.
En 1761, por mandato del rey Carlos III se establece en la ciudad la Real Fábrica de Armas.

### Edad Contemporánea

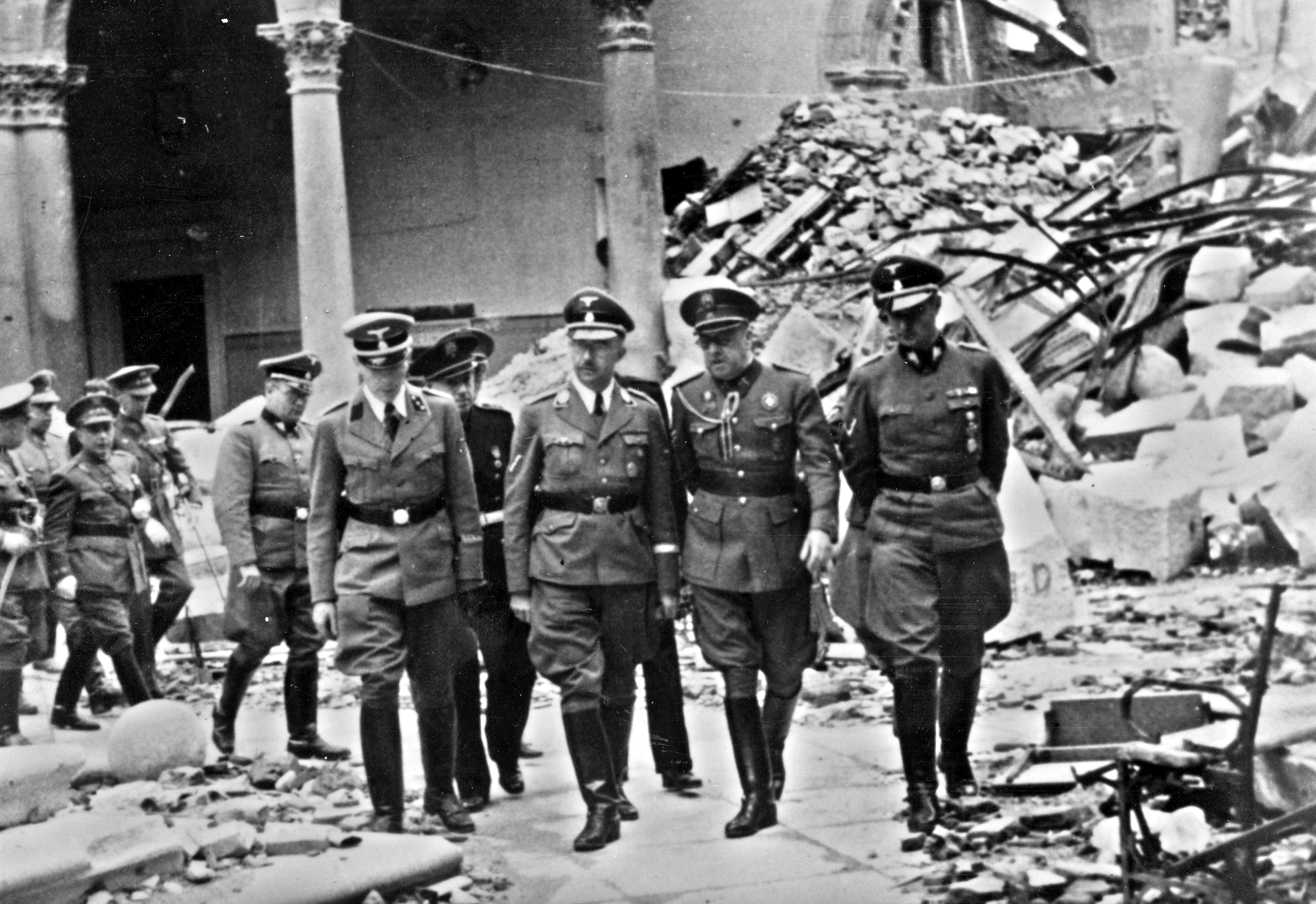
Visita de Himmler a los restos del Alcázar, escenario del asedio de 1936

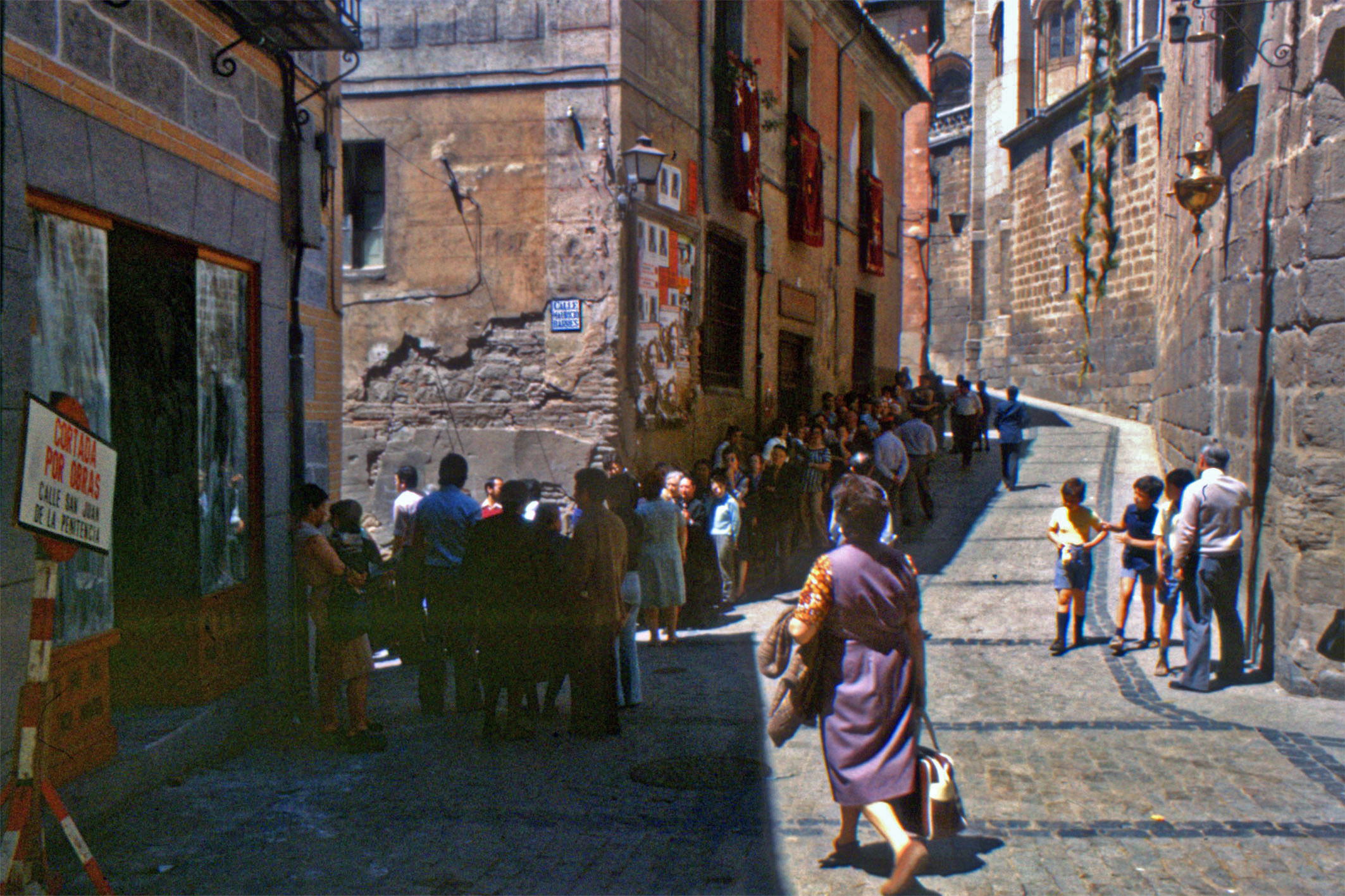
Elecciones generales de 1977 en Toledo, las primeras tras la dictadura

Tras el comienzo de la guerra civil española, la ciudad permaneció en la zona republicana. Sin embargo, en el alcázar de la ciudad, sede de la Academia de Infantería, se refugió un grupo de leales a los sublevados (1950 personas, según el boletín El Alcázar de esas fechas, entre militares, guardias civiles y sus familias), al mando del coronel Moscardó, que resistió al Gobierno desde el 21 de julio de 1936 hasta la llegada de las tropas del general Varela el 27 de septiembre de ese mismo año. El asedio del alcázar fue ampliamente utilizado por la propaganda franquista. El alcázar, casi completamente destruido en el asedio, fue reconstruido en su totalidad posteriormente.
La represión y la violencia entre los partidarios de cada bando fueron los signos característicos de la guerra y la posguerra. En un primer momento, con la ciudad todavía bajo dominio republicano, se realizaron fusilamientos populares, en los que los ciudadanos eran ejecutados por la mera sospecha de ser de «derechas» o pertenecer a la Iglesia católica (estando documentada la muerte de al menos cien eclesiásticos). En uno de estos fusilamientos resultaría muerto el deán de la catedral y según la tradición historiográfica franquista, Luis Moscardó, hijo del coronel encerrado en el Alcázar.
En septiembre de 1936 se instaló un Tribunal Popular en el Palacio Arzobispal. El Tribunal tuvo corta vida, estableciendo solo cuatro sumarios antes de su traslado a Madrid. Además, la vida en la ciudad era de un constante estado de guerra, con combates y bombardeos continuos en la zona del Alcázar. Los errores en los bombardeos causaron muchos destrozos en la ciudad, sobre todo en la cercana plaza de Zocodover. Tras la toma de la ciudad por las tropas franquistas se recrudeció la represión. Hasta diciembre de 1936, la ciudad viviría en un estado sumarísimo, liderado por las disposiciones del comandante Planas y dirigido a todos los ciudadanos que habían colaborado en la represión de las tropas republicanas.
La ciudad fue elegida oficialmente sede de la Junta de Comunidades de Castilla-La Mancha tras una votación en las Cortes, el 7 de diciembre de 1983. Para la elección, el gobierno regional encargó a José María Barreda un proceso de información y consulta a la población, las instituciones políticas y las asociaciones culturales. En la votación en las Cortes, la propuesta de Toledo recibió la aprobación de 27 diputados (los 22 socialistas y los cinco del Grupo Popular de Toledo), tres en contra (los populares conquenses) y 12 abstenciones.

## Demografía
Toledo cuenta con una población de 86 526 habitantes (INE 2024).
| Gráfica de evolución demográfica de Toledo entre 1842 y 2021                                                        |
| |
| Población de derecho según los censos de población del INE Población de hecho según los censos de población del INE |

Factores como el aumento del precio de la vivienda en Madrid y la mejora de las comunicaciones, que sitúan a Toledo a tan solo treinta minutos de la estación de Atocha de Madrid gracias al Tren de Alta Velocidad, han provocado un aumento de la población toledana de algo más de un 20 % en la última década. En 2023, la población del municipio ascendía a 86 070 habitantes, lo que le convertía en el tercero más poblado de la comunidad autónoma tras Albacete y Guadalajara.
De acuerdo con estos datos del INE, en 2023 la población de Toledo se distribuía de la siguiente forma:
|                            | 2023    | 2023    | 2023   |  | 2022    | 2022    | 2022   |  | ∆         | ∆ | ∆ |
| Núcleo                     | Mujeres | Varones | Total  |  | Mujeres | Varones | Total  |  | 2023-2022 |   |   |
| Toledo                     | 31 721  | 28 269  | 59 990 |  | 31 349  | 27 981  | 59 330 |  | 1,11 %    |   |   |
| Sta. María de Benquerencia | 11 818  | 11 168  | 22 986 |  | 11 682  | 11 070  | 22 752 |  | 1,03 %    |   |   |
| Azucaica                   | 1513    | 1405    | 2918   |  | 1457    | 1367    | 2824   |  | 2,69 %    |   |   |
| Diseminado                 | 88      | 88      | 176    |  | 93      | 86      | 179    |  | −1,67 %   |   |   |
| Total                      | 45 140  | 40 930  | 86 070 |  | 44 696  | 40 753  | 85 449 |  | 0,73 %    |   |   |

Hay que tener en cuenta que el núcleo que el INE identifica como Toledo hace referencia a todos los barrios de la ciudad, excluidos los dos referidos.
Los datos de la pirámide de población de 2022 se pueden resumir así:
- La población menor de 20 años es el 20,89 % del total.
- La comprendida entre 20-40 años es el 23,38 %.
- La comprendida entre 40-60 años es el 31,28 %.
- La mayor de 60 años es el 23,98 %.

| Edad    | 0 a 4   | 5 a 9   | 10 a 14 | 15 a 19 | 20 a 24 | 25 a 29 | 30 a 34 | 35 a 39 | 40 a 44  |
| ------- | ------- | ------- | ------- | ------- | ------- | ------- | ------- | ------- | -------- |
| Mujeres | 1802    | 2196    | 2418    | 2311    | 2233    | 2286    | 2467    | 3064    | 3759     |
| Hombres | 1793    | 2502    | 2472    | 2356    | 2333    | 2419    | 2430    | 2748    | 3485     |
| Total   | 3595    | 4698    | 4890    | 4667    | 4566    | 4705    | 4897    | 5812    | 7244     |
| %       | 4,23    | 5,52    | 5,75    | 5,49    | 5,37    | 5,53    | 5,76    | 6,83    | 8,51     |
| Edad    | 45 a 49 | 50 a 54 | 55 a 59 | 60 a 64 | 65 a 69 | 70 a 74 | 75 a 79 | 80 a 84 | 85 y más |
| Mujeres | 3829    | 3391    | 3130    | 2837    | 2321    | 2073    | 1714    | 1070    | 1680     |
| Hombres | 3417    | 2995    | 2725    | 2341    | 1947    | 1712    | 1314    | 745     | 770      |
| Total   | 7246    | 6386    | 5855    | 5178    | 4268    | 3785    | 3028    | 1815    | 2450     |
| %       | 8,52    | 7,51    | 6,88    | 6,09    | 5,02    | 4,45    | 3,56    | 2,13    | 2,88     |

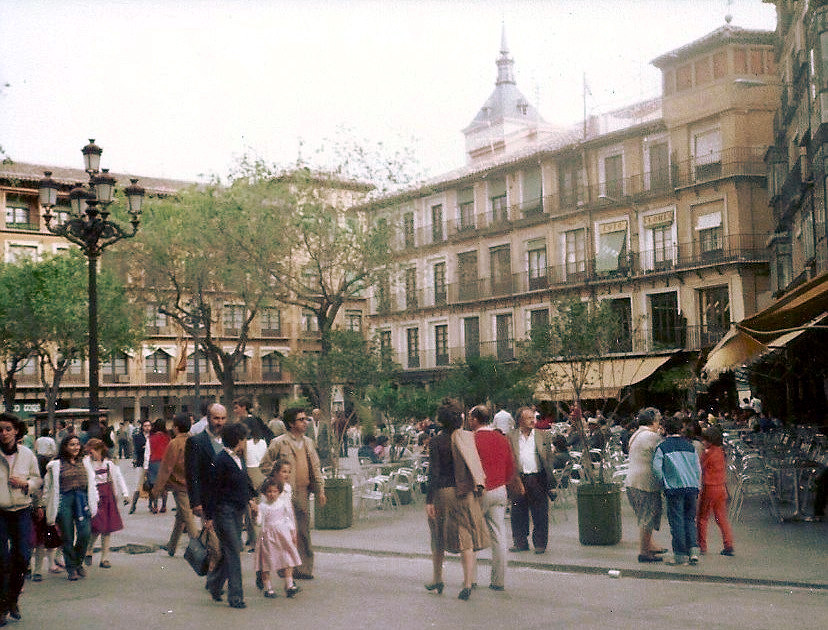
Plaza de Zocodover en 1983

De la misma forma que en muchos otros municipios de España, existe una notable diferencia en la población de hombres y mujeres en la parte alta de la tabla (75 o más años de edad), llegando en algunos tramos a doblar la población femenina a la masculina; en estos tramos de edad, en conjunto, las mujeres suponen casi un 75 % más que los hombres.

### Crecimiento vegetativo
En el mismo período anterior (1999-2008), el crecimiento vegetativo de la ciudad de Toledo ha mantenido una línea muy regular, con un crecimiento neto constante en torno al 0,5 % del padrón en los últimos años, aun manteniéndose en 2010 dentro del mismo rango, los últimos datos oficiales indican una disminución en este apartado con una variación en el saldo neto inferior en un 14 % al año 2009.
| Año        | 2000   | 2001   | 2003   | 2003   | 2004   | 2005   | 2006   | 2007   | 2008   | 2009   | 2010   |
| ---------- | ------ | ------ | ------ | ------ | ------ | ------ | ------ | ------ | ------ | ------ | ------ |
| Nacidos    | 745    | 713    | 850    | 894    | 915    | 940    | 887    | 944    | 958    | 961    | 933    |
| Fallecidos | 528    | 579    | 528    | 554    | 540    | 566    | 503    | 536    | 533    | 526    | 559    |
| Saldo neto | 217    | 134    | 322    | 340    | 375    | 374    | 384    | 408    | 425    | 435    | 374    |
| % s/padrón | 0,32 % | 0,19 % | 0,45 % | 0,47 % | 0,51 % | 0,50 % | 0,49 % | 0,52 % | 0,53 % | 0,53 % | 0,45 % |

### Movimientos migratorios
Hay que distinguir entre las migraciones interiores, con origen y destino dentro del territorio español, y exteriores, que se dirigen o proceden de otros países.
Migraciones interiores
Según el INE en el periodo 2000-2010 los movimientos migratorios interiores (a o desde otros puntos de la geografía española) de la ciudad de Toledo han sido estos:
| Año                   | Año                   | 2000 | 2001 | 2003 | 2003 | 2004 | 2005 | 2006 | 2007 | 2008 | 2009 | 2010 | Total  |
| --------------------- | --------------------- | ---- | ---- | ---- | ---- | ---- | ---- | ---- | ---- | ---- | ---- | ---- | ------ |
| Inmigrantes           | De la misma provincia | 1113 | 1255 | 1258 | 1541 | 1605 | 2005 | 1782 | 1860 | 1861 | 1976 | 2073 | 18 329 |
| Inmigrantes           | De otras provincias   | 1113 | 1291 | 1484 | 1586 | 1775 | 1864 | 1922 | 1984 | 1816 | 1772 | 2080 | 18 687 |
| Inmigrantes           | Total                 | 2226 | 2546 | 2742 | 3127 | 3380 | 3869 | 3704 | 3844 | 3677 | 3748 | 4153 | 37 016 |
| Emigrantes            | A la misma provincia  | 1041 | 1064 | 1064 | 1632 | 1315 | 1664 | 1901 | 2075 | 1872 | 2126 | 2072 | 17 826 |
| Emigrantes            | A otras provincias    | 930  | 862  | 862  | 1228 | 1304 | 1344 | 1621 | 1761 | 1663 | 1660 | 1769 | 15 004 |
| Emigrantes            | Total                 | 1971 | 1926 | 1926 | 2860 | 2619 | 3008 | 3522 | 3836 | 3535 | 3786 | 3841 | 32 830 |
| Saldo migratorio neto | Saldo migratorio neto | 255  | 620  | 816  | 267  | 761  | 861  | 182  | 8    | 142  | −38  | 312  | 4186   |

Los últimos datos existentes muestran un aumento apreciable en la llegada de nuevos residentes, volviendo a cifras similares a las de comienzo de la década. Muy probablemente se mantienen factores como el precio de la vivienda en la ciudad, que si bien desde el punto de vista de un residente en Madrid es relativamente bajo para una ciudad castellano-manchega es alto, lo que ha motivado que en los últimos años muchas personas hayan trasladado su residencia de la capital a municipios limítrofes como Argés, Bargas, Cobisa, Nambroca y Olías del Rey han aumentado de forma notable su censo en buena medida por los residentes en Toledo que buscan precios más asequibles.

## Economía

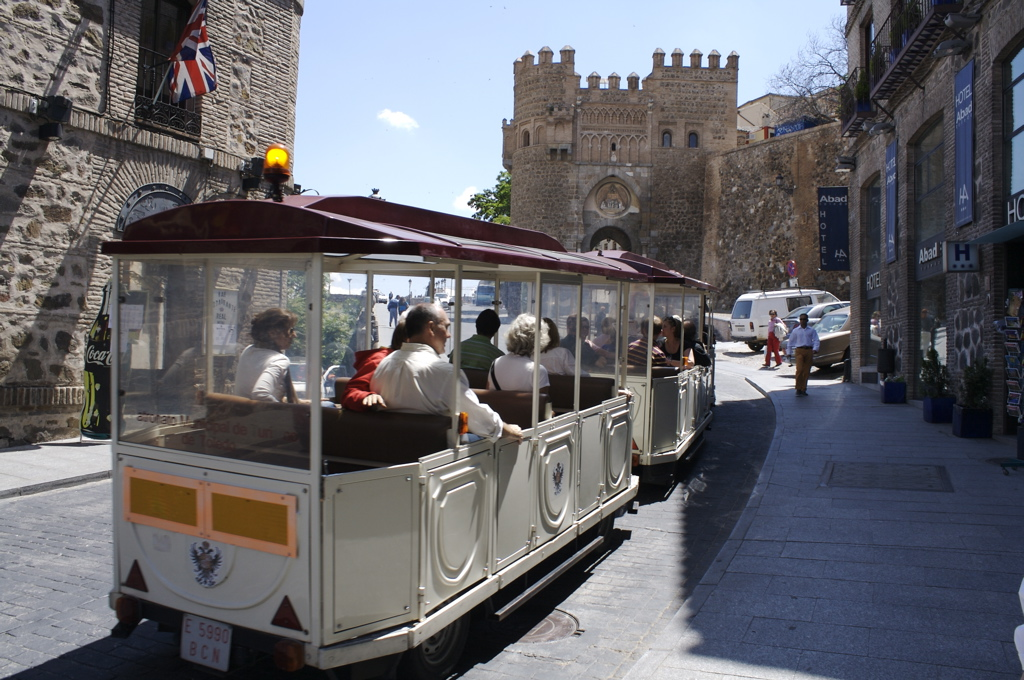
Tren turístico en Toledo

La industria metalúrgica ha sido históricamente la base económica de Toledo, con una gran tradición en la fabricación de espadas y cuchillos y una importante producción de hojas de afeitar, instrumental sanitario y productos eléctricos. También han destacado las fábricas de jabones, harinas, vidrio y cerámica, y la industria del damasquinado.

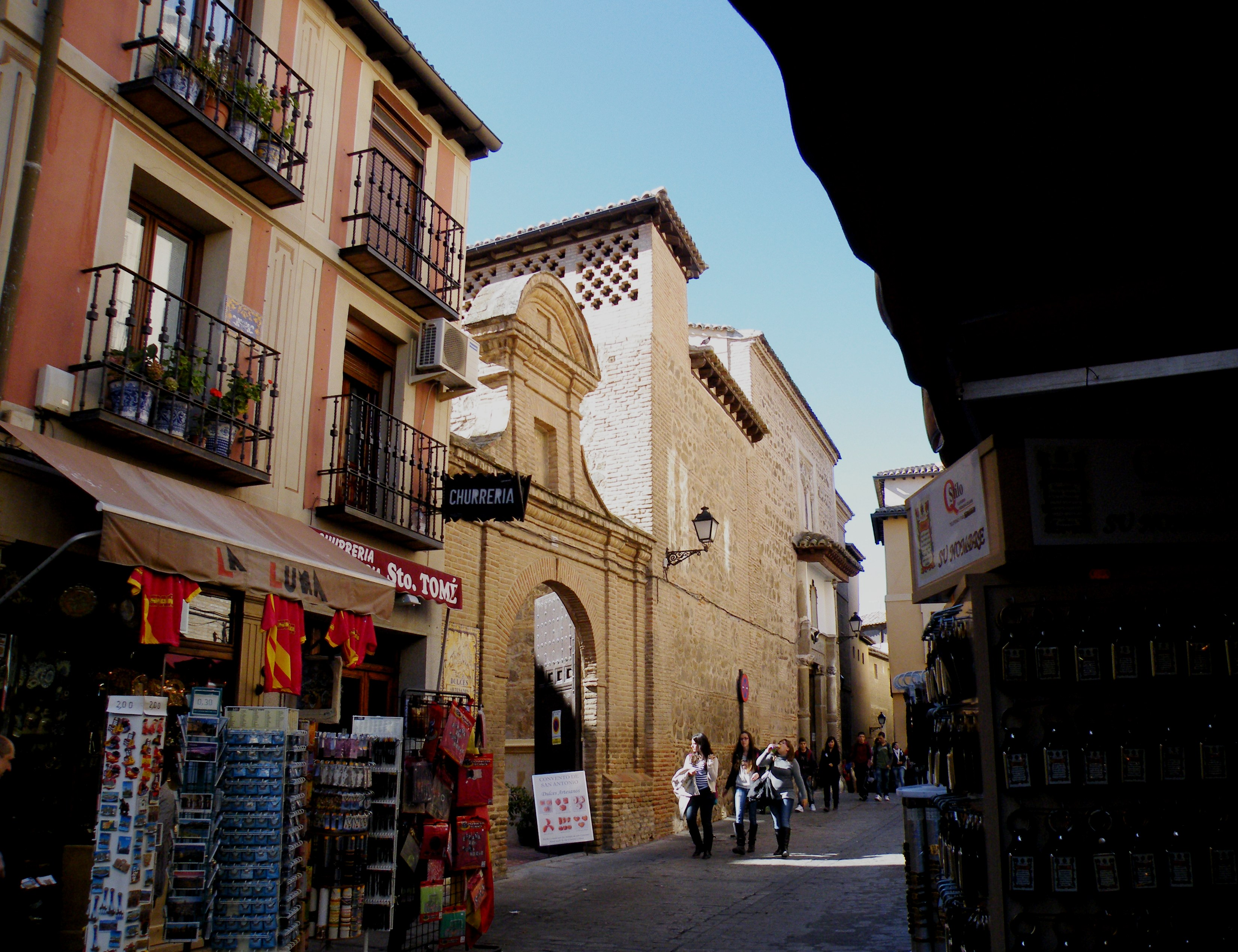
Tiendas de souvenirs en la céntrica calle de Santo Tomé

En la actualidad Toledo es una ciudad en la que el sector terciario (servicios) domina la actividad económica, como se ve en los datos del Instituto de Estadística de Castilla-La Mancha, en 2008 de la distribución de afiliados a la Seguridad Social por sectores de ocupación: 87,6 % de la población dedicada a los servicios, el 5,3 % a la construcción, el 5,5 % a la industria y el 1,6 % restante a la agricultura y ganadería.
En la década de 1960, el Ministerio de la Vivienda comienza la urbanización sobre la margen izquierda del río Tajo de una zona, a unos 8 km hacia el este del centro urbano, para la construcción de un polígono industrial-residencial de descongestión de Madrid, que hoy se ha convertido en el barrio de Santa María de Benquerencia; aunque en un principio contó con la presencia de algunas grandes empresas (como la multinacional estadounidense ITT-Standard Eléctrica, luego comprada por la francesa Alcaltel), las sucesivas crisis sufridas a lo largo de todos estos años han hecho desaparecer muchas de las grandes empresas que en su día se instalaron.

### Industria espadera
La fabricación de espadas en la ciudad de Toledo se remonta hasta la época romana, más en concreto a tiempos de la República, cuando eran famosas y célebres sus espadas y cuchillos, como atestigua el poeta Gracio Falisco en su obra Cynegeticum. Pero fue bajo la dominación árabe y durante la Reconquista cuando Toledo y sus gremios de espaderos jugaron un papel fundamental. Entre los siglos XV y XVII la industria relacionada con la fabricación de espadas tuvo un gran auge en Toledo hasta el punto que la industria espadera toledana llegó a ser considerada como la mejor de Europa. La producción de armas blancas era de carácter personal y era llevada a cabo por pequeños artesanos dispersos, aunque el gremio de espaderos velaba por la calidad final de los productos.

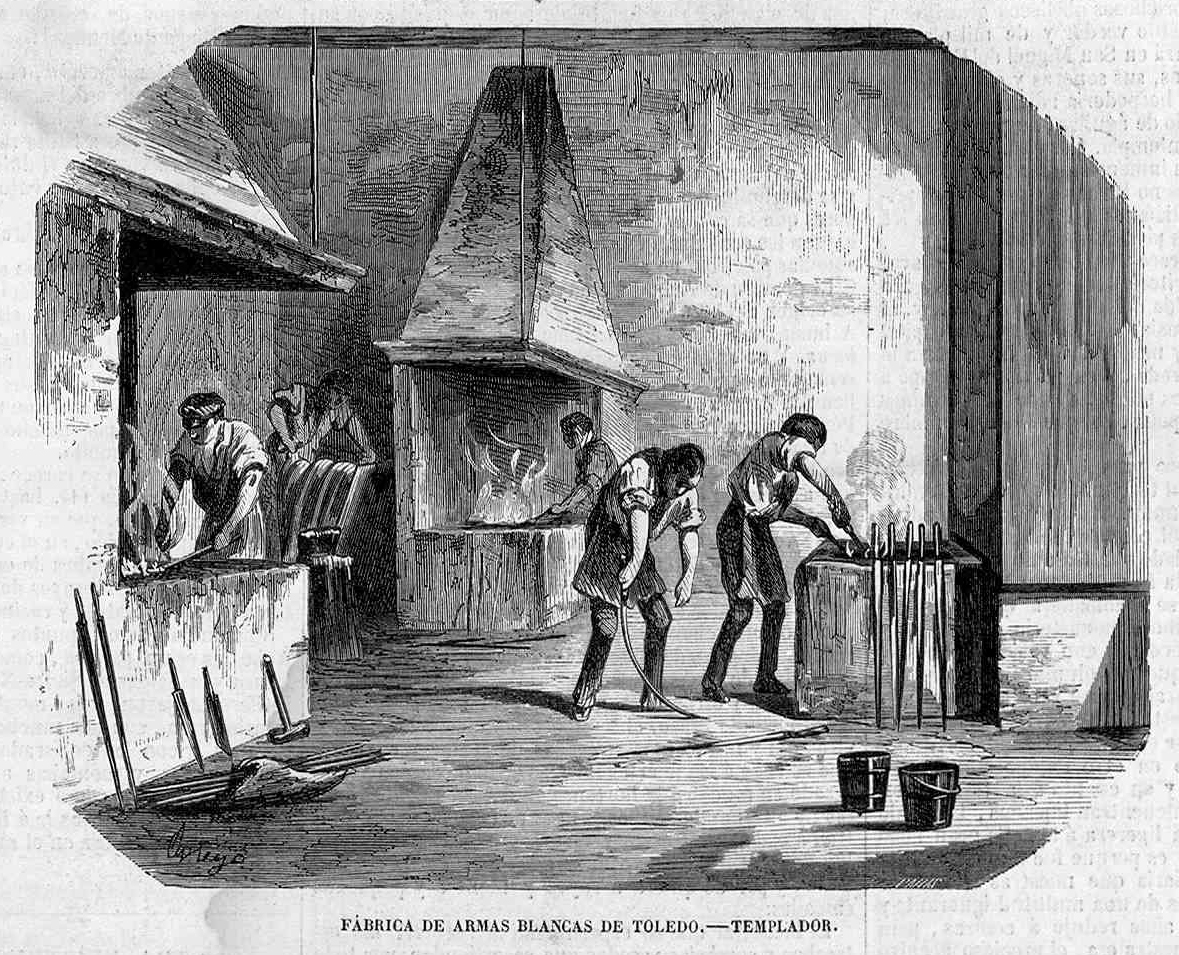
Antigua fábrica de armas blancas de Toledo (El Museo Universal, 1863)

A finales del siglo XVII y comienzos del siglo XVIII se inició el declive de la producción, lo que motivó la creación de una de las Reales Fábricas, la Fábrica de Armas de Toledo, en 1761 por mandato del rey Carlos III. En la Real Fábrica se congregaron todos los gremios de espaderos de la ciudad y estaba situada en la antigua Casa de la Moneda. En 1777, ante la necesidad de ampliar el espacio, Carlos III ordenó construir el edificio al arquitecto Sabatini a las afueras de la ciudad. A partir de ahí comienza su expansión que pasa por distintas etapas. Su importancia fue tal que llegó a constituir una ciudad dentro del mismo Toledo.
Durante el siglo XX, la producción de armas blancas para la tropa se vio reducida exclusivamente a las armas de caballería y, tras la Guerra Civil, al suministro de sables a oficiales y suboficiales de los diferentes cuerpos. Tras el cierre de la Fábrica, en 1996, este lugar fue rehabilitado para albergar la Escuela de Arquitectura del Campus de Toledo.

### Desempleo

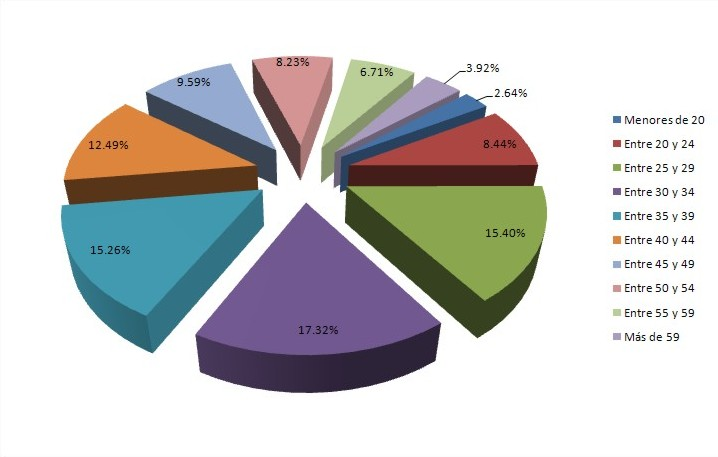
Paro por grupos de edad (2012)

La crisis que desde 2008 se viene sufriendo ha dejado también sus secuelas en la ciudad de Toledo; según los datos recogidos por el Servicio de Estadística de Castilla-La Mancha a 31 de marzo de 2011 el número de parados era de 5762 personas, que suponen el 7,48 % del paro registrado en la provincia y convierten a la ciudad de Toledo en el segundo municipio por número de desempleados por detrás de los 13 168 (17,09 %) de la ciudad de Talavera de la Reina. En el periodo 2002-2010 se incrementó el número de parados en casi un 140 %, pasando de 2411 a los 5762 ya citados; en ese mismo periodo los datos provinciales arrojan un incremento de más de 180 %, pasando de 27 196 a 77 069 parados.
| Grupo   | Menores de 20 | Entre 20 y 24 | Entre 25 y 29  | Entre 30 y 34  | Entre 35 y 39  | Entre 40 y 44 | Entre 45 y 49 | Entre 50 y 54 | Entre 55 y 59 | Más de 59    |
| 03/2010 | 200 (3,86 %)  | 624 (12,05 %) | 904 (17,49 %)  | 866 (16,75 %)  | 741 (14,34 %)  | 572 (10,07 %) | 402 (7,78 %)  | 362 (7,00 %)  | 298 (5,77 %)  | 200 (3,87 %) |
| 01/2012 | 174 (2,64 %)  | 557 (8,44 %)  | 1016 (15,40 %) | 1143 (17,32 %) | 1007 (15,26 %) | 824 (12,49 %) | 633 (9,59 %)  | 543 (8,68 %)  | 443 (6,71 %)  | 259 (3,92 %) |

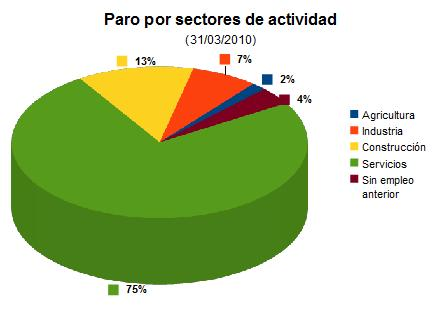
Paro por sectores en 2010

Atendiendo a la edad de los parados, salvo en el caso de los menores de 25 años todos los grupos han aumentado el número de desempleados. A 31 de enero de 2012, según los datos de Servicio de Estadística de Castilla-La Mancha, el mayor número de parados ha pasado a ser el comprendido entre los 30 y 34 años. Con respecto a la distribución por sexo, si con los datos anteriores (a 31 de marzo de 2010) era prácticamente igual en ambos casos, al cierre de 2011 el número de mujeres en paro superaba en casi un 6 % al de hombres: 3112 mujeres frente a 2944 varones; más del 60 % de los parados de la ciudad se encuentran comprendidos entre 25 y 39 años.
Desde el punto de vista de la actividad profesional de los desempleados la gran mayoría del paro registrado en la ciudad de Toledo, con casi el 75 % del total, corresponde al sector servicios lo que viene a corroborar el peso específico del sector terciario en la economía de la capital. Al igual que en la distribución por edades, todos los grupos de esta estadística han mostrado un aumento.
| Sector       | Agricultura y pesca | Industria    | Construcción  | Servicios      | Sin empleo anterior |
| ------------ | ------------------- | ------------ | ------------- | -------------- | ------------------- |
| Desempleados | 83 (1,61 %)         | 374 (7,24 %) | 657 (12,71 %) | 3857 (74,62 %) | 198 (3,83 %)        |

Atendiendo al nivel de estudios, el mayor número de parados a 31 de marzo de 2010 corresponde a los que han completado la primera etapa de educación secundaria con un total de 2308 que suponen el 44,7 % del total de desempleados de la ciudad. De acuerdo con esta misma estadística, hay grupos en los que el paro no existe como es el caso de la FP tanto de 1.ª como de 2.ª etapa.

## Símbolos

### Escudo
Escudo contracuartelado de Castilla y León, entado en punta de Granada. Se representa en campo de plata, cargado sobre el Toisón de Oro, acolado a un águila exployada de sable, picada y membrada de oro, linguada y uñada de gules y flanqueada por las figuras de dos reyes sentados en sus tronos y con corona imperial al timbre.
El escudo, que tiene su origen en la concesión por Carlos I de sus armas imperiales a la ciudad, es compartido con la ciudad colombiana de Tunja.

### Himno
El himno de la Ciudad de Toledo, cuyo nombre es «Himno a Toledo», fue compuesto por Emilio Cebrián Ruiz con letra de Federico Mendizábal y García Lavín y estrenado el 6 de abril de 1934.

## Administración y política

### Capitalidad

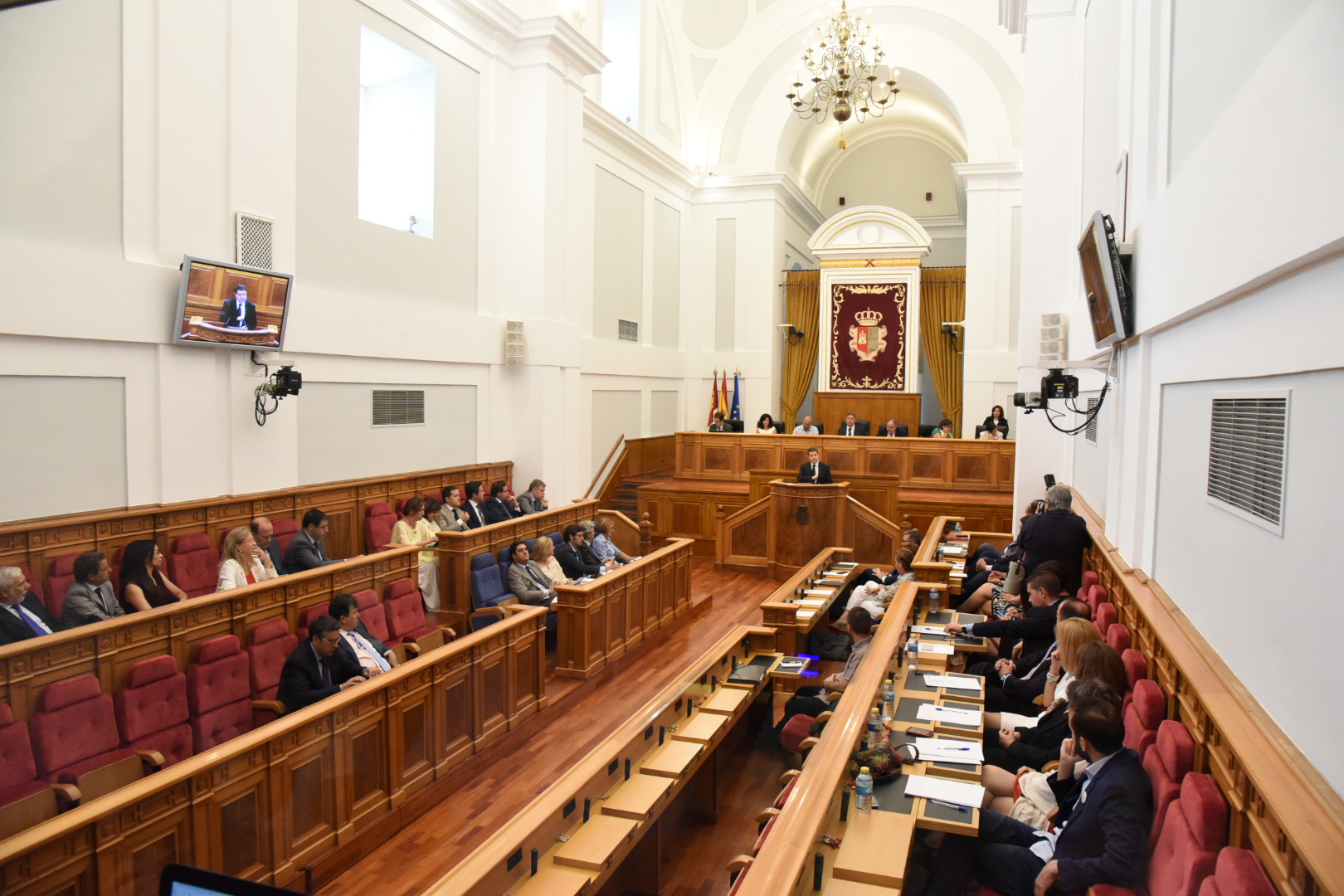
Cortes de Castilla-La Mancha

Toledo es sede de la institución de autogobierno de Castilla-La Mancha, la Junta de Comunidades, desde 1983, tras una votación en la que obtuvo el apoyo de 22 diputados socialistas y cinco populares. Es, de esta forma, la sede de las Cortes de Castilla-La Mancha, ubicadas en el Convento de San Gil, y de la presidencia regional, situada en el Palacio de Fuensalida.
Para las elecciones autonómicas la ciudad de Toledo forma una circunscripción junto al resto de la provincia. A la provincia le corresponden 11 escaños, de los 47 diputados totales. Únicamente en las primeras elecciones autonómicas, realizadas en 1983, correspondieron 10 escaños a la provincia. En las elecciones celebradas en 2007, el PSOE obtuvo 6 escaños y el PP 5. El PSOE ha sido siempre la formación política más votada en la circunscripción de Toledo, aunque a nivel del municipio de Toledo en las elecciones autonómicas de 2007 el PP obtuvo más votos, con un 46,38 % del total municipal.
Aparte del PSOE y el PP (antes Coalición Popular), también el CDS ha conseguido representación parlamentaria por Toledo, un escaño en 1987.

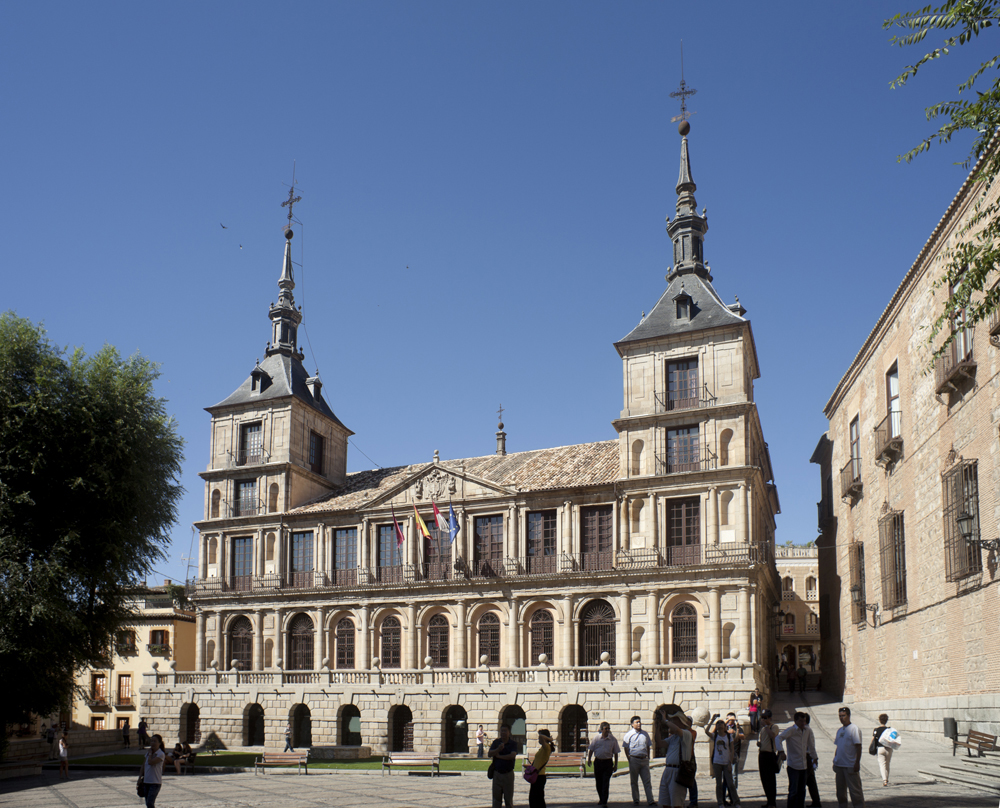
Casa consistorial de Toledo

En la ciudad se encuentra la sede de la Diputación Provincial de Toledo. La diputación se compone por diputados provinciales, que deben ser alcaldes o concejales. Las circunscripciones son los seis partidos judiciales, formando parte de este modo la ciudad de Toledo del partido judicial homónimo, junto a otros 23 municipios. En la actualidad el PSOE cuenta con 14 diputados provinciales, por 13 del PP. En el partido de Toledo se eligen diez diputados, que en las últimas elecciones se repartieron por igual entre socialistas y populares. En número de votos el PSOE aventajó al PP en poco más de mil votos.

### Gobierno municipal
La administración de la ciudad corresponde al Ayuntamiento, compuesto por veinticinco concejales elegidos por sufragio universal cada cuatro años en una circunscripción única con listas cerradas.
Las primeras elecciones democráticas, celebradas en 1979, las ganó la UCD con 11 escaños, por 7 del PSOE, 5 del PCE y uno de la Coalición Democrática y de Fuerza Nueva. En esta primera etapa se formó un gobierno de coalición dirigido por el centrista Juan Ignacio de Mesa. En las segundas elecciones, celebradas en 1983, se formó una corporación similar a la actual, con solo tres grupos municipales (PSOE 11, CD 11 y PCE 3), aunque en un principio el Partido Demócrata Popular obtuvo dos concejales de forma independiente, luego formó un mismo grupo junto a Alianza Popular. Lo más destacable de esas elecciones fue la desaparición de la UCD. La alcaldía pasó a manos del socialista Joaquín Sánchez Garrido que gobernó junto al PCE.

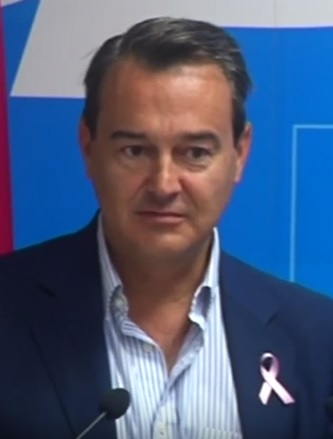
Agustín Conde, alcalde entre 1995 y 1999

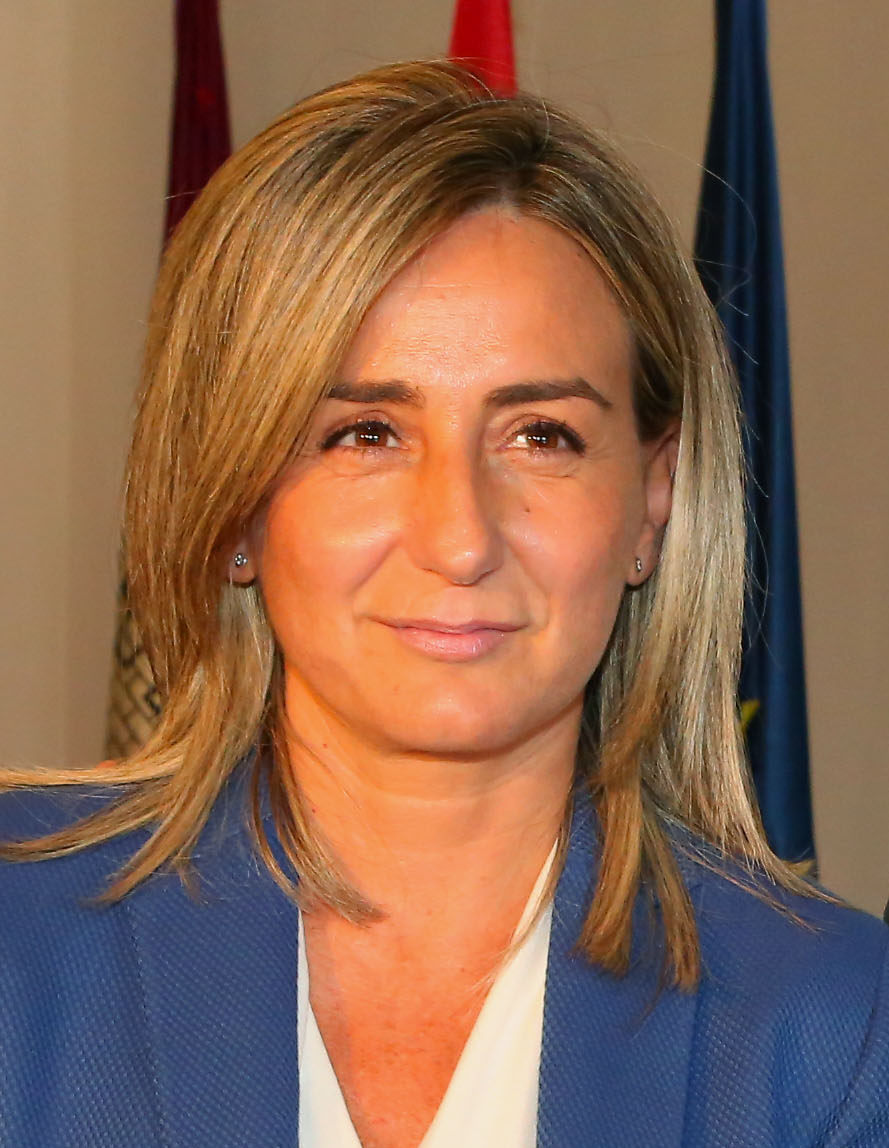
Milagros Tolón, alcaldesa entre 2015 y 2023

En 1987, Alianza Popular (que posteriormente se denominaría Partido Popular) ganó las elecciones con doce concejales, mientras que el PSOE encabezado por Ricardo Sánchez Candelas sufrió una abultada derrota por sus problemas internos, bajando a 8 concejales. El PCE, ya convertido en Izquierda Unida no pudo mejorar sus resultados, permaneciendo con tres concejales. Además, apareció un nuevo partido, el CDS, que con sus dos concejales dio la alcaldía a José Manuel Molina García. A partir de 1991 nunca ha habido más de tres grupos parlamentarios al desaparecer la CDS. Esas elecciones las ganó el PP, pero el socialista Sánchez Garrido pudo volver a la alcaldía gracias a un pacto con una decreciente Izquierda Unida. La primera mayoría absoluta la obtuvo el PP en 1995, recuperando la alcaldía de la mano de Agustín Conde Bajén con más del 49 % de los votos.
Para las elecciones de 1999, José Manuel Molina volvió a ser el candidato del Partido Popular, ya que Conde se presentó a las elecciones autonómicas. La lista electoral del PSOE la encabezó Juan Pedro Hernández Moltó, diputado nacional por la provincia. Destacable de estas elecciones es que el PSOE se presentó con la denominación PSOE-Progresistas por el acuerdo llevado a cabo con Izquierda de Castilla-La Mancha-Nueva Izquierda, escisión de Izquierda Unida de la que forman parte los dos concejales que ese partido obtuvo en 1995. Las elecciones las volvió a ganar el PP con mayoría absoluta, aunque perdió más de 1200 votos respecto a las anteriores elecciones. El PSOE por su parte gana un escaño, perdido por Izquierda Unida, muy debilitada tras la escisión. En 2003 se repetirán los mismos resultados, siendo Molina el primer alcalde toledano en estar dos mandatos consecutivos en el cargo, derrotando esta vez a Alejandro Alonso Núñez. En 2007 el PP aunque ganó las elecciones perdió la mayoría absoluta. Fue elegido alcalde el candidato del PSOE, Emiliano García-Page gracias a un pacto de gobierno con Izquierda Unida. En 2011, el PSOE ganó las elecciones. El pacto de gobierno no se reeditó y García-Page fue reelegido alcalde solo con los votos de su partido.
En las elecciones municipales de 2015 consiguieron representación el PP y el PSOE con 9 concejales cada uno, 4 Ganemos y 3 CS. Tras dichas elecciones, fue elegida alcaldesa la socialista Milagros Tolón, gracias a un pacto entre PSOE y Ganemos Toledo, siendo investida el 13 de junio de 2015. Tolón fue investida de nuevo alcaldesa tras las elecciones de 2019, con los votos a favor de los concejales de su partido.
| Periodo   | Nombre                       | Partido | Partido                                  |
| --------- | ---------------------------- | ------- | ---------------------------------------- |
| 1979-1983 | Juan Ignacio de Mesa         |         | Unión de Centro Democrático (UCD)        |
| 1983-1987 | Joaquín Sánchez Garrido      |         | Partido Socialista Obrero Español (PSOE) |
| 1987-1991 | José Manuel Molina García    |         | Partido Popular (PP)                     |
| 1991-1995 | Joaquín Sánchez Garrido      |         | Partido Socialista Obrero Español (PSOE) |
| 1995-1999 | Agustín Conde Bajén          |         | Partido Popular (PP)                     |
| 1999-2007 | José Manuel Molina García    |         | Partido Popular (PP)                     |
| 2007-2015 | Emiliano García-Page Sánchez |         | Partido Socialista Obrero Español (PSOE) |
| 2015-2023 | Milagros Tolón Jaime         |         | Partido Socialista Obrero Español (PSOE) |
| 2023-act. | Carlos Velázquez Romo        |         | Partido Popular (PP)                     |

| Partido político                               | 2023   | 2023  | 2023       | 2019   | 2019  | 2019       | 2015   | 2015  | 2015       | 2011   | 2011  | 2011       | 2007   | 2007  | 2007       |
| Partido político                               | Votos  | %     | Concejales | Votos  | %     | Concejales | Votos  | %     | Concejales | Votos  | %     | Concejales | Votos  | %     | Concejales |
| Partido Socialista Obrero Español (PSOE)       | 16 864 | 38,21 | 11         | 19 258 | 44,23 | 12         | 13 350 | 30,17 | 9          | 19 395 | 42,40 | 11         | 18 011 | 43,45 | 11         |
| Partido Popular (PP)                           | 13 893 | 31,48 | 9          | 10 976 | 21,21 | 6          | 14 578 | 32,94 | 9          | 20 025 | 43,78 | 12         | 18 798 | 45,35 | 12         |
| Vox                                            | 5945   | 13,47 | 4          | 3604   | 8,28  | 2          | 782    | 1,77  | 0          | —      | —     | —          | —      | —     | —          |
| Podemos-CLM-Izquierda Unida-Los Verdes (IU-LV) | 2749   | 6,23  | 1          | 3505   | 8,05  | 2          | 7390   | 16,70 | 4          | 3616   | 7,91  | 2          | 3322   | 8,01  | 2          |
| Ciudadanos (CS)                                | 1433   | 3,29  | 0          | 5463   | 12,55 | 3          | 4482   | 10,13 | 3          | —      | —     | —          | —      | —     | —          |

## Servicios
Toledo fue desde tiempos remotos paso obligado por el centro de la península. Los caminos históricos que conducen a Toledo son aún utilizados y en muchos casos han servido de base a las actuales carreteras que llegan hasta la ciudad.

### Sanidad

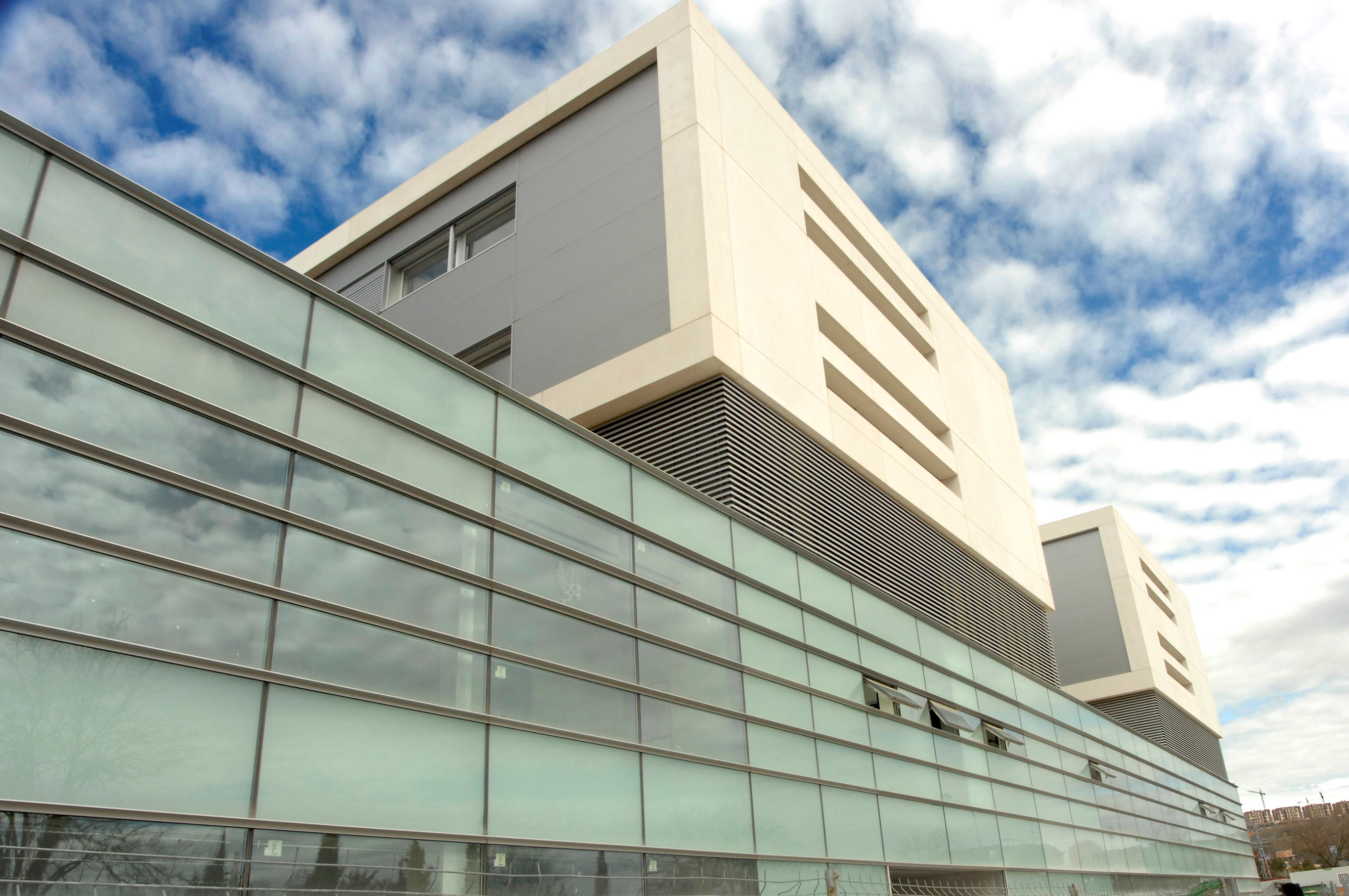
Hospital Nacional de Parapléjicos

A comienzos de la década de 1960 comienza la construcción de la Residencia Sanitaria de la Seguridad Social «Virgen de la Salud». El primitivo edificio aún sigue en uso, aunque se fueron añadiendo sucesivas ampliaciones (como maternidad, consultas externas y quirófanos) hasta convertirse en el actual complejo. Este complejo fue ampliado también al trasladar el ambulatorio a un nuevo edificio cercano, hoy convertido en Centro de Especialidades «San Ildefonso».

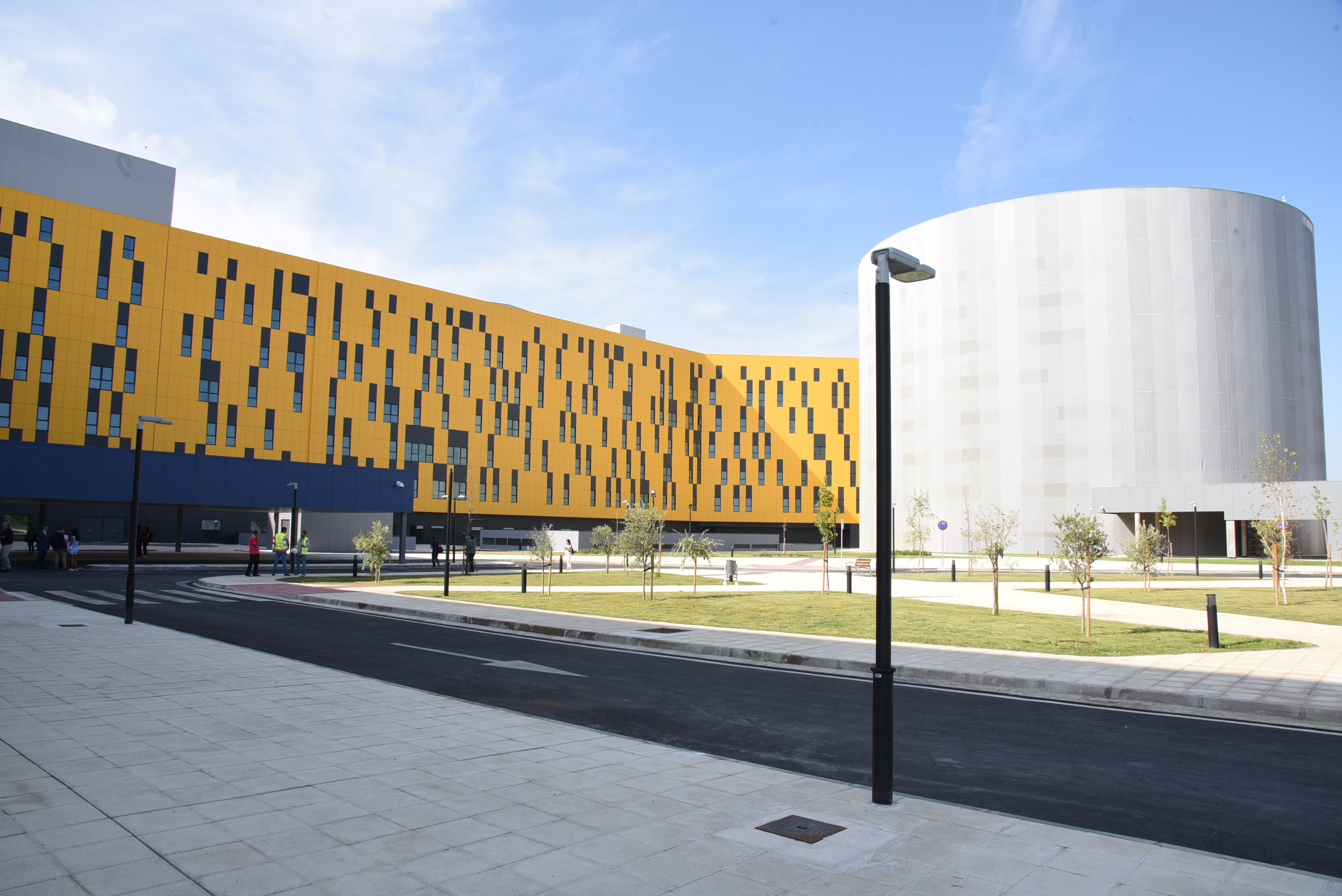
Hospital Universitario de Toledo

El 6 de octubre de 1974 se inauguró el Hospital Nacional de Parapléjicos que se convirtió en centro de referencia, tanto a nivel nacional como internacional, en el tratamiento de estas lesiones. Lleva además a cabo una gran labor de integración social de sus pacientes.
La transferencia de las competencias sanitarias por parte del Estado a la Junta de Comunidades de Castilla-La Mancha dio un impulso a las infraestructuras sanitarias, que se manifestó en 2007 con el comienzo de la construcción del nuevo Hospital Universitario de Toledo en el barrio de Santa María de Benquerencia. Así mismo, se fue dotando a los diversos barrios de los pertinentes centros de salud.
En este complejo hospitalario de Toledo se integra también el Hospital Geriátrico Virgen del Valle, resultado de la reforma y modernización de antiguo hospital antituberculoso construido a mediados del siglo XX. Dicho centro se encuentra situado fuera de la ciudad.
En noviembre de 2020, se inauguró el Hospital Universitario de Toledo.
En lo referente a la sanidad privada, en estos momentos la ciudad de Toledo cuenta con varios centros, como el Hospital de las Tres Culturas y la Clínica Nuestra Señora del Rosario.

### Educación

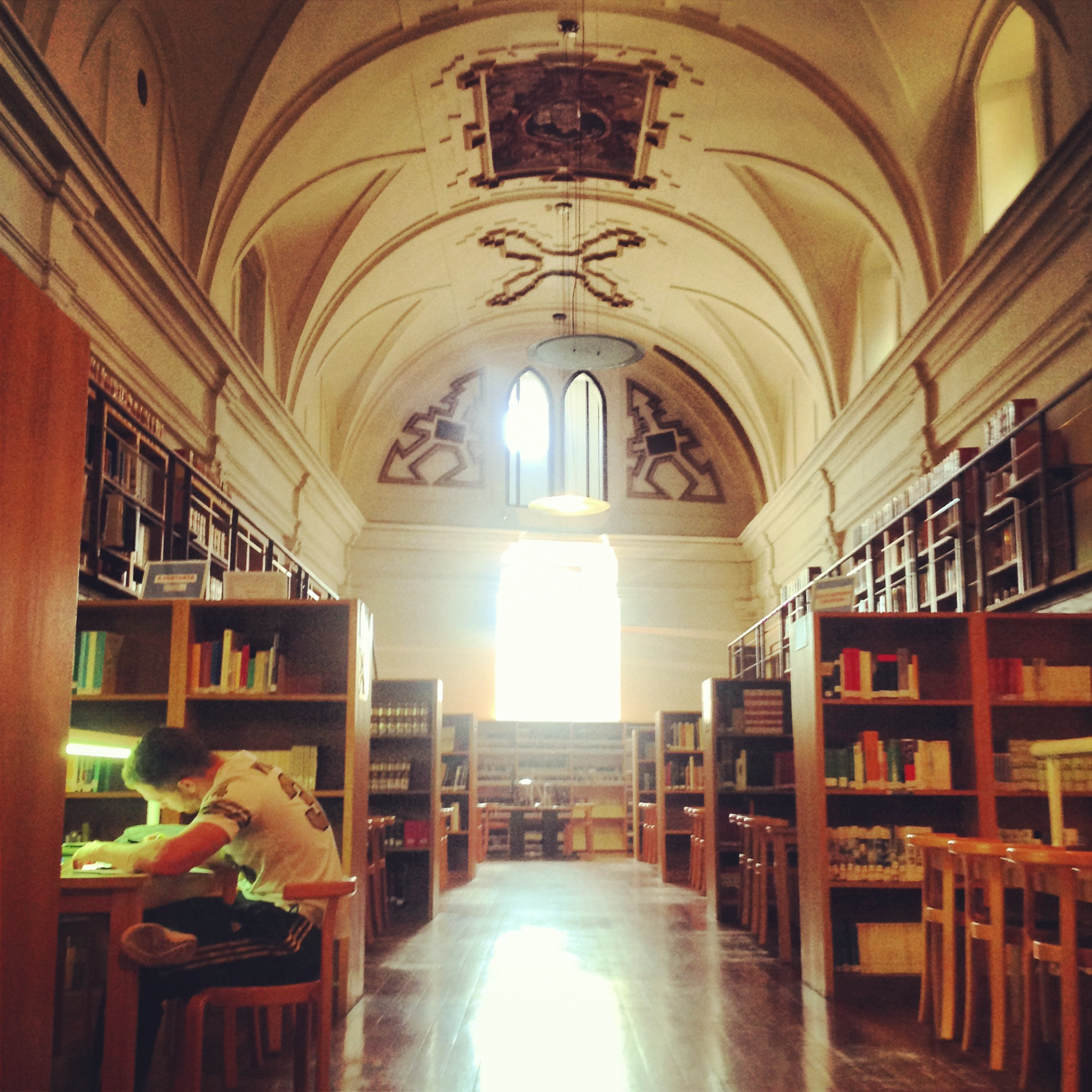
Biblioteca General del Campus de Toledo

La ciudad contó con la antigua Real Universidad de Toledo, activa entre 1520 y 1845. La principal institución universitaria en la actualidad es la Universidad de Castilla-La Mancha, en su Campus de Toledo, donde se imparten enseñanzas de pregrado y posgrado en ciencias naturales, ciencias de la salud, ingeniería, humanidades y ciencias sociales.
Existe una Facultad de Teología (Estudio Teológico «San Ildefonso») dependiente en la actualidad de la Universidad Eclesiástica San Dámaso de Madrid, donde se imparten grados y másteres en Teología, Ciencias Religiosas, Historia de la Iglesia y Teología Fundamental (entre 1896 y 1931 existió en la Universidad Pontificia de Toledo, en la que se impartían estudios de Teología, Filosofía y Derecho).
Se considera centro de enseñanza superior la Academia de Infantería de Toledo, centro de especialización de la Academia General Militar, a través del Centro Universitario de la Defensa, adscrito a la Universidad de Zaragoza para sus títulos civiles.
En el pasado contó con una Real Academia de Bellas Artes y Ciencias Históricas.

### Instalaciones deportivas

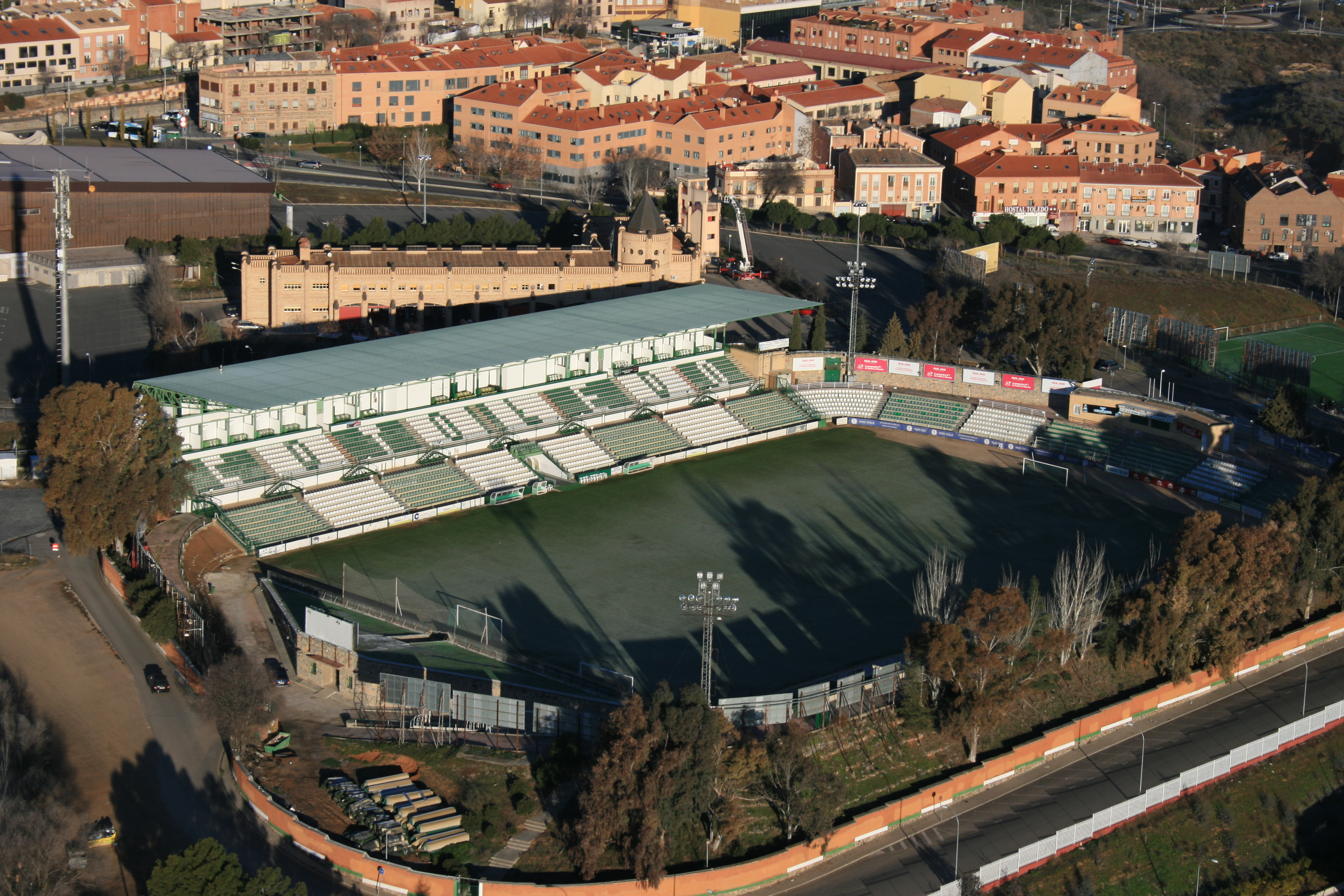
Estadio del Salto del Caballo

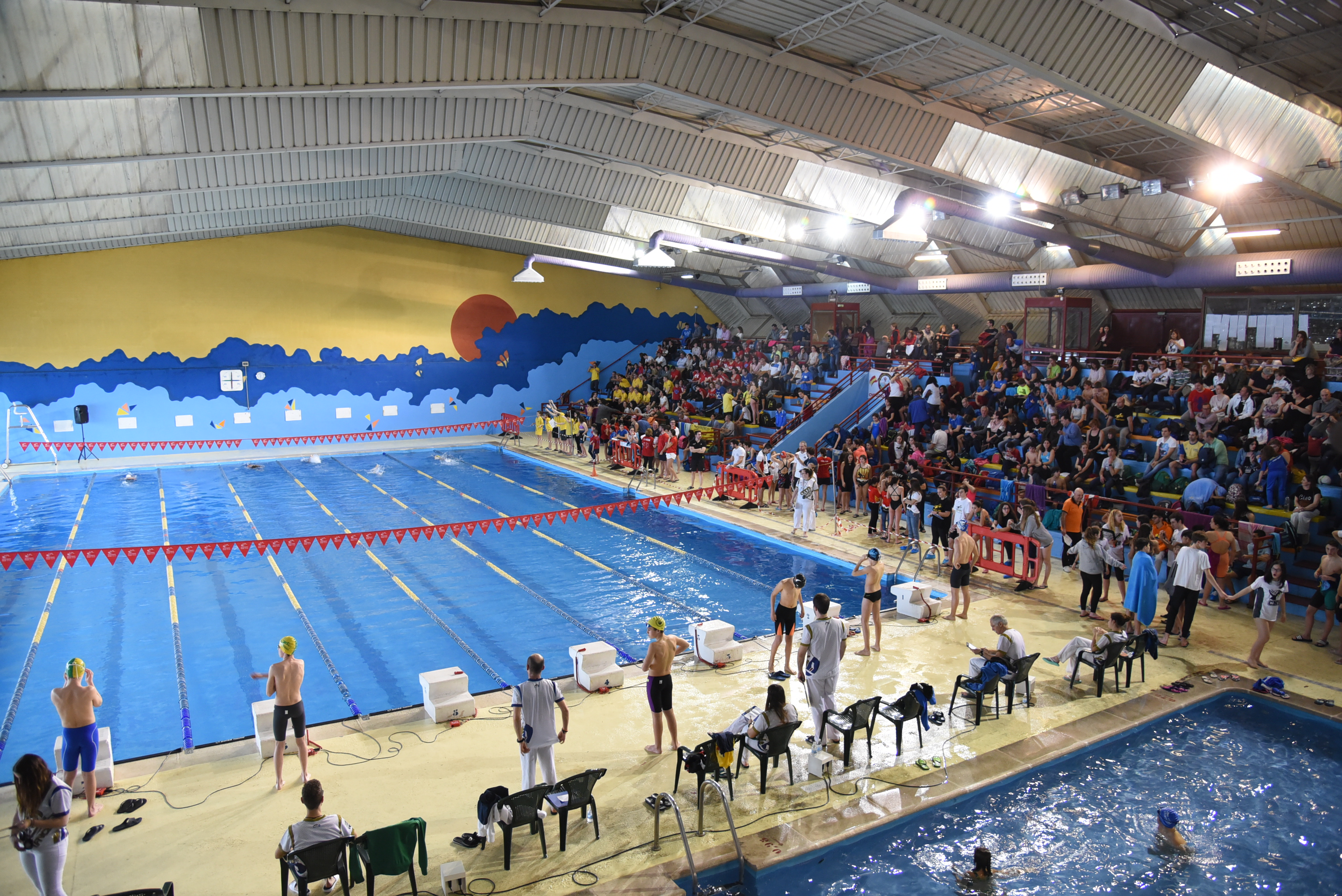
Piscina en el Salto del Caballo

La ciudad de Toledo ha adolecido de escasez de instalaciones deportivas de nivel. Gran parte de este problema se solventó cuando la Escuela Central de Educación Física del Ejército de Tierra trasladó su sede a las instalaciones de la Academia de Infantería. En la década de 1990, el Ayuntamiento de la ciudad se hizo cargo de las antiguas instalaciones de este centro castrense, que incluyen en la actualidad: una pista de atletismo —de ocho calles desde 2010—, una piscina olímpica y un pabellón polideportivo cubierto, procedentes de las antiguas instalaciones militares, así como numerosas pistas polideportivas al aire libre construidas en la zona de la antigua pista de aplicación, habiendo sido demolido el resto, como el resto de piscinas del complejo, cubierta y descubierta; aunque fuera del perímetro actual ha quedado, a la espera de reforma y destino, el antiguo gimnasio de principios del siglo XX.
Además de estas instalaciones, la ciudad de Toledo cuenta con pabellones polideportivos municipales cubiertos en los barrios de Santa María de Benquerencia, Santa Bárbara, San Antón (Complejo Deportivo Salto del Caballo) y La Legua-Valparaíso; piscinas descubiertas en Azucaica, Santa María de Benquerencia, Santa Bárbara y Santa Teresa (Parque escolar o Circo romano) y piscinas cubiertas en los jardines del Alcázar (casco histórico), Santa María de Benquerencia y en el complejo del Salto del Caballo; campos de fútbol de hierba sintética en los barrios de Santa Bárbara, anexo del Salto del Caballo y Santa María de Benquerencia; y un velódromo (con pistas de tenis interiores) en este último barrio.

### Culto religioso
Además de la catedral de Santa María, primada de España, la ciudad de Toledo cuenta con veinte parroquias católicas (dieciocho de rito romano o latino y dos de rito hispano-mozárabe). Desde la Edad Media se conserva, en sus parroquias mozárabes, el llamado oficio o rito gótico o mozárabe, que no pudo ser absorbido por el Latino y, antes bien, lo enriquece, siendo la única ciudad del orbe católico donde se celebra. Otras confesiones y ritos disponen de centros propios para efectuar sus cultos.
También existe culto en los diversos conventos y monasterios que se encuentran en la ciudad y las ermitas históricas a extramuros de la ciudad (ermita de la Virgen del Valle, ermita de la Virgen de la Cabeza, Ermita de Nuestra Señora de la Bastida, ermita de San Jerónimo, ermita del santo Ángel Custodio, ermita del Cristo de la Vega y ermita de Nuestra Señora de la Guía).

### Comunicaciones

#### Carreteras

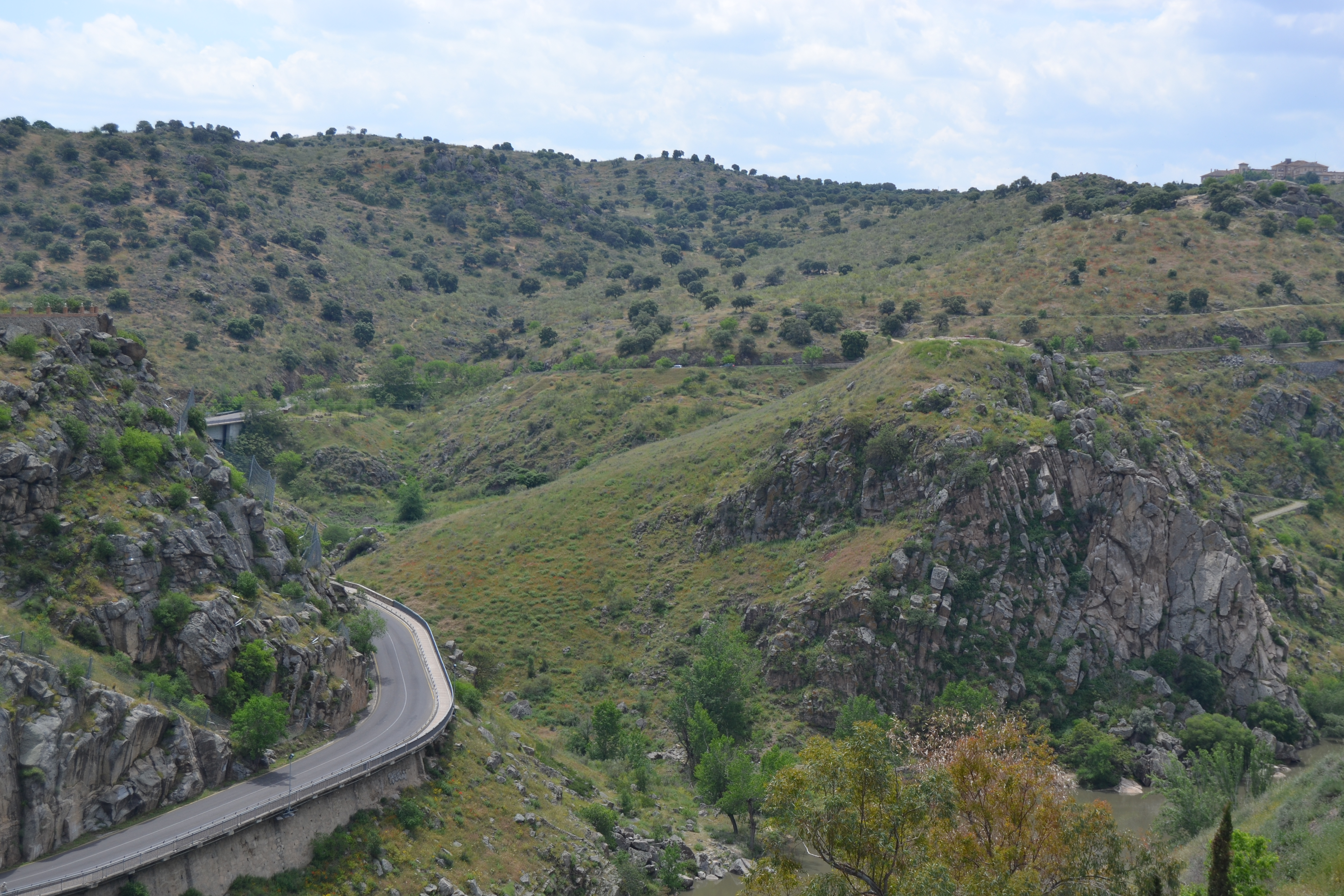
Carretera junto al Tajo, al sureste de la ciudad

Desde Toledo parte la N-400, que une esta ciudad con Cuenca por Ocaña y Tarancón. En la actualidad está en proceso de transformación en la futura A-40 (autovía de Castilla-La Mancha), que unirá Ávila con Maqueda (donde enlaza con la autovía de Extremadura), Toledo, Ocaña (donde se une a la autovía de Andalucía), Tarancón (donde conecta con la autovía de Levante), Cuenca y Teruel.

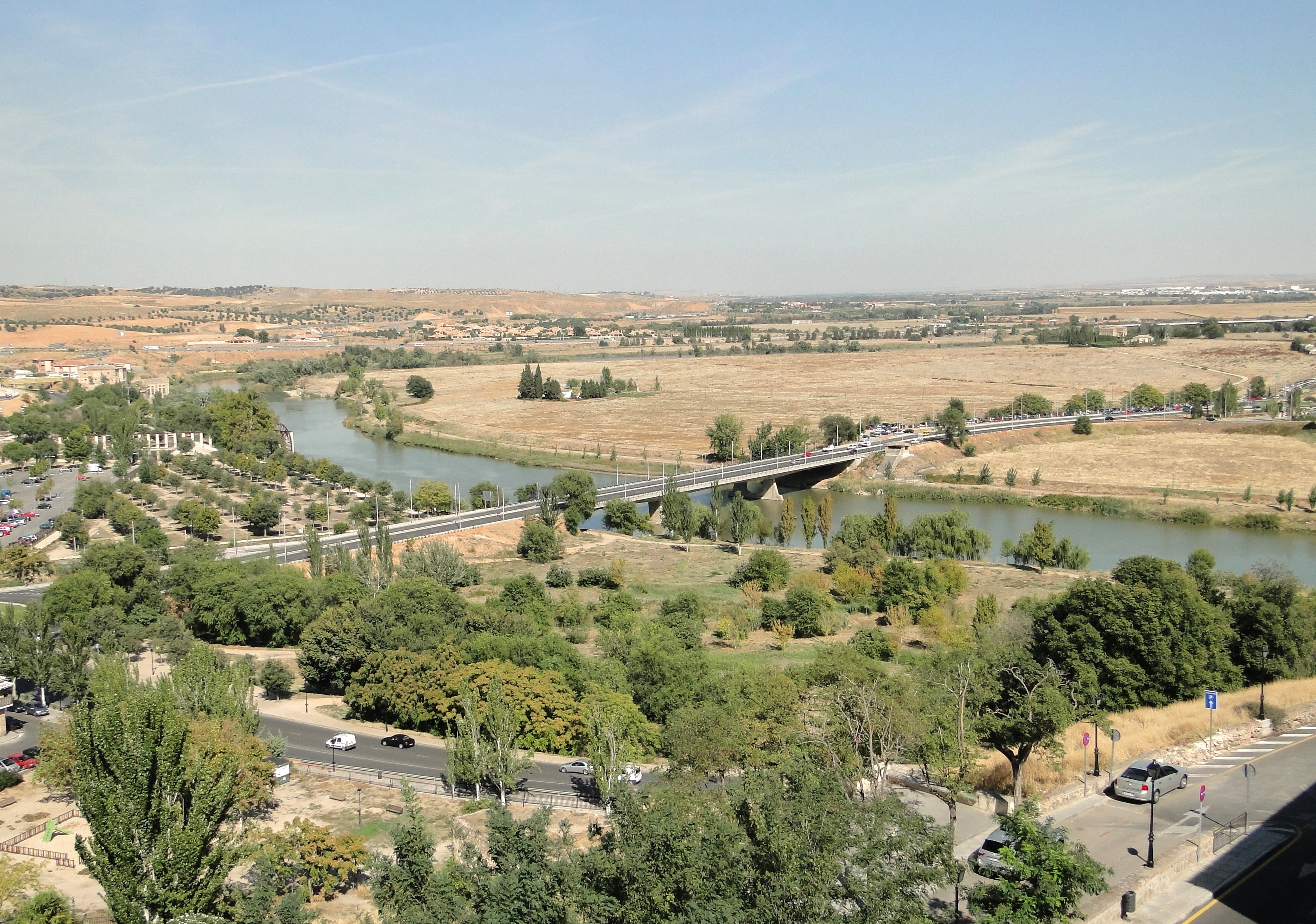
Norte del núcleo urbano en torno a la avenida de Castilla-La Mancha y el puente de Azarquiel

La antigua carretera nacional 401 (Madrid-Toledo-Ciudad Real) se transformó a finales de la década de 1980 en la actual A-42 como resultado del desdoblamiento de aquella y eliminando del trazado las diversas travesías con que contaba (Illescas, Yuncos, etc.). El trazado desdoblado se prolonga hasta 7 km al sur de Toledo, en sentido Ciudad Real, desde donde continúa como carretera convencional. En este punto, en la proximidad de Burguillos de Toledo, la A-42 enlaza con la autovía de los Viñedos que llega hasta Tomelloso.
A comienzos del siglo XXI se construyó, con el objetivo de descongestionar los accesos de Madrid, la autopista de peaje AP-41, que debería haber sido prolongada hacia Andalucía (Ciudad Real y Jaén) como alternativa a la A-4; este proyecto se encuentra congelado como consecuencia de la actual crisis. Otra vía de la Red de Carreteras del Estado que parte de Toledo es la N-403, Toledo-Maqueda-Ávila-Martín Muñoz de las Posadas. Parte del trazado de esta carretera se verá reemplazado por el de la ya citada autovía de Castilla-La Mancha. Además de estas carreteras, desde Toledo parten varias de categoría autonómica y provincial que unen la capital con las comarcas de los Montes de Toledo, La Jara o La Mancha.

#### Autobuses
Tras muchos años de proyectos e ideas, el 17 de mayo de 2010 la Junta de Comunidades de Castilla-La Mancha puso en marcha el Área Supramunicipal de Transportes (ASTRA) de Toledo. Con un presupuesto inicial de 620 000 euros, conectaba la capital con los municipios colindantes (Nambroca, Burguillos, Mocejón, Bargas, Olias del Rey, Argés y Cobisa) mediante seis líneas de autobuses; se buscaba descongestionar la ciudad haciendo que accedieran a ella menos vehículos particulares.

#### Ferrocarril

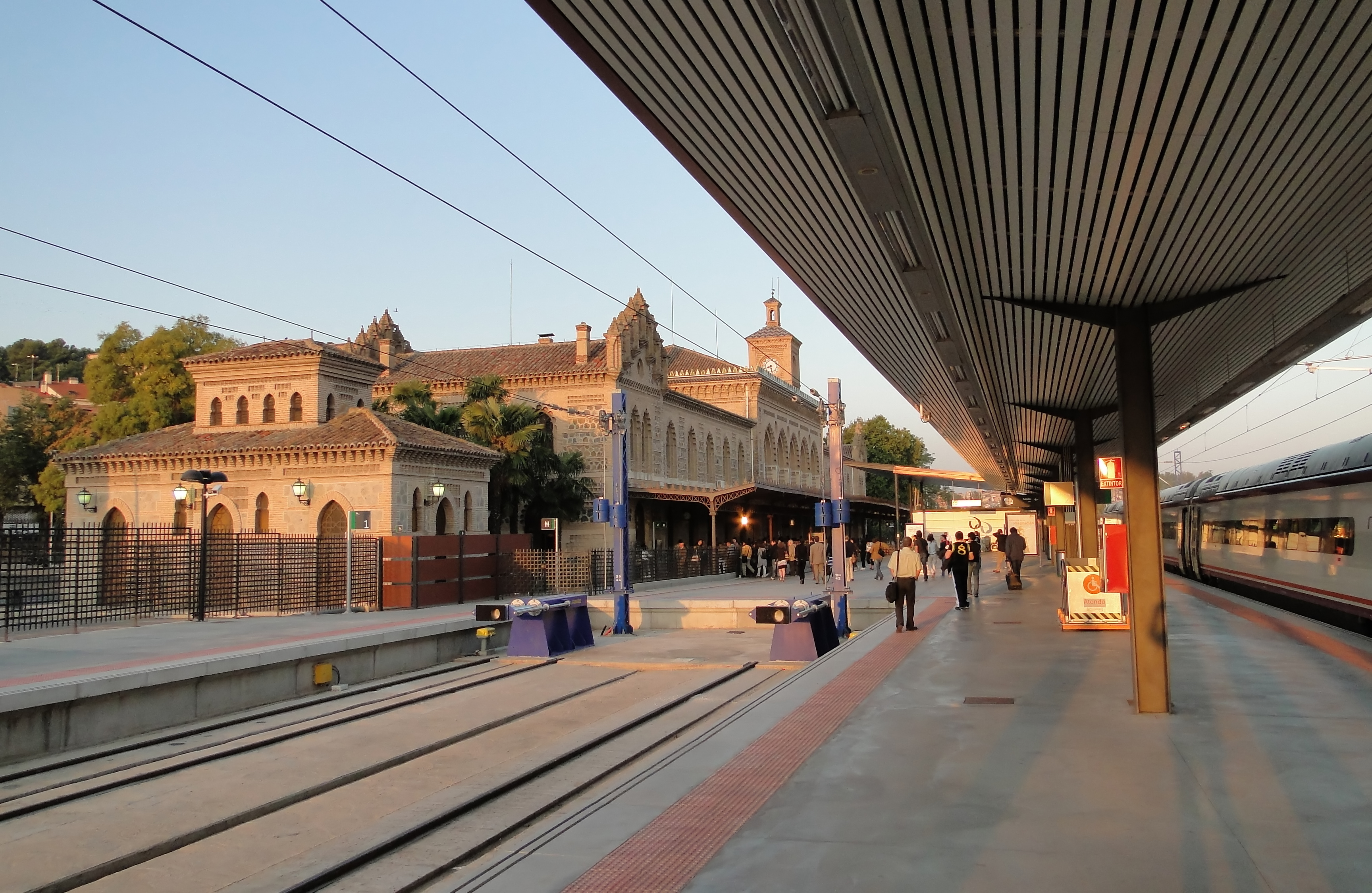
Estación de tren de Toledo

A mediados del siglo XIX Toledo se convirtió en una de las primeras ciudades españolas que contó con ferrocarril, quedando unida a Madrid por Aranjuez tras la inauguración de la línea por Isabel II el 12 de junio de 1858. La actual estación de tren de Toledo, de estilo neomudéjar, fue inaugurada el 24 de abril de 1919.
Con diferentes altibajos en cuanto a dotaciones técnicas y servicios esta es la línea que prestó servicio hasta principios del siglo XXI: el 2 de julio de 2003 circulaba el último tren convencional entre ambas capitales y comenzaron las obras de la línea de alta velocidad Madrid-Toledo, que entró en servicio el 16 de noviembre de 2005, gracias al cual el tiempo de viaje a Madrid se ha reducido a 33 minutos. La denominación comercial de este servicio es Avant.

## Patrimonio

### Estatus patrimonial
La ciudad histórica de Toledo fue declarada conjunto histórico-artístico en 1940, con lo que en la actualidad tiene la consideración de bien de interés cultural. La Unesco le concedió el título de Patrimonio de la Humanidad en 1986, bajo el número de identificación 379 y los criterios i, ii, iii y iv.

### Arquitectura

#### Muralla, puertas y puentes
El casco histórico de la ciudad se encuentra circundado en algunos puntos por una muralla, que cuenta con varias puertas monumentales, como la Puerta del Sol (mudéjar), la Puerta Nueva de Bisagra, la Puerta Vieja de Bisagra, la Puerta del Vado y la Puerta del Cambrón. La muralla cuenta con la llamada torre de la Almofala. Entre los diversos puentes que cruzan las aguas del Tajo se destacan los de Alcántara y San Martín.

#### Arquitectura religiosa

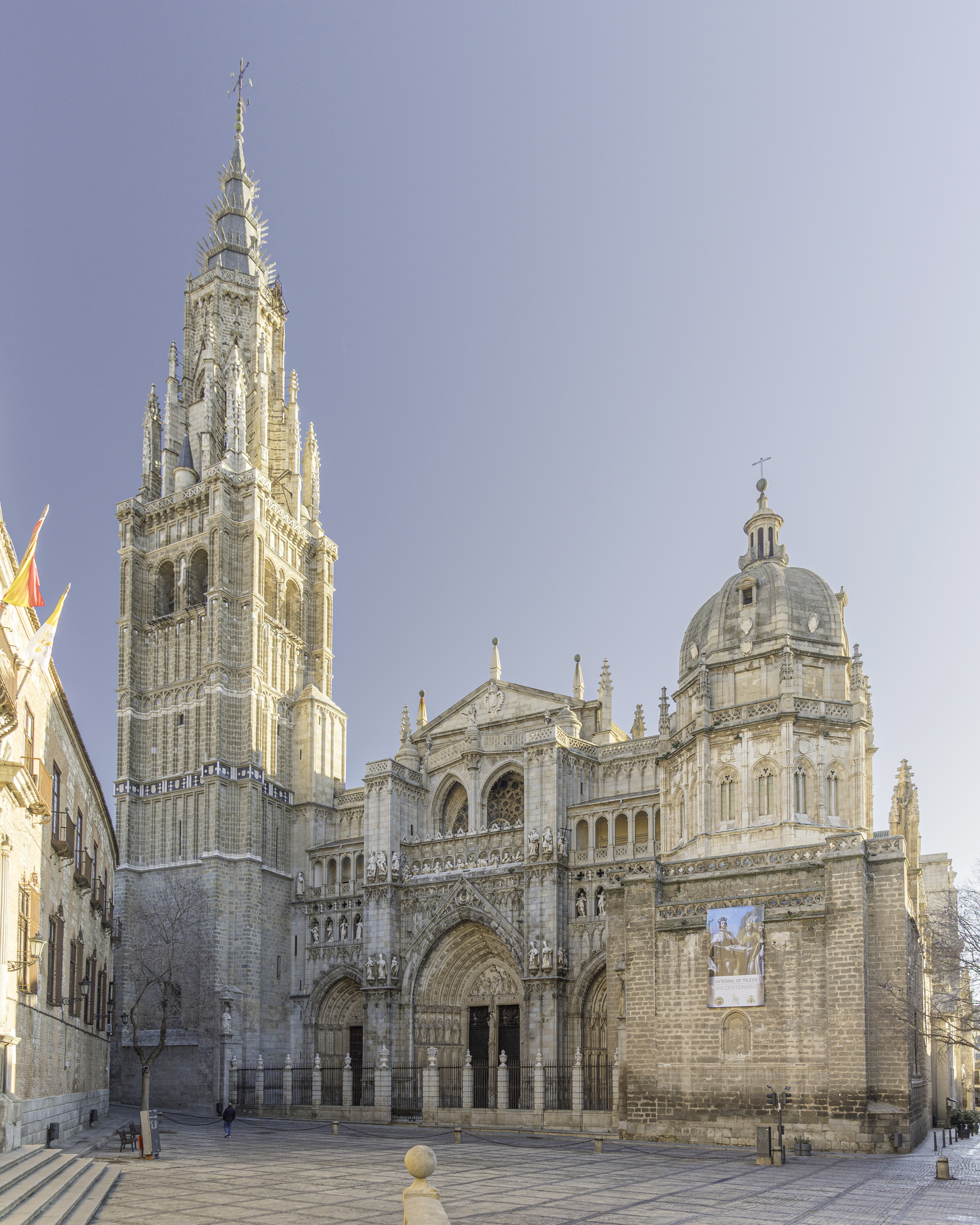
Catedral de Santa María de Toledo

En la ciudad de Toledo se encuentran diversas iglesias católicas, entre las que se pueden nombrar la catedral de Santa María (gótica), la iglesia de San Ildefonso (barroca), la iglesia de San Román (mozárabe), la iglesia de Santiago del Arrabal (mudéjar), la iglesia de Santo Tomé (mudéjar). Otros edificios católicos son el monasterio de San Juan de los Reyes, destacado representante del gótico isabelino; el convento de la Concepción Franciscana, donde se encuentra la muy devotada tumba de Santa Beatriz de Silva (fundadora, en Toledo, de la Orden de la Inmaculada Concepción); y también los conventos de la Madre de Dios, Santo Domingo el Antiguo y de San Pedro Mártir, la ermita del Cristo de la Vega (mudéjar), o la iglesia San Sebastián (mudéjar), construida sobre una mezquita.

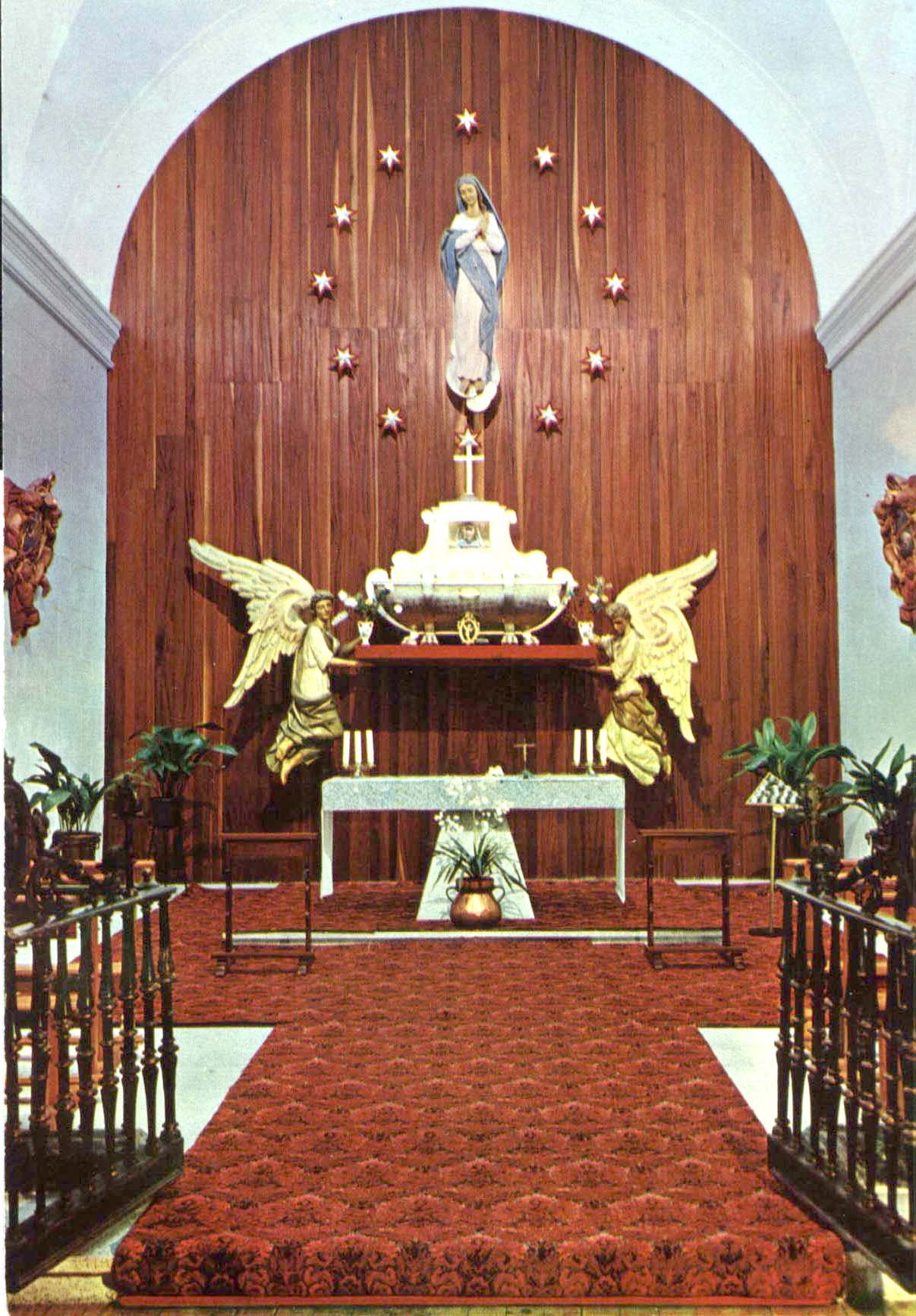
La tumba de Santa Beatriz de Silva

Inmuebles asociados con otros credos son las sinagogas de Santa María la Blanca (en origen sinagoga, aunque más tarde se transformó en iglesia) y la sinagoga del Tránsito (actual Museo Sefardí), además de la mezquitas de Bab al-Mardum, o del Cristo de la Luz, en origen un templo musulmán y ampliada para su conversión en iglesia, y la antigua mezquita de las Tornerías.

#### Arquitectura civil

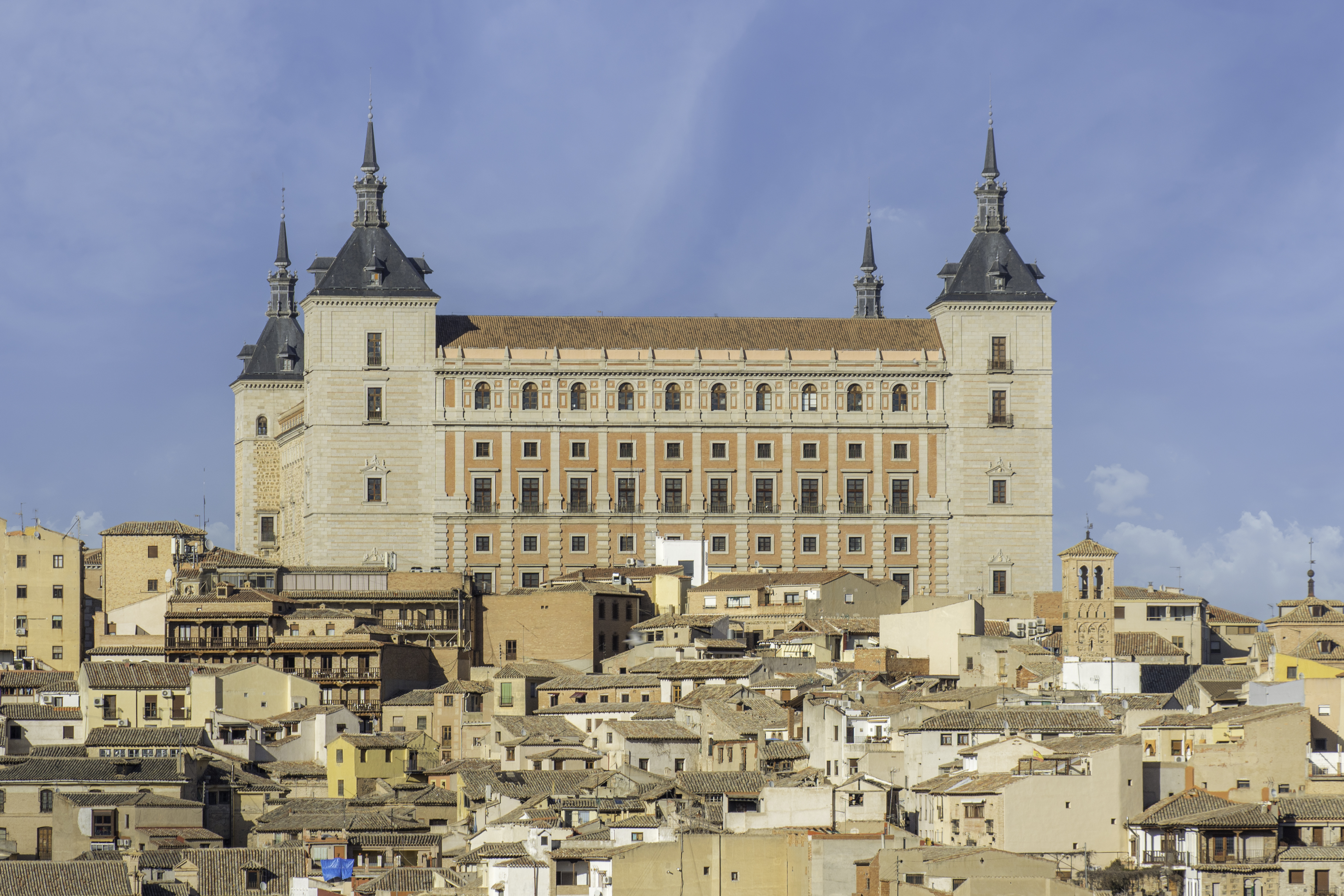
El Real alcázar de Toledo

Toledo cuenta con diversos palacios y mansiones en su tejido urbano, como el Real alcázar de Toledo, el Palacio de Galiana, el Palacio de Fuensalida, el Palacio de Amusco, la Casa del Temple, la Casa del Nuncio, y el Palacio Arzobispal de Toledo, además de la Posada de la Santa Hermandad. Uno de los puntos neurálgicos de la ciudad es la plaza de Zocodover. En las calles de Toledo se encuentran otros inmuebles como el Museo-Hospital de Santa Cruz, el Museo del Greco, el Hospital de Tavera, el Teatro Rojas y un circo romano.

#### Arquitectura militar
En el municipio se localiza el castillo de San Servando, un castillo medieval junto a la ribera del río Tajo y a la Academia de Infantería, además del conocido como alcázar de Toledo, una fortificación sobre rocas ubicada en la parte más alta de la ciudad que desde 2010 alberga los fondos del Museo del Ejército.

#### Arquitectura contemporánea

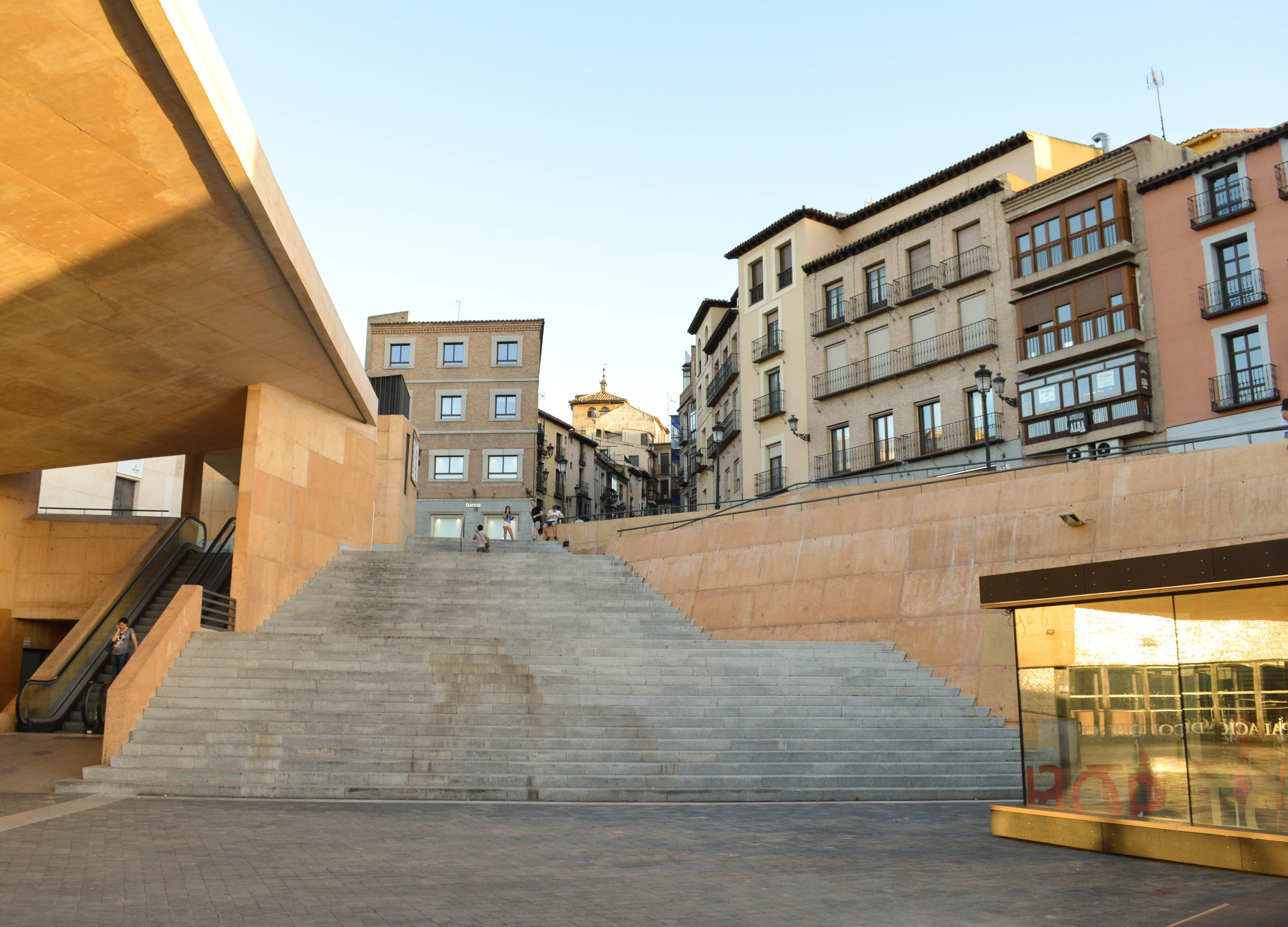
Palacio de Congresos El Greco

A finales del siglo XX y principios del XXI, la ciudad de Toledo se abrió a las nuevas tendencias arquitectónicas. A esto contribuyeron proyectos en el distrito de Santa María de Benquerencia diseñados por importantes arquitectos a nivel internacional como Jean Nouvel, que planteó el llamado «barrio avanzado de Toledo», y Álvaro Siza, autor junto a Sánchez-Horneros del proyecto para el futuro Hospital Universitario de Toledo. Sin embargo la crisis económica afectó a ambos proyectos: del primero, abandonado completamente, apenas se llegaron a construir un par de edificios, y el segundo tuvo años de paralizaciones y retrasos. El hospital fue finalmente inaugurado en noviembre de 2020, durante la pandemia de COVID-19.
Entre las obras finalizadas se encuentran las escaleras mecánicas de la Granja (o «de Recaredo») de Juan Antonio Martínez Lapeña y Elías Torres (2000), el Palacio de Congresos «El Greco» de Rafael Moneo (2012), e inmuebles gubernamentales como los edificios de la Consejería de Educación y Ciencia (2004), de José R. González de la Cal y Josefa Blanco Paz, y la Consejería de Industria (1998) de Antonio Sánchez-Horneros, ambos en Santa María de Benquerencia.

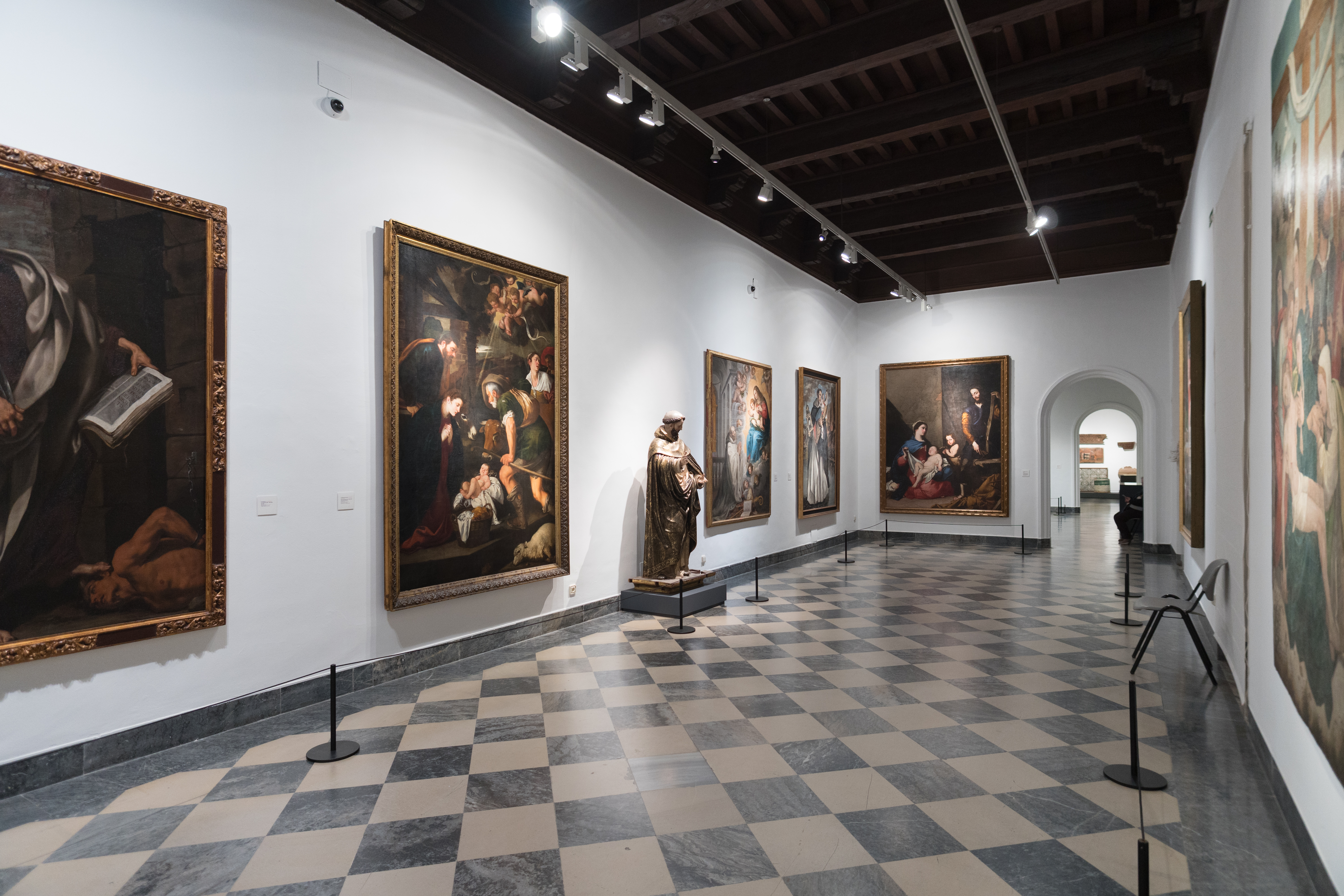
Museo de Santa Cruz

### Museos y obras de arte

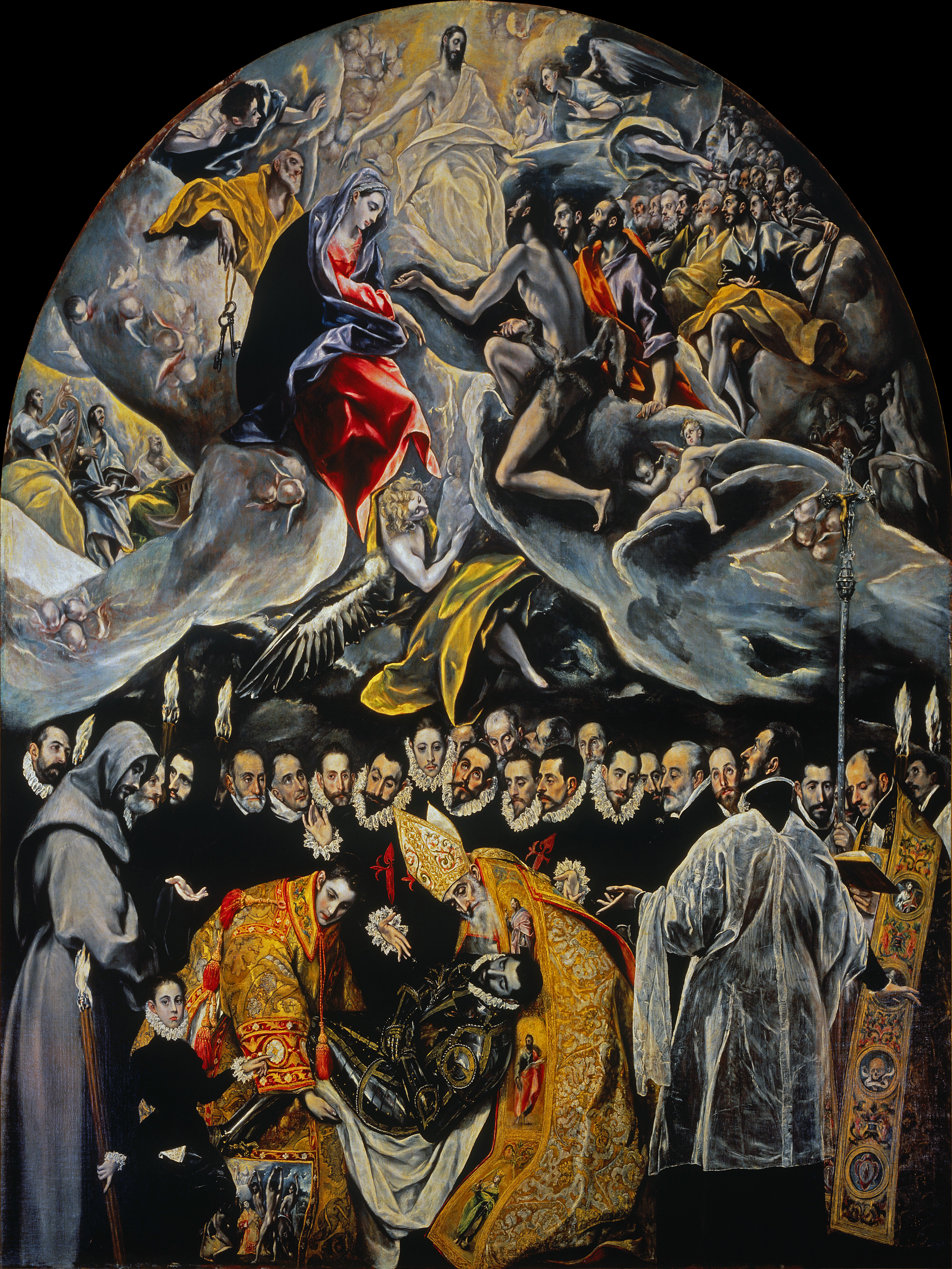
El entierro del Conde de Orgaz

La ciudad, en la que se instaló El Greco en 1577, cuenta con un importante repertorio de cuadros del artista cretense repartidos en diversos museos y templos. Destacan entre estos el Museo de Santa Cruz y el denominado Museo del Greco, una casa-museo pensada como recreación del domicilio del artista, ya que este se perdió siglos atrás. Esta casa alberga diversas pinturas relevantes, si bien la famosa pintura de El entierro del Conde de Orgaz se ubica en la iglesia de Santo Tomé, también en Toledo. El Museo de los Concilios y la Cultura Visigoda, ubicado en la iglesia de San Román, cuenta con pinturas románicas del siglo XIII y una importante colección, original y réplicas, de orfebrería visigótica, junto a otros fondos arqueológicos datados entre los siglos VI al VIII. En la sinagoga del Tránsito, situada en el barrio judío, se encuentra el Museo Sefardí. En la ermita del Cristo de la Vega, la imagen que preside el altar fue popularizada en la obra A buen juez, mejor testigo de José Zorrilla.
La sede principal de la Colección Roberto Polo. Centro de Arte Moderno y Contemporáneo de Castilla-La Mancha fue inaugurada en 2019 y alberga cuadros de Max Pechstein, Vasili Kandinsky, Oskar Schlemmer, Kurt Schwitters, Laszlo Moholy-Nagy o Max Ernst. El Centro Cultural San Clemente de la diputación de Toledo, las Cuevas de Hércules, la iglesia de San Sebastián y el Oratorio de San Felipe Neri, dirigidos por el Consorcio de Toledo, muestran exposiciones temporales de arte contemporáneo.

### Rutas
Con motivo del cuarto Centenario de la publicación de la primera parte del Quijote, la Junta de Comunidades de Castilla-La Mancha diseñó una serie de rutas a través de la región recorriendo los diversos puntos que en la novela se citan. Es la conocida como Ruta de Don Quijote y dos de los trayectos diseñados, tramos 1 y 8, tienen su origen la ciudad de Toledo: los que unen a la ciudad castellana con La Mancha y los Montes de Toledo aprovechando la ruta natural que atraviesa los Cigarrales y se encamina a Cobisa, Burguillos de Toledo y Nambroca donde toma el Camino Real de Sevilla para pronto girar en dirección a Almonacid de Toledo y Mascaraque, adentrándose en sus inmediaciones, cerca de Mora, en La Mancha. Este tramo Mascaraque-Toledo de la Ruta de Don Quijote ha sido recientemente incluido de modo oficial en el Camino de Santiago en su ramal levantino con orígenes en Cartagena, Alicante y Valencia, por lo que ambas rutas declaradas Itinerario Cultural Europeo comparten recorrido en este tramo.
Las Huellas de Santa Teresa es un ruta de peregrinación, turística, cultural y patrimonial que reúne las diecisiete ciudades donde santa Teresa de Jesús dejó su «huella» en forma de fundaciones. La ruta no tiene un orden establecido o un tiempo limitado ya que cada peregrino o visitante puede realizarla cómo y en el tiempo que desee.

### Cementerios
El cementerio de la Beneficencia, antiguo cementerio del Hospital de la Misericordia, es de mediados del siglo XIX y está ubicado en la zona cercada de San Ildefonso, fue erigido sobre los restos de la basílica visigoda de Santa Leocadia, desaparecida durante la guerra de la Independencia, en 1814. Su arquería, que alojaba nichos funerarios, fue reformada y sirve hoy para exposiciones del Centro Cultural San Ildefonso.
El cementerio de Nuestra Señora del Sagrario se inauguró en 1893. Reemplazó un cementerio de 1825, ubicado en un terreno del cigarral de Francisco Pérez, en el paraje de Santa Susana.
En 2008, se encontró un cementerio judío en el cerro de la Horca. Un equipo arqueológico dirigido por Arturo Ruiz Taboada excavó un sector de 300 m2 en el que se identificaron 107 tumbas judías que datan alrededor del siglo XII.

## Cultura

### Gastronomía

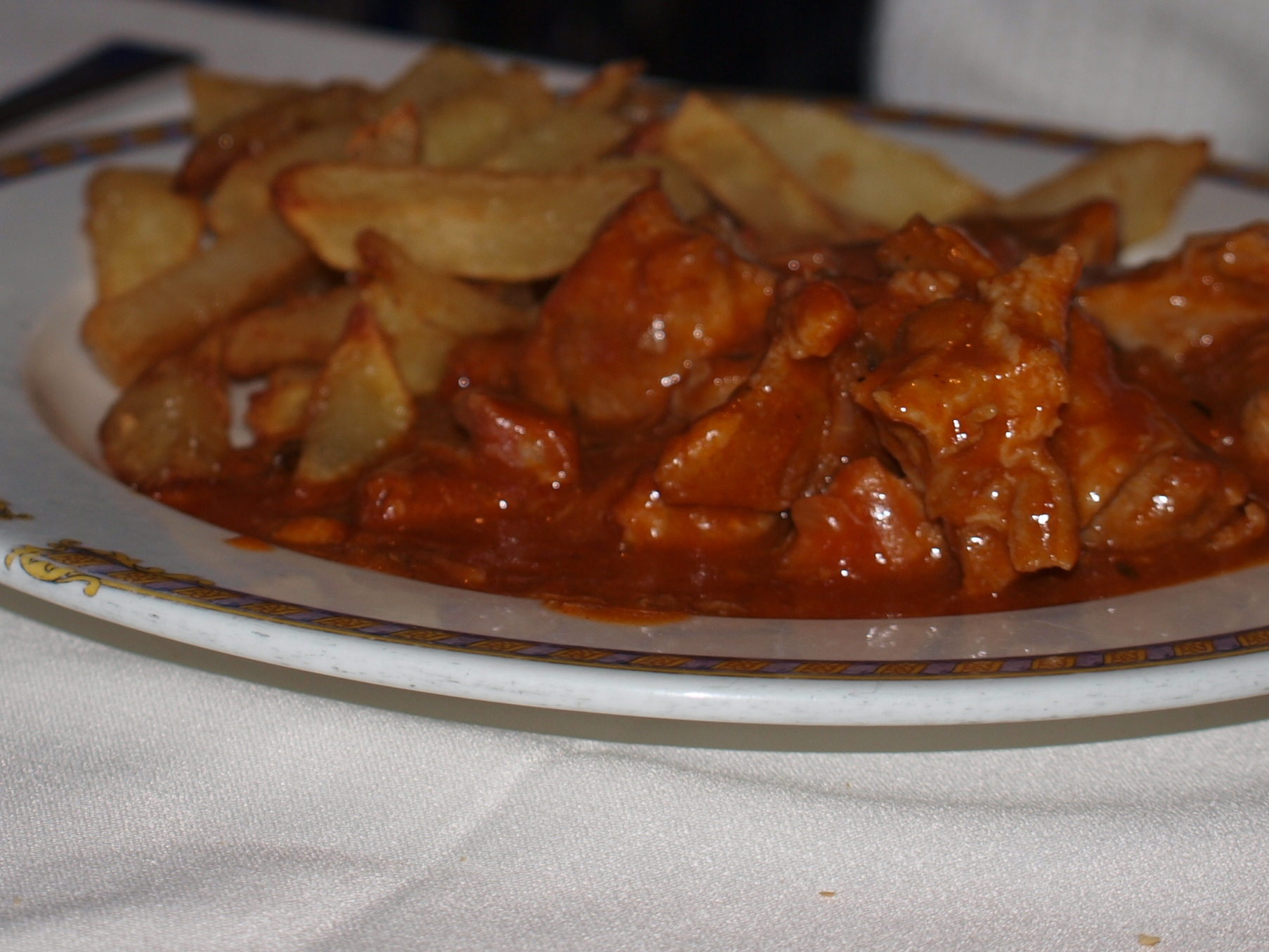
Plato de Carcamusas

La gastronomía de Toledo es la cocina tradicional castellanomanchega, arraigada en sus tradiciones y muy ligada a la caza y al pastoreo. Un buen número de recetas es resultado de la combinación de las influencias moriscas, sefarditas y cristianas.
Entre sus especialidades destacan el cordero asado o guisado, como lo es el cochifrito, y las alubias con perdiz o la perdiz estofada, las carcamusas, las migas, las gachas y la tortilla a la magra. Dos de los alimentos que han dado fama a la ciudad de Toledo son el queso y el mazapán, del que tiene una denominación de origen propia, el mazapán de Toledo.

### Fiestas
Instrumentos como la dulzaina y el tamboril se utilizaron en las festividades de la ciudad, al menos hasta el siglo XIX, acompañando por ejemplo a los gigantones y gigantillas. En la actualidad se celebran las siguientes festividades:
- Virgen del Valle: esta romería se celebra el día 1 de mayo en la ermita de la Virgen del Valle, con una popular concentración festiva en dicho paraje.
- Semana Santa: declarada de Fiesta de Interés Turístico Internacional desde el 14 de marzo de 2014, se celebra en primavera con diversas procesiones, destacando las que tienen lugar el Viernes Santo, y actos religiosos y culturales. Debido a la Guerra Civil, la mayoría de los pasos fueron quemados o destruidos, por lo que han tenido que crear nuevos pasos o utilizar otras imágenes procedentes de iglesias y conventos toledanos. Al ser Toledo una ciudad castellana, su Semana Santa se caracteriza por ser austera e introspectiva, además de gran belleza, debido, en parte, al marco bellísimo en el que tiene lugar: Toledo. Muchas personas aprovechan la Semana Santa para visitar las iglesias conventuales que solo están abiertas al público general en este momento del año.[71]

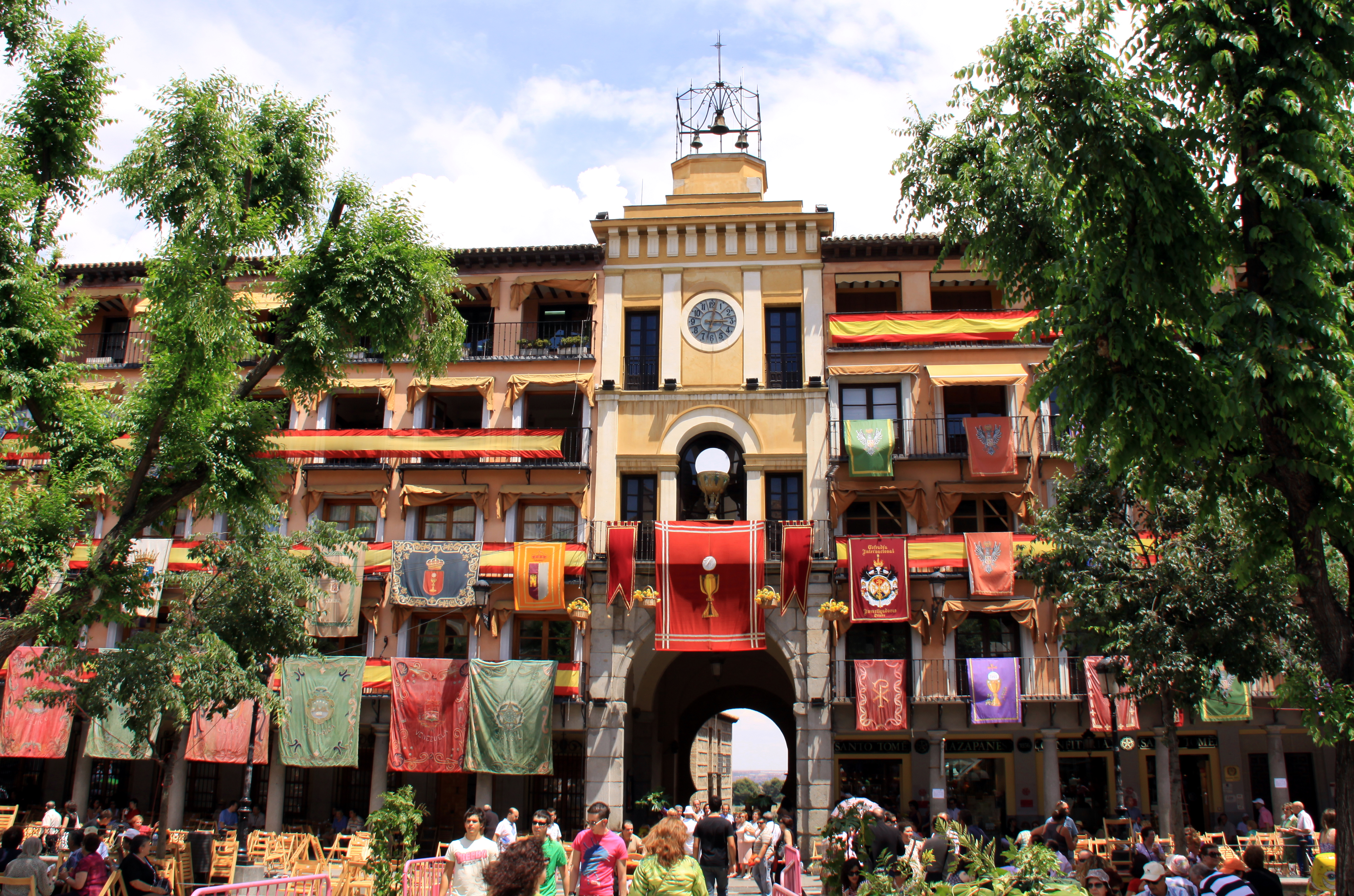
Plaza de Zocodover durante la celebración del Corpus Christi

- Corpus Christi: fiesta declarada de Interés Turístico Internacional cuyos orígenes se remontan al siglo XIII. El cortejo procesional recorre dos kilómetros de calles entoldadas y ricamente adornadas. En los últimos años, tras el traslado de la festividad del tradicional jueves al actual domingo, se ha optado por realizar dos procesiones, una cada uno de esos días, existiendo ciertas diferencias en cuanto a integrantes y protocolo entre ellas.[72]

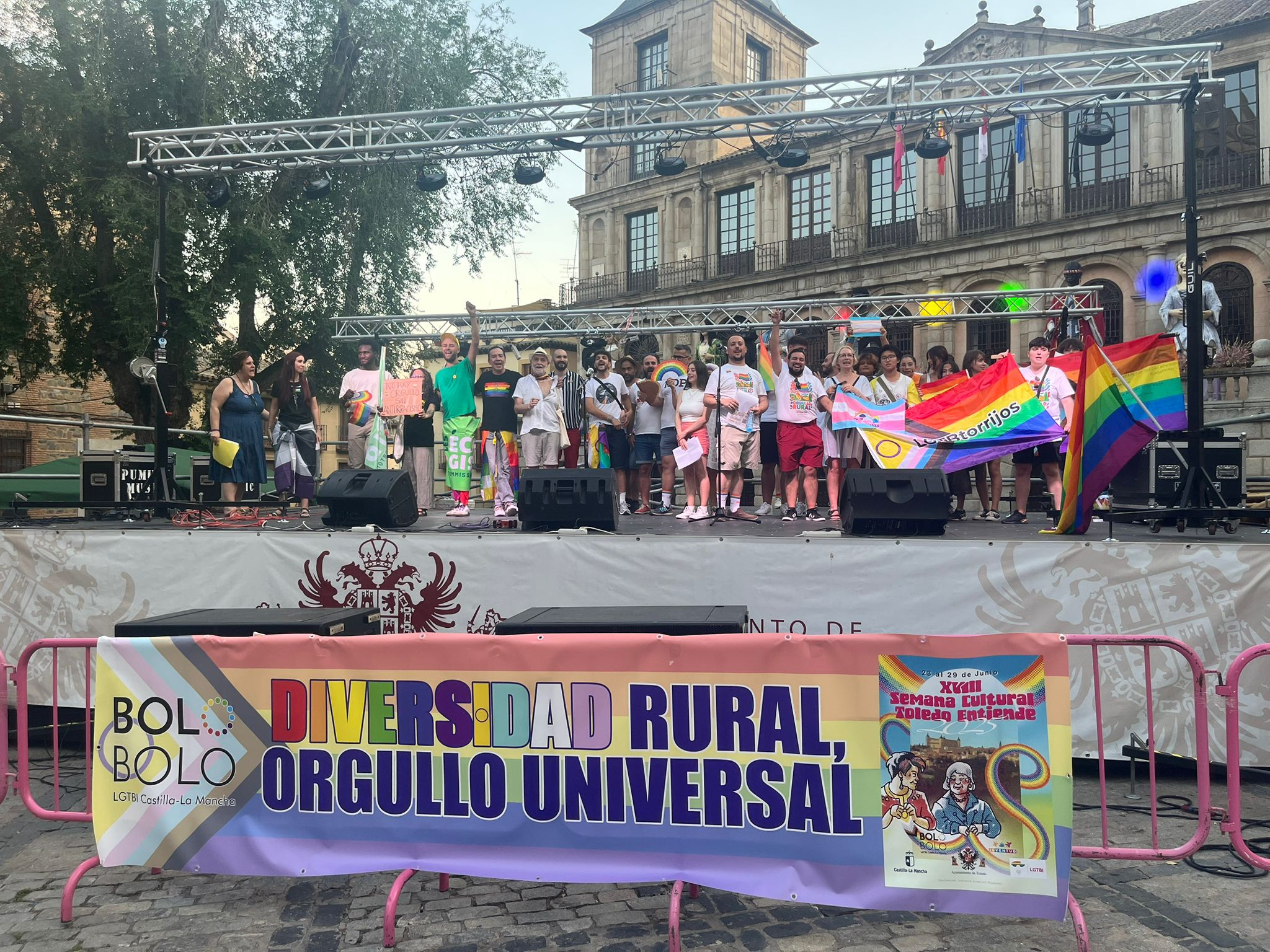
Manifestación Toledo Entiende de 2025

- Toledo Entiende: Desde 2007 se organiza en Toledo la Manifestación del Orgullo LGBT+ el sábado anterior a la Manifestación del Orgullo de Madrid, alrededor de la tercera semana de junio.[73]
- Feria y Fiestas: Segunda semana de agosto con recinto ferial y conciertos con artistas de renombre como Ana Torroja o Rozalén en 2022, y con desfiles de moda como los de José Sánchez que desde 2016 se celebran en frente de la Catedral.[74]
- Virgen del Sagrario: el 15 de agosto se celebran las fiestas patronales en honor a la Virgen del Sagrario. Se celebra una procesión por el interior de la catedral y se bebe agua de la Virgen en botijos.
- Santa Beatriz de Silva: el 17 de agosto se celebra la fiesta litúrgica dedicada a la fundadora de la Orden de la Inmaculada Concepción, con particular solemnidad en el Monasterio de las Concepcionistas de Toledo donde se encuentra la tumba de la santa.

Al margen de estas festividades cabe señalar que los patrones de Toledo son:
- San Ildefonso, obispo del Toledo visigodo cuya festividad se celebra el 23 de enero.
- Santa Leocadia, virgen y mártir de la Hispania romana, que se celebra el 9 de diciembre.

### Deporte
- Fútbol:

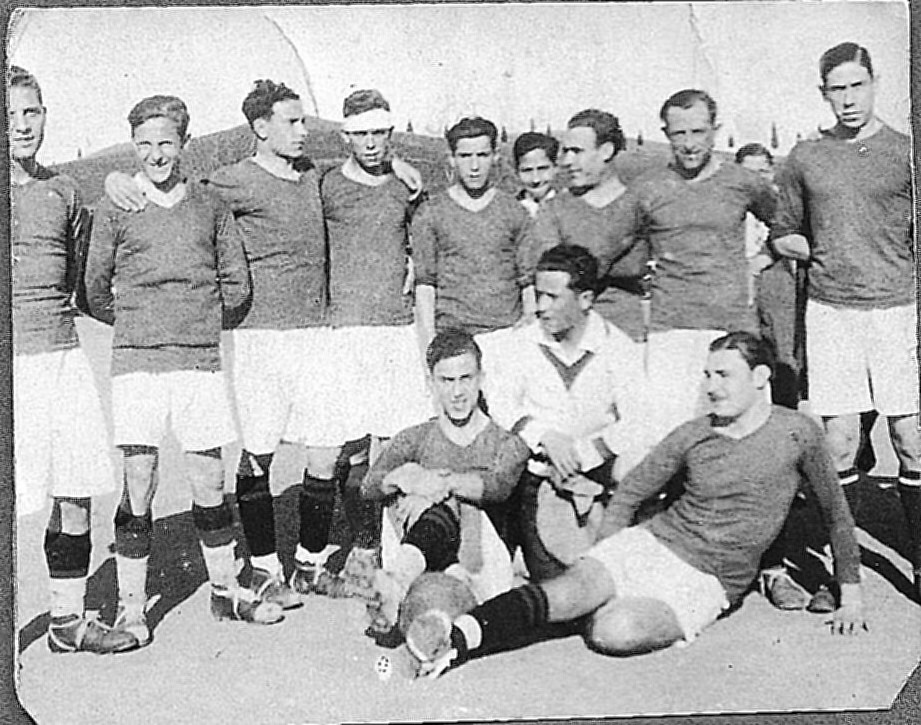
Toledo Foot-ball Club (1934)

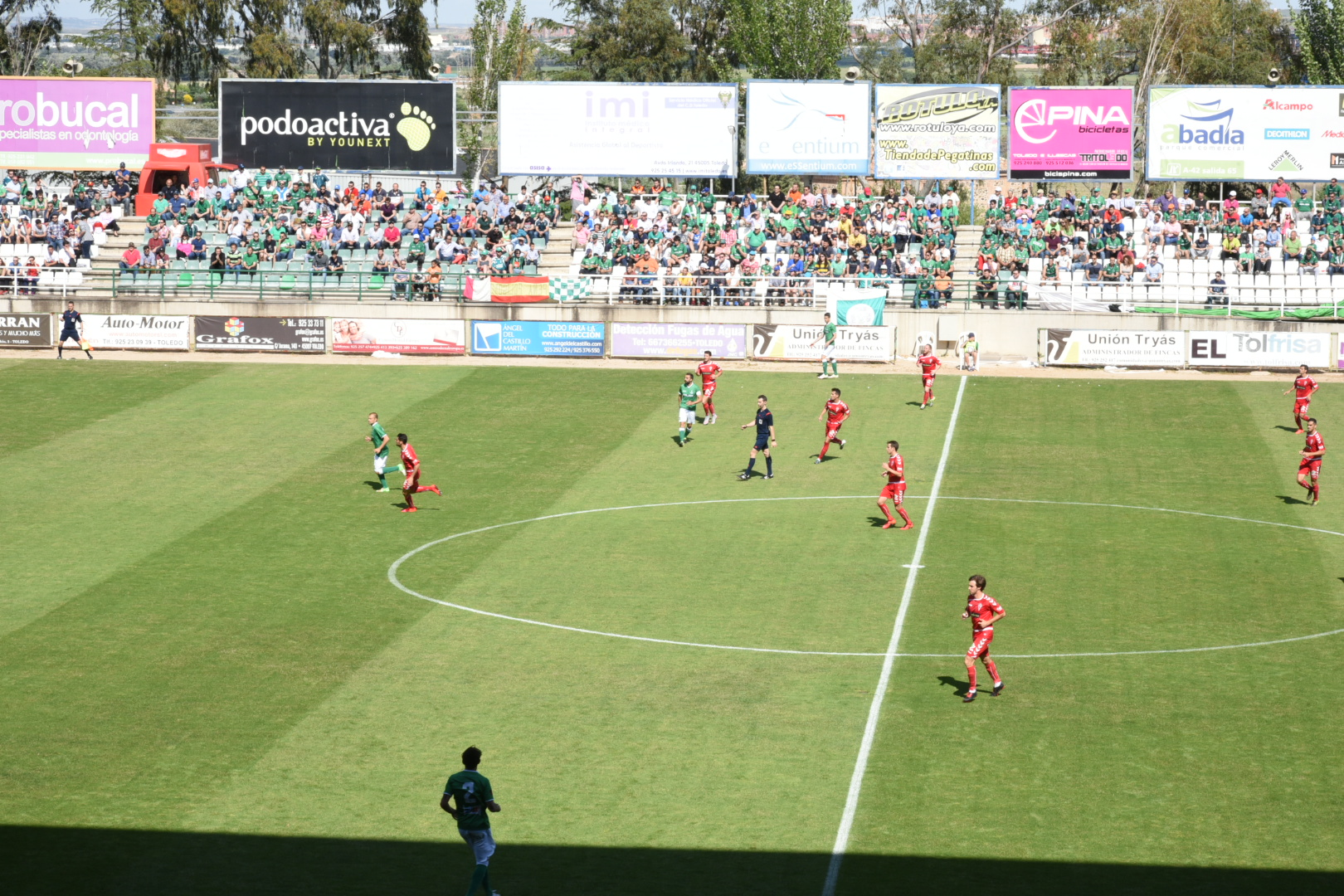
Partido entre el Club Deportivo Toledo y el Real Murcia en 2016

Toledo cuenta con un equipo de fútbol, el Club Deportivo Toledo S.A.D., fundado en 1928, que se encuentra en la Tercera Federación de España. El club juega sus partidos en el estadio municipal llamado Salto del Caballo, inaugurado el 23 de noviembre de 1973, tras la desaparición del campo de Palomarejos. El equipo militó durante siete temporadas consecutivas en Segunda División y llegó a disputar la promoción con el Real Valladolid para ascender a Primera División en la temporada 1993/1994, siendo derrotado en el cómputo global por 4-1, tras vencer en casa la ida 1-0. Han formado parte de él jugadores como Abel Resino, Ángel Mejías, Luis Laguna, Luis García, Rufete, Marina, Pinillos, Casquero o Unai Emery, entre otros.
Actualmente posee secciones de fútbol femenino (desde 2019-2020) y fútbol-sala, tras su fusión con el Ciudad de Toledo F.S. en 2022.
Otras entidades dedicadas al fútbol en Toledo que realizan una gran labor de formación son el Odelot Toletum Escuela de Fútbol Base, arraigado en el Campo del Arroyo del barrio de Santa Bárbara, y el club identificado con la barriada de Santa María de Benquerencia, el C.F. Polígono Toledo, cuyos encuentros los juega en el campo de hierba artificial Antonio González.
Otra entidad emblemática del fútbol de la ciudad de Toledo fue la Unión Deportiva Santa Bárbara, creada de la fusión, el 8 de agosto de 1961, de dos equipos de fútbol de la capital: C.D. Carlos III y Alcázar de Toledo C.F. y vinculada, en sus inicios, a la desaparecida Fábrica de Armas Carlos III de Toledo. Este club, que vestiía camiseta azul marino y calzón blanco, jugaba sus partidos como local en el campo de fútbol de hierba natural 'Carlos III', construido a finales de los años 50 y derribado en 2006, que poseía una grada de piedra que rodeaba todo el campo y una pequeña tribuna, con visera, con capacidad total paara cerca de 3.000 personas. Posteriormente, se contruyó un campo de tierra anexo. 
La Unión Deportiva Santa Bárbara regresó como equipo de fútbol, con equipos base y femenino, en la temporada 2010-2011, pero sin continuidad en el tiempo, hasta que el 30 de junio de 2025, las Administaciones (regional, provincial y local) anunciaron, con la colocación de la primera piedra, la reconstrucción desde cero del campo de fútbol, que podría durar hasta siete meses, y con ello la inminente reaparición del club toledano. 
- Balonmano:

Toledo ha contado también con dos equipos de balonmano en lo más alto del panorama nacional. El Club Balonmano Toledo, tras cinco años en la División de Honor B y con el patrocinio del Grupo Lábaro, inició su andadura en la liga ASOBAL en 2009-2010, continuando una temporada más en la máxima categoría, para volver en la 2011-2012 a la División de Plata con el apoyo de la firma Casdisa. Un remozado pabellón municipal Javier Lozano Cid, con capacidad para cerca de 1500 espectadores, que acogió la 1.ª Copa de S.M. El Rey de Fútbol Sala el 7 de mayo de 2011, era su sede hasta su desaparición en enero de 2012 por falta de viabilidad económica. Tras esta desaparición, la ciudad contó aún con un equipo en Primera División Nacional desde la temporada 2010-2011, el Casdisa Toledo Balonmano, que comparte protagonismo con el Club Balonmano Toledo Amibal. que durante gran parte de su reciente historia fue patrocinado por Beatriz Hoteles,
Actualmente, el equipo sénior masculino del Club Balonmano Ciudad Imperial, heredero directo del Club Toledo Balonmano, y el Balonmano Toledo Amibal son las entidades que mantienen el espíritu de este deporte pionero en Toledo, a través de su Escuela Central de Educación Física. En la temporada 2021-2022, el C.B. Ciudad Imperial sénior femenino ascendió a División de Honor Plata.
- Baloncesto:

Toledo cuenta con cuatro equipos de baloncesto, tres de ellos de cantera: el C.B. CEI Toledo, fundado en 1991 y con una larga trayectoria que ha pasado por altibajos tanto en las ligas autonómicas como en nacionales (EBA y 1.ª Nacional) y el Club Baloncesto Polígono, fundado en 1976, cuyo equipo masculino ascendió, 9 años después de abandonarla, a Liga EBA, donde ha permanecido desde 2009 hasta 2011. Actualmente milita en Primera Nacional. Después, su combinado femenino absoluto, que militó en Primera Nacional, tuvo su referente en sénior con el nombre de Seranco-C.B. Polígono. Este club afincado en el barrio de Santa María de Benquerencia posee una de las canteras más numerosas de Castilla-La Mancha. 
Por su parte, en 1991 nació el Club Baloncesto CEI, una de las canteras más florecientes de este deporte en Castilla-La Mancha, junto a varias etapas con sus equipos masculino y femenino séniors en competición nacional, destaca por su gran labor de cantera y por su faceta polideportiva, en torno a la Universidad Laboral de Toledo (Instituto de Enseñanza Secundaria). Actualmente, sus equipos seniors absolutos militan en Primera Nacional.
En el verano de 2015 se funda la tercera entidad, un club de barrio originado en la urbanización de Valparaiso y cuyos entrenamientos y partidos los lleva a cabo en el pabellón municipal de la vecina La Legua, se trata del Club Baloncesto Zona Cinco, que cuenta también con equipo sénior. 
Para cerrar el plantel de clubes de baloncestos toledano, un grupo de inversión, previa adquisición de la plaza que ocupaba el C.B. L´Horta Godella en categoría profesional, funda en verano de 2025 el Club Baloncesto Toledo con la intención de jugar en la tepoprada 2025-2026 en Segunda FEB masculina, y como sede tendrá el pabellón municipal 'Javier Lozano Cid'. 
- Atletismo:

Otro deporte representativo de la ciudad imperial es el atletismo. Este emblemático deporte, cuya cuna fue la Escuela Central de Educación Física, cuenta, desde el 2 de abril de 1979, con el Club de Atletismo Toledo, que se ha caracterizado por sus actuaciones, principalmente, en campo a través, donde ha logrado un gran número de medallas por equipos en los campeonatos de España de la especialidad, además de que su combinado femenino y masculino militara a finales de los años 1990 en la Liga de 1.ª División nacional en pista. Entre los atletas que han pasado por sus filas se encuentran grandes nombres como Julio Rey, Roberto Parra, Chema Martínez, Javier Bermejo, Julia Lobato o Lucas Búa, entre otros.
En atletismo, Toledo ha contado entre sus ilustres vecinos con atletas internacionales como Fernando Fernández Gaitán, que el 21 de enero de 2023 puso su nombre a la pista de la escuela de gimnasia,Ricardo Ortega, José María Gómez Velasco, Fernando Rey, Óscar Martín o los «adoptivos» Juan Francisco Romera y Vanessa Veiga, además del anteriormente citado Julio Rey. Actualmente, destacan el cuatrocientista Lucas Búa (F. C. Barcelona), formado en el Club de Atletismo Toledo, y la obstaculista Irene Sánchez-Escribano, formada en el C.A. San Ildefonso, en 3.000 metros obstáculos, ambos internacionales absolutos, y esta última 11.ª en la final olímpica en los Juegos Olímpicos de París 2024. C.A. San Ildefonso y Trainingrey son dos clubes más de la gran cantera que posee la ciudad.

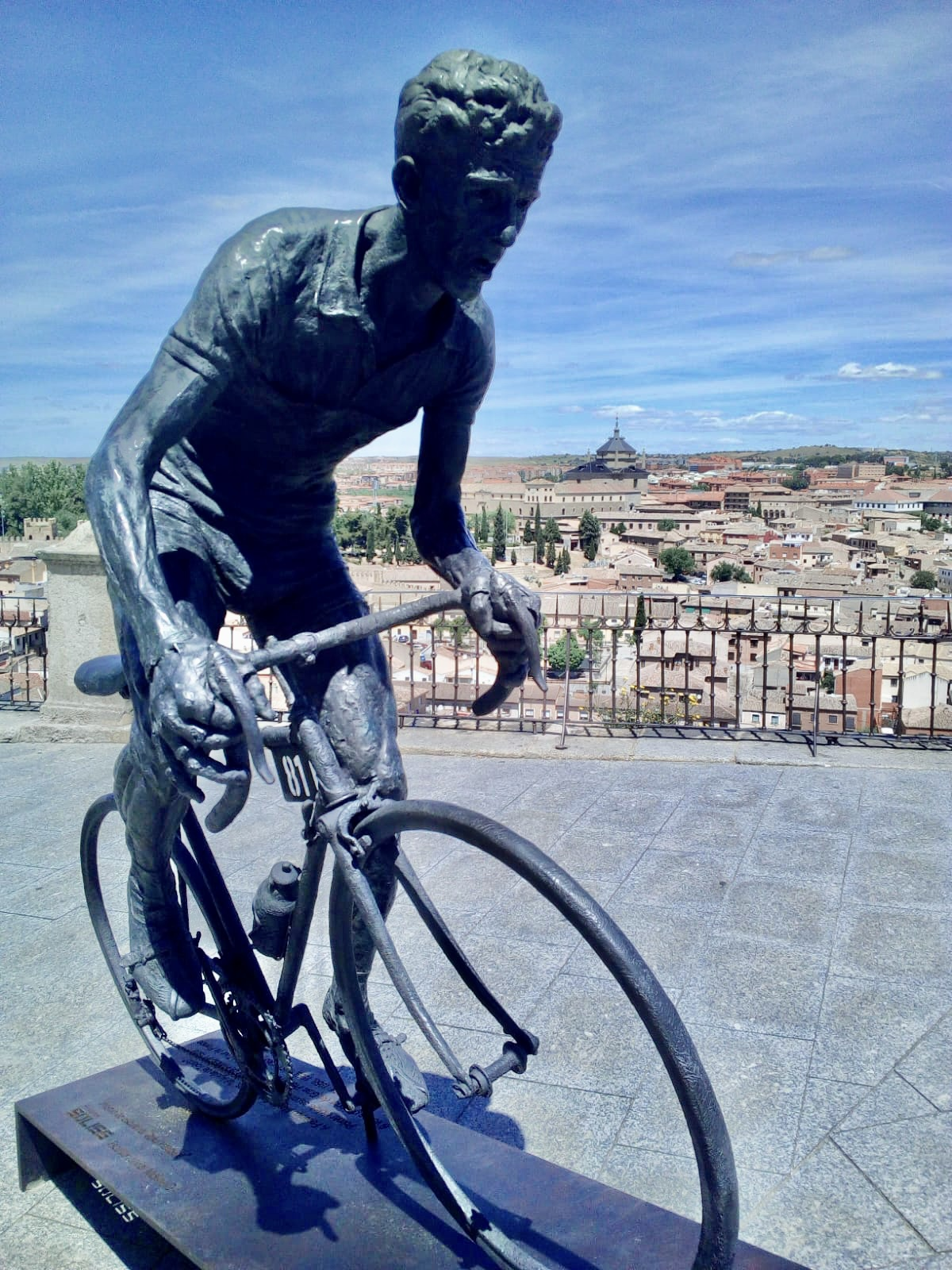
Estatua del ciclista toledano Federico Martín Bahamontes, obra de Javier Molina e inaugurada en la calle Real de la Arrabal de Toledo el 6 de mayo de 2018

En cuanto a competiciones atléticas celebradas en la ciudad de Toledo destacan dos federadas: el Cross Nacional Espada Toledana, creada en 1979, y la Marcha Atlética en Ruta del mismo nombre desde 1988, ambas organizadas por el Club de Atletismo Toledo. Entre las carreras populares que continúan vigentes en el calendario local, sobresale la más antigua: la Carrera Pedestre Popular Toledo-Polígono, cuya primera edición se celebró el 26 de mayo de 1978, a las que se han unido otras como la San Silvestre Toledana Popular, en 1982, y, más recientemente la Carrera Nocturna de Toledo, en 2008. Otro clásico fue el Gran Fondo del Polígono, desde 1982, renombrado en varias ocasiones después y celebrado intermitentemente como Medio Maratón de Toledo.
- Ciclismo:

El ciclismo, por su parte, tras la mítica victoria en el Tour de Francia de 1959 de Federico Martín Bahamontes, «el Águila de Toledo», ha sido uno de los deportes con más seguidores en la ciudad, aunque en la actualidad carece de escuelas pese a contar con un velódromo en el barrio de Santa María de Benquerencia. Otros ciclistas profesionales destacados de la ciudad han sido Rafael Carrasco, Nemesio Jiménez (olímpico en México 1968), Ángel Martín Menchero y Ángel de las Heras.
.
En cuanto a competiciones ciclistas, destacaron, durante sesenta ediciones (hasta el 6 y 7 de agosto de 2016), el Trofeo Bahamontes, para corredores élite y sub-23; mientras la Vuelta Internacional a Toledo, organizada por el Club Peña Bahamontes, llegó a su fin el 11 de agosto de 2015, tras cincuenta ediciones, ambas con llegadas en Toledo.
Del 5 al 7 de agosto de 2021 inició su andadura la Vuelta Ciclista a Toledo Imperial Sub-23, organizada por la Peña Ciclista Julio López de la Torre «Chineta», heredera natural de la organizada por Bahamontes hasta 2015 —hasta 2016 su 60.º Trofeo—. En la segunda etapa, el pelotón pasó por la ciudad de Toledo.
- Fútbol sala, voleibol y rugby:

Otra entidad destacada es Toledo Fútbol Sala, que surgió en 2023 tras una corta vinculación con el Club Deportivo Toledo S.A.D. en el curso 2022-2023, a través de contar con una sección de este deporte se sala, fusionada previamente, en 2022, con el Ciudad de Toledo Fútbol Sala, heredero de los desaparecidos y laureados en los últimos años: Toledo F.S. (1.ª División Nacional 2009-2010), F.S. Toledo, Caja Toledo (campeón de la Copa de España en 1991 y subcampeón en 1993 y campeón de la Liga Nacional en 1992), CLM-Toledo (subcampeón de la Liga Nacional en 1993 y 1994) y Toledart F.S. (subcampeón de la Liga Nacional en 1996); mientras en categoría femenina el gran referente fue el Trocadero Toledo F.S., primer campeón de la Copa de España, en 1995. Por otro lado, el CD Moprisala es otra de las canteras más fructíferas de la ciudad en este deporte.
En voleibol, sobresale el Voleibol Asociación Toledo, que asciende a 1.ª División Nacional en la 2010-2011, tras una breve andadura en 2.ª Nacional después de tres temporadas en Superliga con el nombre de Voleibol Bargas Atalia (2006-2007 y 2007-2008), Voleibol Asociación Toledo-ACS Aben (2008-2009), Voleibol Asociación Toledo-Consalda (2009-2010), completan la representación toledana en las ligas estatales.
Asimismo, el Club Rugby Toledo, fundado en 1992, cuenta con un gran número de aficionados, está inmerso en las ligas madrileñas, al igual que sus «águilas» femeninas, al no estar hasta la fecha instaurada una liga regular en Liga de Castilla-La Mancha, aunque sí la Copa, de la que los toledanos son los más laureados. Entre los jugadores toledanos de este deporte destaca la trayectoria de Gerardo Pavón, que militó en el madrileño Club Cisneros de División de Honor en los años 1990.
- Baloncesto en silla de ruedas:

En baloncesto en silla de ruedas, deporte muy consolidado gracias a la labor del Hospital Nacional de Parapléjicos de Toledo, el CD La Peraleda-FUHNPAIN ha logrado en su última etapa dos subcampeonatos nacionales de Liga de División de Honor las temporadas 2008-2009 y 2009-2010, además de obtener la 3.ª posición en la Copa de Europa Willi Brinkmann 2010 y 2011, jugada esta última en Toledo. En el verano de 2011 el club anunció una desaparición temporal para el curso 2011-2012, debido a que no contaba con recursos suficientes para afrontar la temporada.
- Hockey:

En hockey o hockey hierba, destaca entre otros jugadores de la cantera toledana en torno al Club Hockey Toledo, la guardameta María Tello Balmasseda, nieta de Felipe Tello, impulsor de este deporte en Toledo y en el resto de Castilla-La Mancha. María Tello es deportista olímpica en los Juegos Olímpicos de París 2024.
- Automovilismo:

El automovilismo vivió su auge en Toledo en los años ochenta gracias a la escudería Circuito El Tajo. Manuel Dorado fue el impulsor de esta modalidad deportiva que nació en el barrio del Polígono residencial de Santa María de Benquerencia en 1983. La escudería, apoyada por numerosos aficinados del barrio y del resto de la ciudad, comenzó a organizar carreras en circuito urbano, para pasar en unos años a celebrar rallyes, subidas de montaña y autocross, en esta última modalidad se alcanzaron la 43 ediciones. Destacan entre sus eventos atomovilísticos el Gran Premio de Velocidad 'Ciudad de Toledo', en sus inicios, y la Subida Ciudad Imperial, que, tras su primera prueba por la ronda del Valle, ha contado con la organización de ediciones siguientes muy separadas en el tiempo, sobre todo por su alto presupuesto y por las continuas modificaciones en las normativas de circulación de este tipo de eventos. Tras las primeras ediciones de la prueba sobre asfalto, también denominada 'Subida al Valle' o 'Subida al Parador', llevadas a cabo por 'El Tajo', el Auto Cub Toledo lideró las ediciones de 2007, 2008 y 2009, que Dorado retomó en 2011. Desde ese año, los motores se apagaron hasta que en 2025 el Club Deportivo Tierras de Castilla cogiese el testigo el 7 de junio, y así volver a hacer realidad este espectácular acontecimiento en Toledo.
- Deportistas individuales:

En el plano individual, sobresalen el nadador Javier Noriega Sanz y el maratoniano Julio Rey de Paz, que se muestran como los deportistas más representativos de la ciudad en las últimas décadas, olímpicos ambos en Atenas 2004 y Pekín 2008. Rey, explusmarquista español de maratón, con 2:06:52, anunció su retirada en octubre de 2009. En natación existen promesas, como Sergio Luján o Irene Guzmán, entre otros; mientras en la modalidad de triatlón destacan las actuaciones internacionales de María Ortega o María Varo, esta última subcampeona del mundo de duatlón en 2025.
Por su parte, el toledano Miguel Nombela llegó a competir muy joven internacionalmente en a modalidad de patinaje artístico en los años 1990. En 2002, una vez retirado y ya como entrenador, crea el Club Deportivo de Patinaje Artístico de Toledo.
Otros toledanos ilustres del deporte son los futbolistas Pelayo Luis Martín, Hilario Velasco, Luis Laguna, Julián Serrano, Antonio Torán, José Ramón Corchado, Miguel Ángel Ruiz, Roberto Fresnedoso (olímpico en los Juegos de Atlanta 1996), Pedro Pablo Braojos (entrenador), José Antonio de la Sagra y Luis García; y los jugadores de fútbol-sala internacionales: Javier Lorente —campeón de Europa— y Antonio Adeva —campeón del mundo—, y al ex seleccionador Javier Lozano Cid —campeón del mundo—, hoy presidente de la Liga Nacional de Fútbol-Sala, que da nombre al pabellón polideportivo más emblemático de la ciudad, construido en abril de 1982. Asimismo, destacan varios entrenadores toledanos en la élite de este deporte como Jesús Velasco, Tino Pérez (Fútbol Club Barcelona), Miguel Andrés o Chema Jiménez. Otros jugadores adoptivos y laureados internacionalmente de la ciudad han sido los hermanos Andreu y Joan Linares.
Actualmente, Jesús García del Pino Gordillo, formado en la cantera del Moprisala, es el jugador nacido en Toledo más laureado en activo, internacional absoluto y jugador del Palma Fitsal, entidad con la que el toledano ha sido tres veces campeón de la Liga de Campeones de la UEFA de fútbol sala, además de haber logrado dos ediciones de la Copa Intercontinental de Fútbol Sala.
En balonmano, varios jugadores de la ciudad destacan o han destacado individualmente en la Liga ASOBAL: los guardametas Fermín Ballesteros (retirado en 2011, en el Club Toledo Balonmano) y los jugadores formados en el Club Amibal, Gonzalo Pérez de Vargas, del F.C. Barcelona, olímpico en los Juegos Olímpicos de Tokio 2020, donde fue bronce, y en los Juegos Olímpicos de París 2024, campeón continental con España en 2018 y 2020, plata en 2016 y 2022 y bronce en 2014; y el lateral internacional absoluto, de 2.10 m de altura, Ángel Montoro, campeón del mundo en Madrid 2013.
En karate absoluto, y en especial en la modalidad de Tai-Jitsu, sobresalió Julio Cuadra; mientras que la Escuela de Karate Miguel Ángel y el Club Kidokan han formado durante años grandes generaciones de karatecas.
En kung fu y taichí (wushu), el CD de Kung fu Hong Kun Toledo, enmarcado en la Universidad Laboral de Toledo, está dirigido por la maestra nativa de China Bai Di. El equipo Hong Kun ha obtenido numerosas victorias en campeonatos nacionales e internacionales y dirige la Asociación Hispano China de Wushu española. La maestra Bai Di se proclamó campeona de España en 2015 en las dos categorías de taichí moderno con doble medalla de oro por la RFEJYDA. Nuevamente en 2022 la nueva cantera de deportistas toledanos de Kung fu de la Escuela Hong Kun se proclaman Campeones de España de Wushu-Kung fu por la RFEJYDA.
- Deportes en alza:

Finalmente, otros deportes como la pesca deportiva en las orillas del río Tajo; bádminton y el trabajo del Club Drop; triatlón y duatlón, con individualidades como las internacionales María Varo y María Ortega, exatletas, y clubes y organizadores de pruebas como el Tritoledo, que contó con varios internacionales y dos olímpicos en Río 2016, Rostyslav Pevtsov (Azerbaiyán) e Ivan Ivanov (Ucrania), y, además, la entidad destaca en las Ligas Nacionales masculinas y femeninas por equipos, y Carrasco es Ciclismo; hockey sobre césped o hockey, especialidad en alza, cuyo equipo sénior del C.H. Toledo juega en la Segunda División madrileña y que contó con un campo construido en la Escuela de Gimnasia en 2014, que después se remodeló para compartirlo con fútbol; y street workout, movimiento basado en el deporte callejero que se consiste en entrenar en la calle, usando el propio cuerpo y el entorno y que cuenta en Toledo con una instalación municipal desde 2015, ubicada en el paseo de Sisebuto, son muy practicados en la ciudad de Toledo.
- Patronato Deportivo Municipal de Toledo:

La institución pública de la que depende directa o indirectamente gran parte del movimiento deportivo de la ciudad de Toledo es el Patronato Deportivo Municipal de Toledo, fundado en 1970. Uno de los más antiguos de España. La mayoría de las instalaciones deportivas municipales de la capital toledana son gestionadas por dicha institución: un campo de hierba natural (cedido al C.D. Toledo), cinco de hierba artificial (cuatro de fútbol y uno de hockey —hasta 2015—), cinco polideportivos cubiertos, cinco piscinas de verano, tres piscinas cubiertas, dos pistas de atletismo, un velódromo, pistas de tenis, frontenis, pádel, skate-park y multideportivas.
- Escuela Central de Educación Física (E.C.E.F.):

La Escuela Central de Educación Física o Escuela Central de Gimnasia es una institución militar deportiva, actualmente integrada en la Academia de Infantería de Toledo (1850), fundada en diciembre de 1919 por el general José Villalba Riquelme y que, desde entonces, ha sido cuna de la formación militar española y referente del deporte español durante casi un siglo, cuna de modalidades deportivas y fuente de especialidades traídas a España desde el extranjero, como fue el caso del balonmano —junto a El Ferrol (La Coruña)—, entre otras.
- Títulos

Toledo ostenta el título de Capital Europea del Deporte durante el año 2025.

### Medios de comunicación

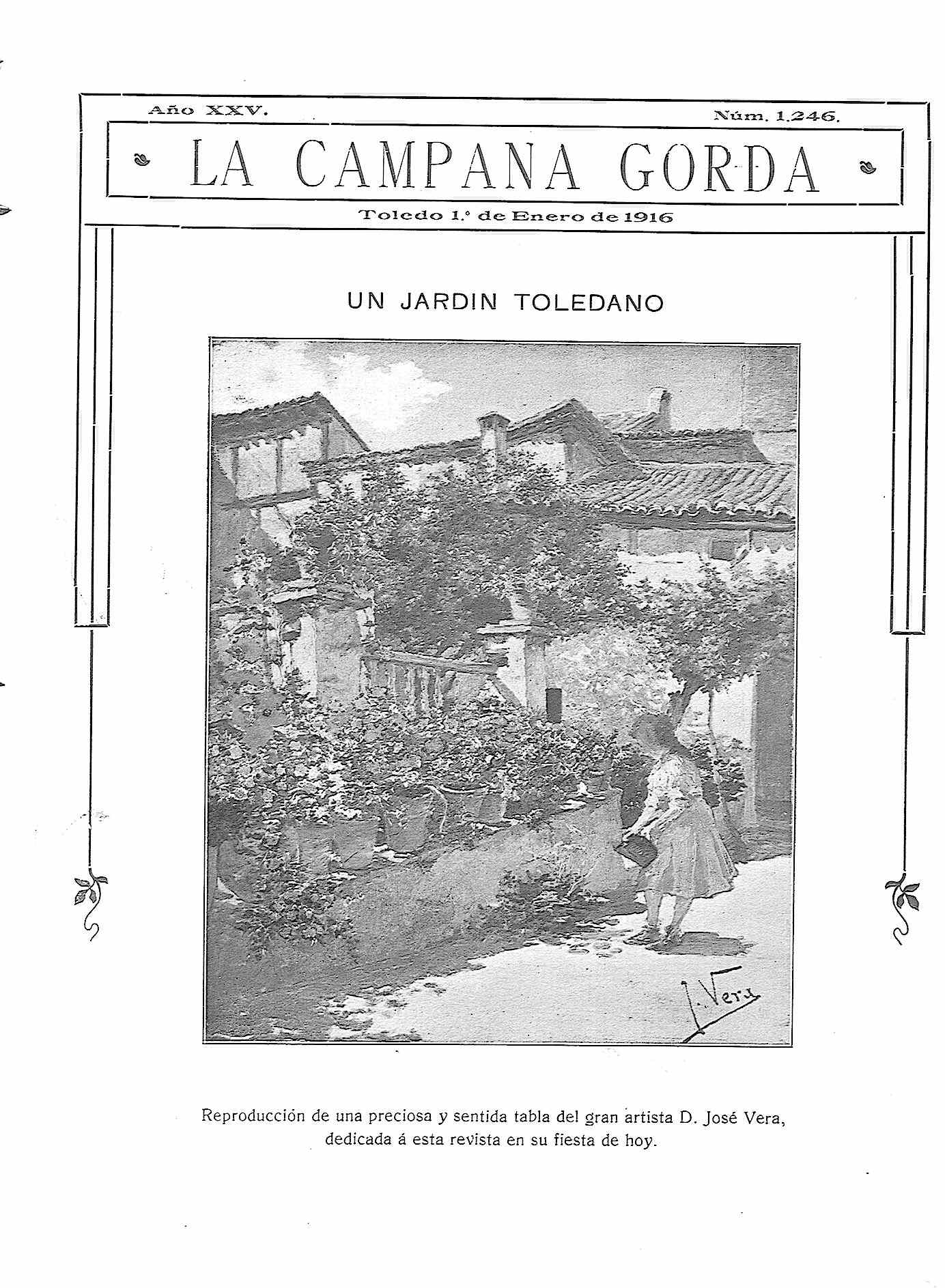
Portada de un número de La Campana Gorda (1892-1916), una revista publicada en la ciudad

Se ha fechado la aparición de la prensa periódica en la ciudad en 1833, con la aparición del Boletín Oficial de Toledo. De ahí en adelante, a lo largo de los siglos XIX y XX, florecieron numerosas publicaciones, muchas de ellas de breve existencia, entre las que se encontraron títulos como los de El Comunero de Castilla, Diario de Toledo, El Día de Toledo, La Idea, La Campana Gorda, El Eco Toledano, Heraldo Toledano, La Tarde y El Castellano.
En la ciudad se publican diversos periódicos locales o provinciales. Además, periódicos nacionales como el ABC publican diariamente una amplia sección local. Entre los periódicos locales destaca La Tribuna de Toledo.
También hay medios locales en televisión, radio e Internet. En Toledo está la sede central de la televisión pública regional, Castilla-La Mancha Televisión; además hay varias televisiones de ámbito local: Canal Diocesano-Popular TV y Teletoledo.
En cuanto a emisoras de radio, están la decana Radio Toledo (Onda Cero), la COPE, la Cadena SER, RNE, RCM, ABC Punto Radio, Radio Aquí, otras radios son la vecinal Onda Polígono y la diocesana Radio Santa María. Dentro de los medios digitales y sociales: Onda Toledo, Toledo Digital, La Cerca.

## En las artes y la cultura popular

### En la literatura

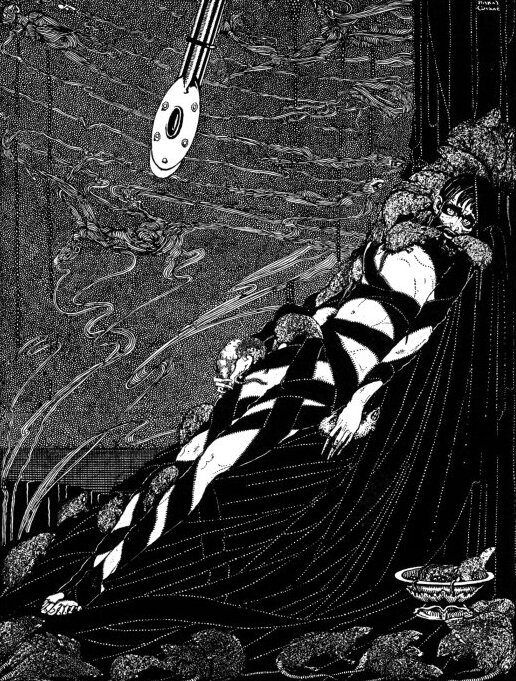
Ilustración de El pozo y el péndulo, ambientada en una mazmorra de Toledo

Desde la Edad Media hasta el siglo XX Toledo ha sido escenario de diversas obras de la literatura en español. Una de ellas es la leyenda de la relación entre el rey Alfonso VIII de Castilla y Rahel, una mujer judía de la ciudad, en torno a la cual han aparecido numerosas interpretaciones.
En Toledo nació y está enterrado Garcilaso de la Vega, reconocido como «el príncipe de los poetas castellanos», que en una época de gran esplendor de la ciudad como sede imperial de Carlos I de España, importó a la lengua castellana las nuevas luces del Renacimiento. En su Égloga III evoca memorablemente a Toledo y a su río («Cerca del Tajo, en soledad amena…»).
En el apartado teatral, Toledo fue introducida en Las paces de los reyes y judía de Toledo de Lope de Vega, quien hiló la trama a partir de crónicas previas. A esta obra la seguirían versiones como el drama Die Jüdin von Toledo (1851) del austriaco Franz Grillparzer o la novela histórica Die Jüdin von Toledo (1955) del alemán Lion Feuchwanger. Durante sus estancias en Toledo, la actividad literaria del Fénix fue tan intensa que le dedicó treinta y siete comedias al «Cerco de ingenios milagrosos» (como denominaba a la ciudad por su floreciente actividad cultural),imprimiendo aquí sus Rimas, en donde ya se incluía su Arte nuevo de hacer comedias, y concluyendo su poema Jerusalém conquistada. No sólo participó en la representación de sus obras en el Mesón de la Fruta, donde a menudo actuaban sus amantes, sino que también contaba con una red de amigos poetas (Baltasar Elisio de Medinilla, Hernando Grandío, Martín Chacón, Agustín Castellanos…), que favorecían de continuó su victoria en las Justas Literarias de la ciudad, bien como mantenedores de las mismas o aceptando el papel de testaferros firmando sus poemas. En la Relación de las fiestas por el nacimiento de Felipe IV se muestra su amor por Toledo cuando en 1605 participó en una de estas justas:

Al fin Toledo insigne, ínclita, fuerte, / Toledo la Imperial, la ciudad noble, / la cabeza de España, aquella antigua / famosa corte de los reyes godos / que como el corazón es en el cuerpo / el centro y el principio de la vida / así es Toledo corazón de España

La novela picaresca por antonomasia de la literatura española, La vida de Lazarillo de Tormes, transpira toledaneidad. Se presenta como una autobiografía escrita por un pregonero de Toledo que escribe a un desconocido «Vuestra Merced» (supuestamente al arzobispo toledano, Juan Martínez Silíceo), exponiendo los hechos de su vida como atenuante del escándalo en que se halla implicado, las relaciones entre su mujer y el arcipreste de la iglesia del Salvador. Varios de sus capítulos se desarrollan en esta ciudad, junto a sus amos el escudero, el fraile mercedario, el capellán de la catedral y el arcipreste de San Salvador.

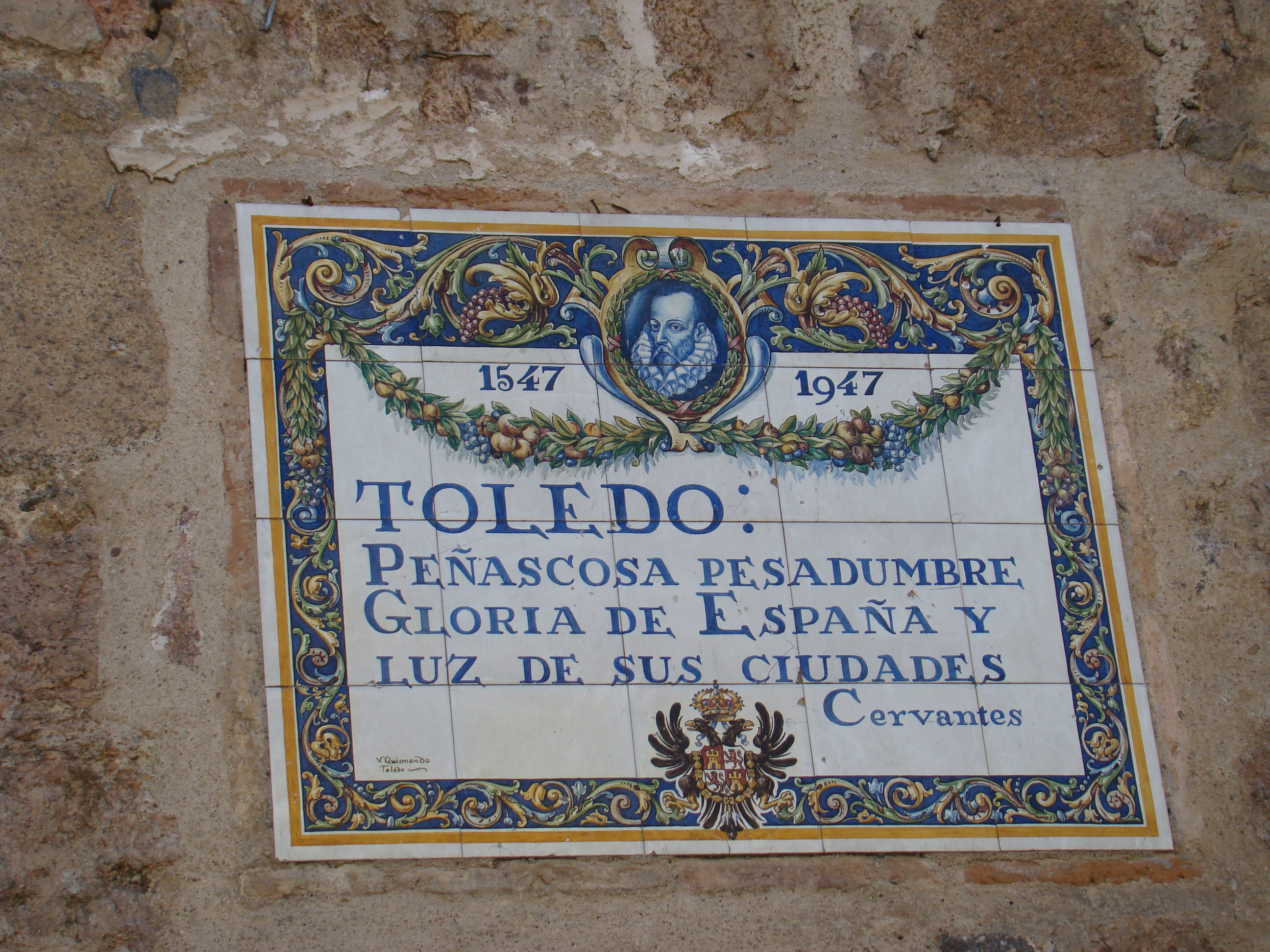
«Toledo: Peñascosa pesadumbre, gloria de España y luz de sus ciudades» (Los trabajos de Persiles y Sigismunda, de Miguel de Cervantes)

La huella literaria de santa Teresa de Jesús y san Juan de la Cruz, los dos reformadores carmelitas de ascendientes conversos toledanos y con una trayectoria biográfica muy vinculada a Toledo, se escribe en su mayor parte en esta ciudad: Es el caso de Camino de perfección, El libro de la Vida, Las moradas o el Cántico espiritual.
Toledo constituye también el escenario principal de La ilustre fregona, una de las Novelas ejemplares de Miguel de Cervantes, quien frecuentó la ciudad en sus viajes y que tiene una calle dedicada en ella. Cervantes menciona a Toledo en otras obras, apareciendo reflejada en Don Quijote de la Mancha, en su novela ejemplar Rinconete y Cortadillo, en su poema Viaje del Parnaso, en su comedia La entretenida, y en su obra póstuma, la novela bizantina Los trabajos de Persiles y Sigismunda, donde dedica a Toledo la frase: «¡Oh, peñascosa pesadumbre, gloria de España y luz de sus ciudades!». Tirso de Molina ambientó su obra Los cigarrales de Toledo (1624) —a la que dan nombre los cigarrales, un tipo de fincas características de la margen sur del Tajo— en la ciudad. La urbe es escenario de diversos relatos: en ella se ambientan las Leyendas de Gustavo Adolfo Bécquer de «La ajorca de oro», «El beso», «El cristo de la calavera» y «La rosa de pasión»; este mismo escritor también dedicó a la ciudad su Historia de los templos de España. Se ha planteado que el arcipreste de Hita pudo haber escrito el Libro de buen amor en Toledo.
Fue visitada por Theophile Gautier durante su estancia en España en 1840 y quedó por tanto descrita en el libro de viajes Voyage en Espagne, destacando en el capítulo dedicado a Toledo el intenso calor. Por su parte, Galdós localizó en la ciudad varios ensayos y textos literarios, entre los que destaca la novela Ángel Guerra (1891). Más adelante, Vicente Blasco Ibáñez situaría la acción de su novela La catedral (1903) en la ciudad imperial, así como también tendrían presente Toledo en sus obras noventayochistas como Azorín, con La voluntad (1902), y Pío Baroja, con Camino de perfección (1902). El francés Maurice Barrès, quien redactó diversos textos sobre Toledo y que tiene una calle dedicada en la ciudad, publicó en 1909 su ensayo Greco; ou Le secret de Tolède, donde indaga en las esencias toledanas y la figura del pintor.
Toledo y Gregorio Marañón son dos nombres fundidos en una indisociable evocación. Su libro Elogio y Nostalgia de Toledo, escrito desde su exilio en París en 1941 es un compendio de toledanismo. El nombre de Toledo suscitaba en el doctor Marañón una emoción íntima y conmovedora: «Y yo pregunto a los españoles si hay en las lenguas diversas de los hombres un solo nombre que suscite en ellos la marea de cosas bellas, profundas y trascendentes que levanta el nombre de Toledo». Marañón echaba de menos su Cigarral de Menores, los conventos, el río Tajo y a figuras como Benito Pérez Galdós, Garcilaso de la Vega o El Greco. Precisamente con un discurso titulado «El Toledo de El Greco» ingresó en la Real Academia de Bellas Artes de San Fernando en 1956, escribiendo un año más tarde su libro titulado El Greco y Toledo.

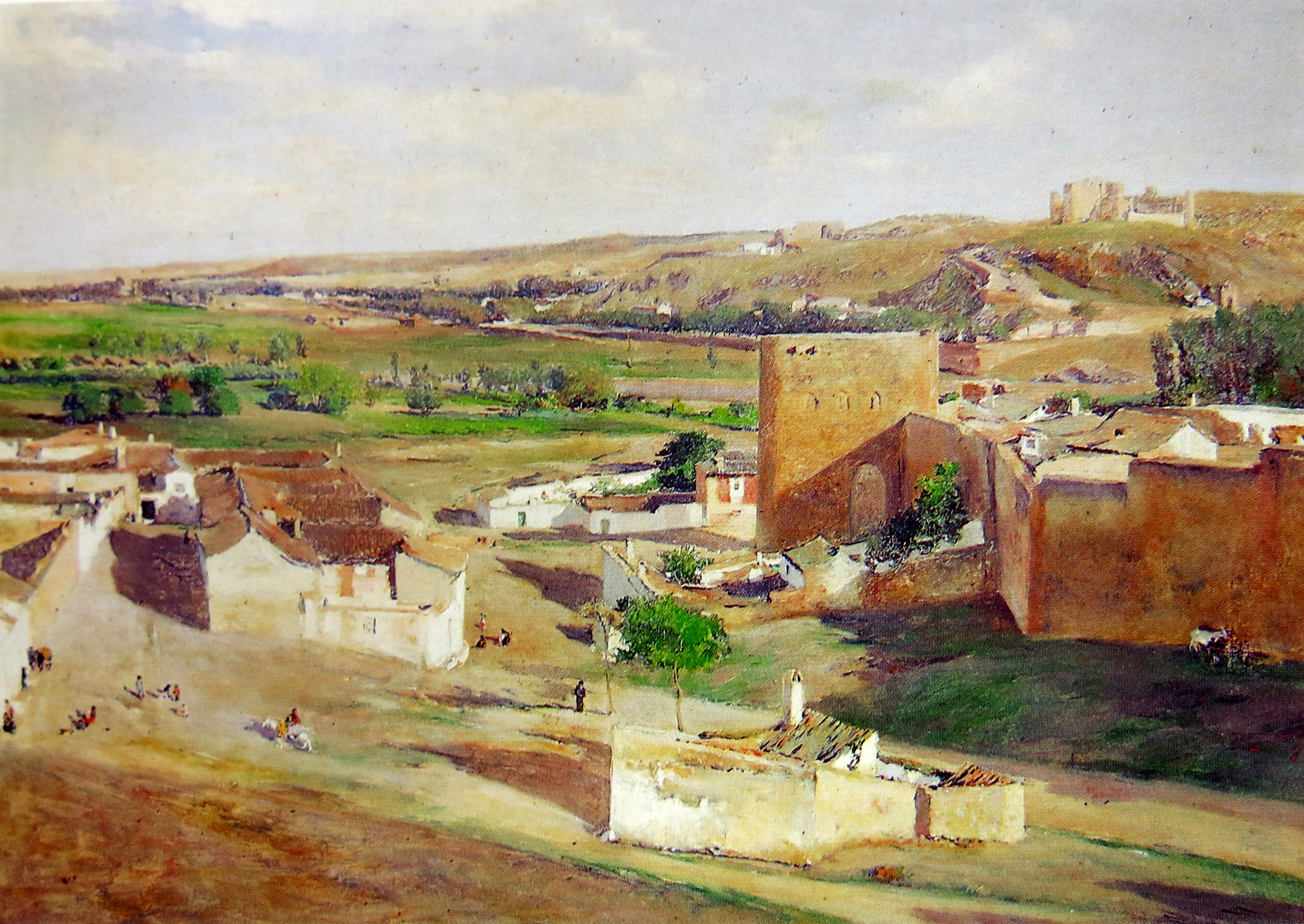
Vista de Toledo de Aureliano de Beruete (Colección Masaveu)

El historiador jesuita Juan de Mariana, que escribió su obra desde esta ciudad, dice «cíñela el río casi toda alrededor no sin grande maravilla de la naturaleza»; a otro jesuita, residente temporal en la ciudad, Baltasar Gracián, Toledo «tan en punta parece, que amenaza el cielo y aspira a taladrar las estrellas». Ramón Gómez de la Serna la visita y afirma: «La montaña toledana es el monte Gólgota mismo». Y el poeta José García Nieto, que pasó su infancia en ella, la vio así: «Toledo es como un sueño inalcanzable, como un espejismo». Dos amigos de Gregorio Marañón, resumen a la peñascosa pesadumbre con un escueto «Toledo es alucinante y desmesurado» (José Ortega y Gasset) y «Toledo tiene un alma inmortal y será siempre la sagrada Meca de la Historia del Arte» (Victorio Macho).

### En la pintura
Entre los pintores que han capturado los paisajes toledanos pueden nombrarse El Greco, autor de varias vistas de la ciudad, así como, ya a caballo entre el siglo XIX y el XX, Aureliano de Beruete que, en un ambiente intelectual copado por la generación del 98 y la influencia de la Institución Libre de Enseñanza, en el seno del cual se desarrolló un interés por la recuperación de la obra del artista cretense, plasmó la ciudad imperial en un gran número de cuadros. También se pueden citar a otros artistas como Ricardo Arredondo, Ángel Andrade y Mariano Barbasán.

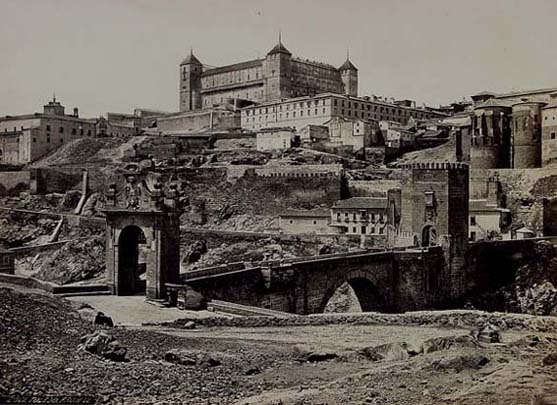
Vista de Toledo. Fotografía de Robert P. Napper (c. 1863)

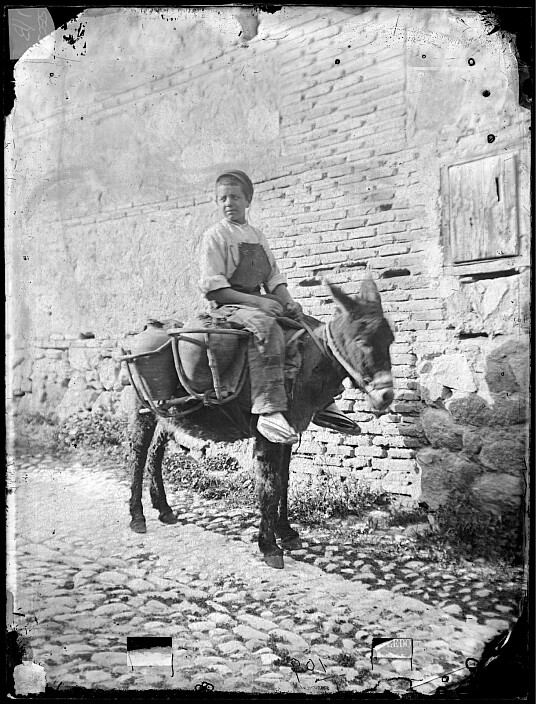
Aguador toledano. Fotografía de Casiano Alguacil (c. 1880)

### En la fotografía
Ya desde el siglo XIX, más concretamente a mediados de este, acudieron a la ciudad fotógrafos como el galés Charles Clifford y el francés Jean Laurent, que dejaron diversas vistas de la ciudad. Otros fotógrafos extranjeros que pasaron por Toledo fueron el francés Luis Leon Masson (década de 1850), Robert Peters Napper (1862-63) y James Jackson (1889).
El principal exponente de la fotografía en Toledo es el mazarambreño Casiano Alguacil, instalado en la ciudad hacia 1862, con una edad de treinta años, y que una vez fallecido fue homenajeado por el Ateneo de Toledo, en el año 1915. Sus fondos fueron a parar tanto al Ayuntamiento como a la Diputación de Toledo. En la década de 1880 abrió Enrique Blanco un establecimiento y ya en la última década del siglo instalaron locales en la ciudad el cántabro Pedro Lucas Fraile, y Eugenio Rodríguez, además del conocido Manuel Compañy.
Otros fotógrafos con actividad en la ciudad del Tajo fueron Fernando González Pedroso, Rafael Mora, Higinio Ros y Rafael Garzón. En los comienzos del nuevo siglo participarían en la fotografía toledana nombres como los de Narciso Clavería y Palacios y Constantino Garcés.

### En el cine
El primer filme de carácter no documental rodado en la ciudad data de 1914, la producción francesa Le Coffret de Tolède. De ahí en adelante, Toledo ha sido escenario y lugar de rodaje de diversas películas, entre las que se encuentran dos filmes de inspiración galdosiana de Luis Buñuel —que frecuentó la ciudad en los años previos a la guerra civil— como son Viridiana (1961) y Tristana (1970). Sus calles también quedaron plasmadas en Sin novedad en el Alcázar (1940), El tirano de Toledo (1952), La otra vida del capitán Contreras (1955), Un americano en Toledo (1960), El buen amor (1963), No desearás al vecino del quinto (1970), La novena puerta (1999), Buñuel y la mesa del rey Salomón (2001), Te doy mis ojos (2003)o La conjura de El Escorial (2008), entre otras. En La piel que habito, (2011), se utilizó la Quinta de Mirabel, situado en el suroeste de la ciudad para el rodaje. En Mientras dure la guerra (2019), la ciudad de Toledo se muestra a través de recreaciones documentales de la época, extraídas de los archivos del NO-DO.
Además Toledo ha sido lugar de rodaje para muchas series televisivas como Águila Roja, El Ministerio del tiempo, Sueños de libertad, Su Majestad y muchas otras.

## Ciudades hermanadas
- Tunja (Colombia)[g][151]
- Toledo (Estados Unidos)[h][151]
- Agen (Francia)[i][151]
- Aquisgrán (Alemania)[j][151]
- Corpus Christi (Estados Unidos)[k][151]
- Damasco (Siria)[l][151]
- Guanajuato (México)[m][151]
- La Habana (Cuba)[n][151]
- Nara (Japón)[o][151]
- Melilla (España)[p][151]
- Safed (Israel)[q][151]
- Veliko Tarnovo (Bulgaria)[r][151]
- Heraclión (Grecia)[152]